# Николай II
Никола́й II Алекса́ндрович (6 [18] мая 1868, Царское Село — 17 июля 1918, Екатеринбург) — последний император Всероссийский, царь Польский и великий князь Финляндский (20 октября [1 ноября] 1894 — 2 [15] марта 1917) из династии Гольштейн-Готторп-Романовых. Полковник гвардии (1892); кроме того, от британских монархов имел звания адмирала флота Королевского ВМФ Великобритании (28 мая [10 июня] 1908 года) и фельдмаршала британской армии (18 [31] декабря 1915 года).
Правление Николая II было ознаменовано экономическим развитием России и одновременно ростом в ней социально-политических противоречий, революционного движения, вылившегося в революцию 1905—1907 годов, Февральскую революцию 1917 года и Октябрьскую революцию; во внешней политике — экспансией на Дальнем Востоке, войной с Японией, а также участием России в военных блоках европейских держав и Первой мировой войне.
Николай II отрёкся от престола в ходе Февральской революции в марте 1917 года, после чего находился вместе с семьёй под домашним арестом в Александровском дворце Царского Села. Летом 1917 года по решению Временного правительства был отправлен вместе с семьёй и приближёнными в ссылку в Тобольск, а весной 1918 года перемещён большевиками в Екатеринбург, где в июле 1918 года в подвале дома Ипатьева был расстрелян вместе с семьёй и четырьмя приближёнными.
Вместе с женой и детьми был прославлен в лике святых Русской православной церковью как страстотерпец 20 августа 2000 года, а ранее, в 1981 году, прославлен Русской зарубежной церковью как мученик.

## Имена, титулования, прозвища
Мальчик получил традиционное романовское имя — «Николай». Кроме того, этот случай можно отнести к числу случаев «имянаречения по дяде» (обычай, известный с Рюриковичей). Он был назван в память умершего молодым старшего брата отца и жениха матери — цесаревича Николая Александровича (1843—1865), при этом совпадали имена, отчества, тезоимённые святые самих цесаревичей (Николай Мирликийский) и их отцов (Александр Невский). Тезоименитство — 6 декабря по юлианскому календарю (Николая Чудотворца).
С рождения титуловался Его императорское высочество (государь) великий князь Николай Александрович. После гибели вследствие террористического акта, совершённого 1 марта 1881 года членами организации «Народная воля», его деда, императора Александра II, и восшествия на престол отца, императора Александра III, стал наследником престола с титулом «наследник цесаревич».
Полный титул Николая II как императора: «Божиею поспе́шествующею милостию, Мы, Николай Вторы́й, Император и Самодержец Всероссийский, Московский, Киевский, Владимирский, Новгородский; Царь Казанский, Царь Астраханский, Царь Польский, Царь Сибирский, Царь Херсонеса Таврического, Царь Грузинский; Государь Псковский и великий князь Смоленский, Литовский, Волынский, Подольский и Финляндский; Князь Эстляндский, Лифляндский, Курляндский и Семигальский, Самогитский, Белостокский, Корельский, Тверский, Югорский, Пермский, Вятский, Болгарский и иных; Государь и Великий Князь Новагорода низовския земли́, Черниговский, Рязанский, Полотский, Ростовский, Ярославский, Белозерский, Удорский, Обдорский, Кондийский, Витебский, Мстиславский и всея Северныя страны́ Повелитель; и Государь Иверския, Карталинския и Кабардинския земли́ и области Арменския; Черкасских и Горских Князей и иных Наследный Государь и Обладатель, Государь Туркестанский; Наследник Норвежский, Герцог Шлезвиг-Голштейнский, Стормарнский, Дитмарсенский и Ольденбургский и прочая, и прочая, и прочая».
В связи с событиями на Ходынке и 9 января 1905 года прозван радикальной оппозицией «Николаем Кровавым»; с таким прозвищем фигурировал в советской популярной историографии.
Супруга лично звала его «Ники».

## Детство, образование и воспитание

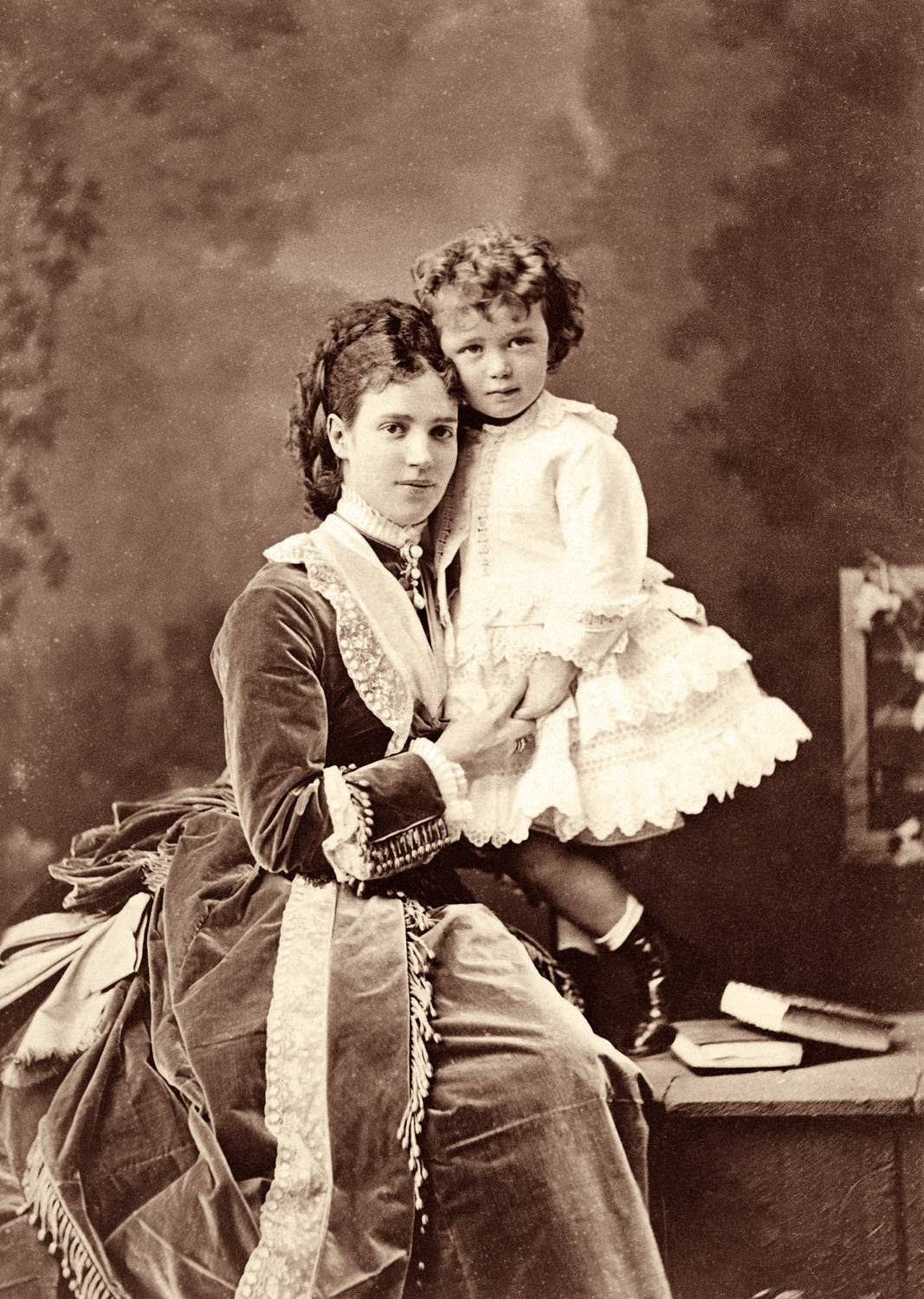
Великий князь Николай Александрович c матерью. 1870 год

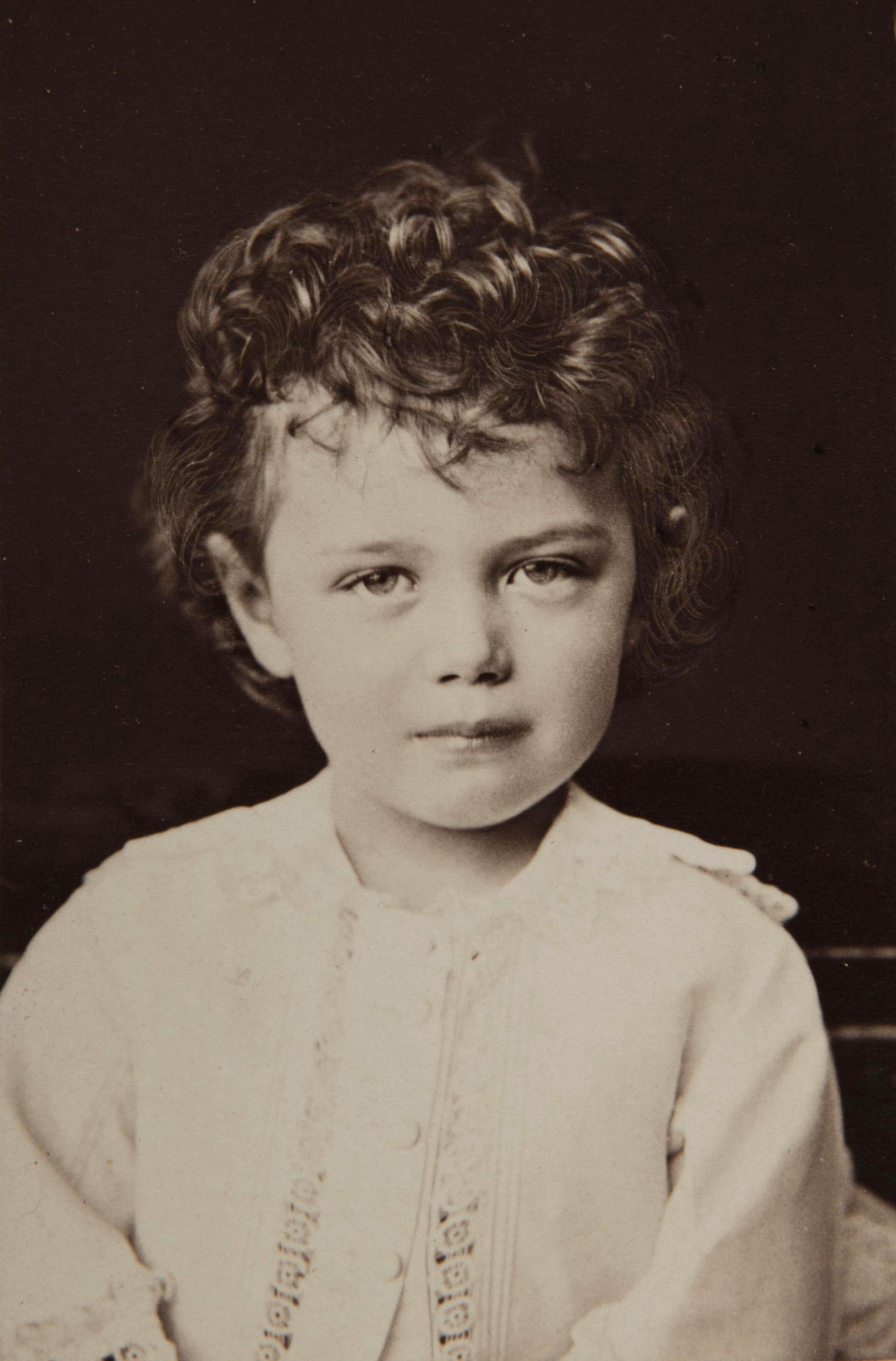
Великий князь Николай Александрович в 3 года

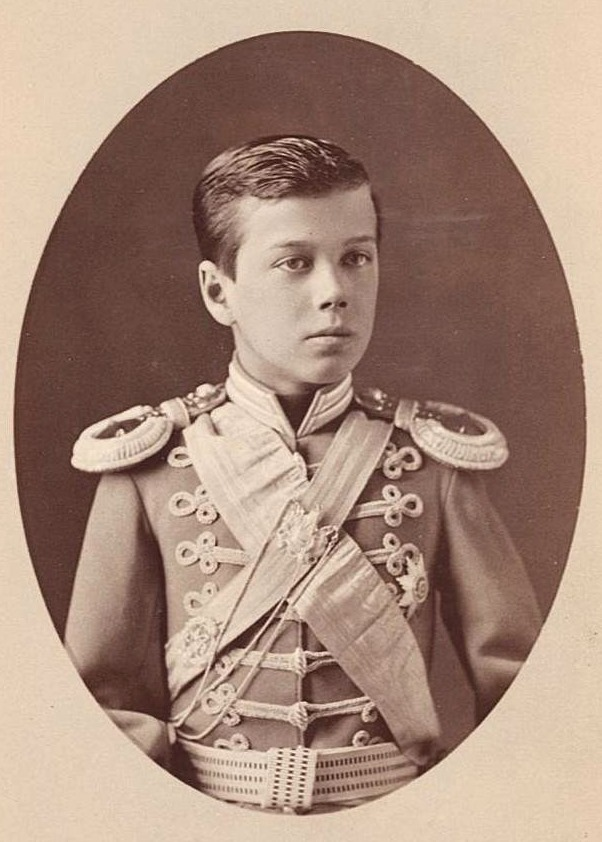
Великий князь Николай Александрович, поручик гвардии в мундире Атаманского полка. 1880—1881 гг.

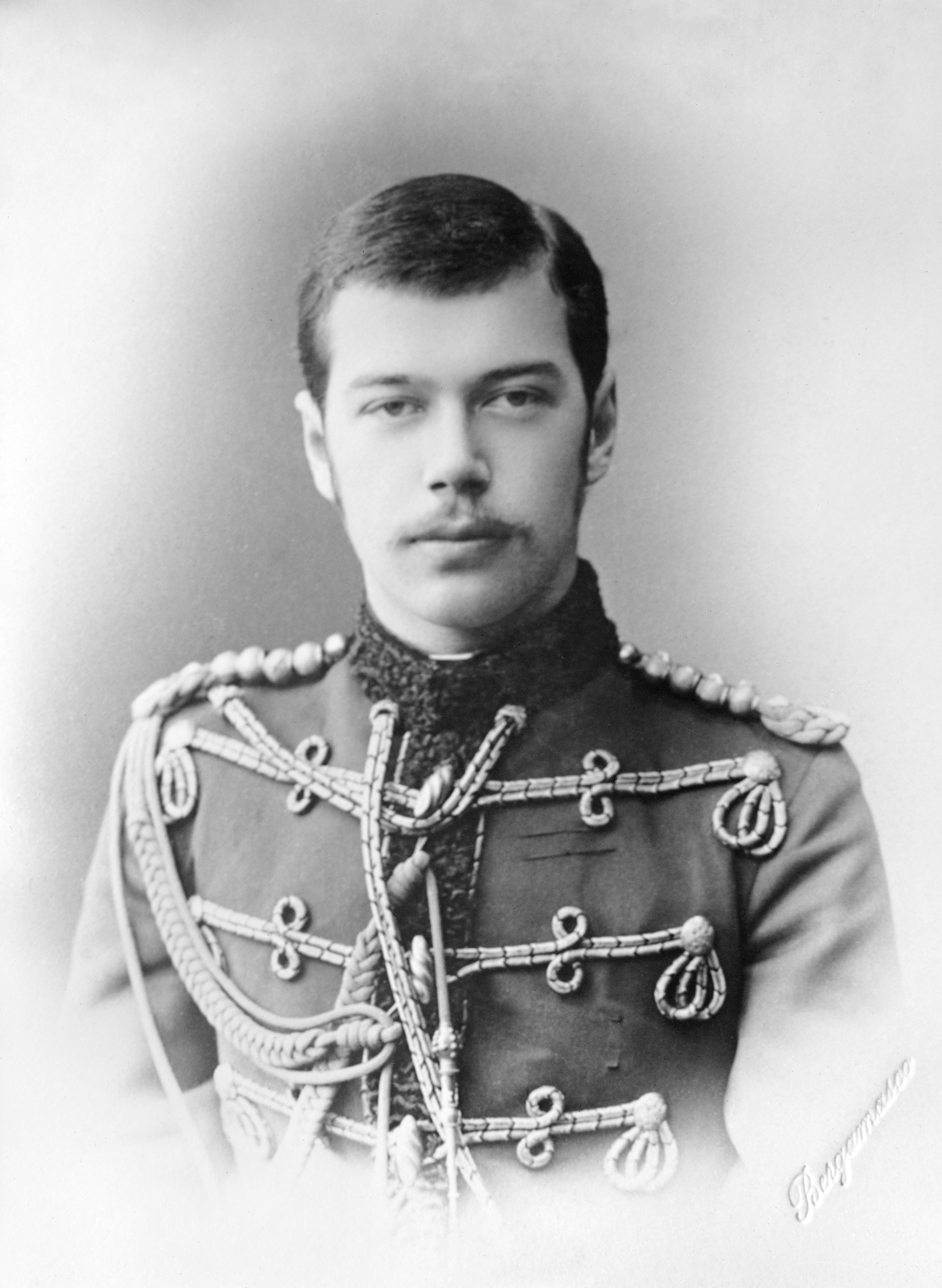
Цесаревич Николай Александрович в мундире лейб-гвардии Гусарского полка. 1889 год

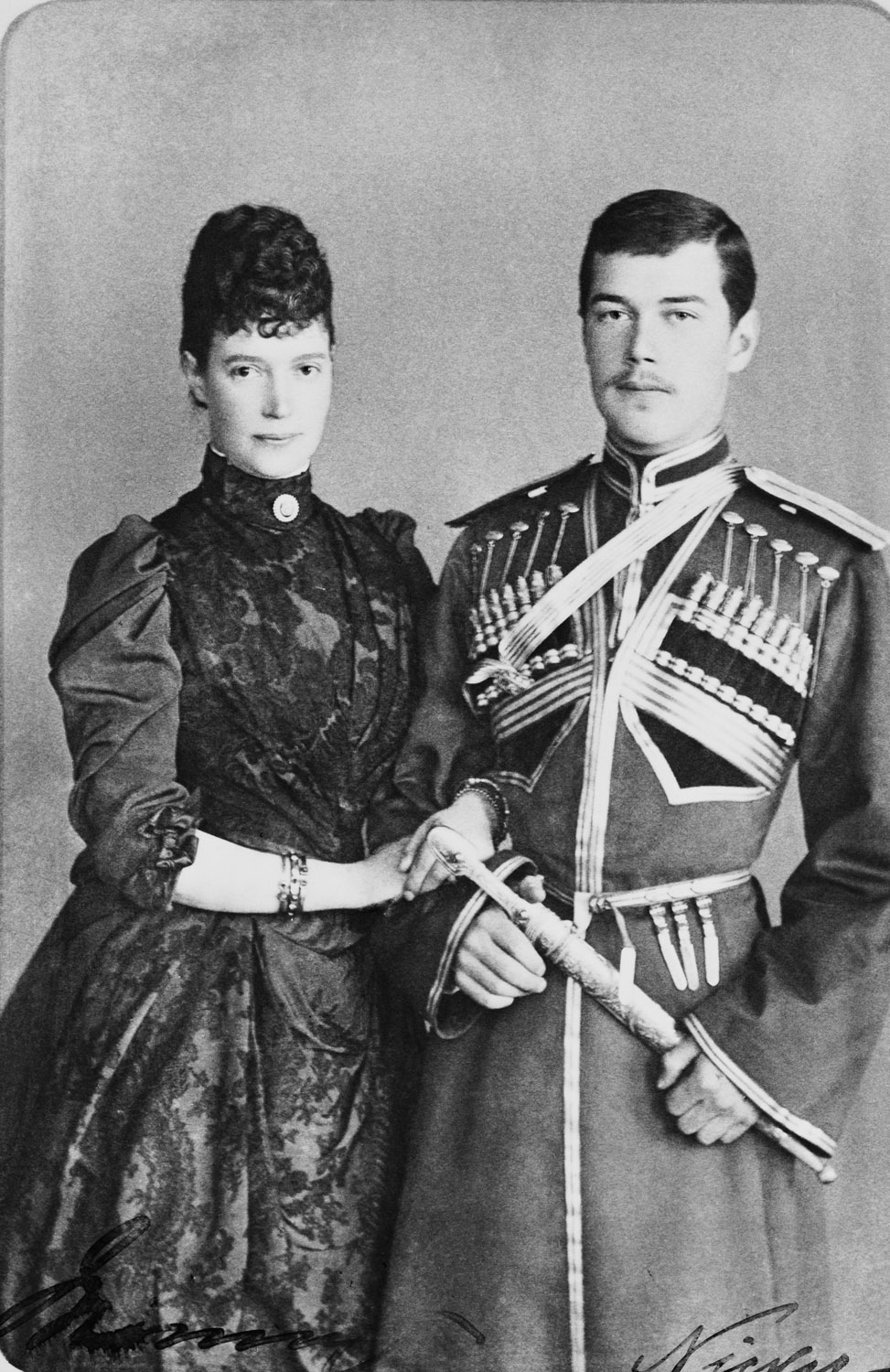
Цесаревич Николай Александрович с матерью. 1889 год

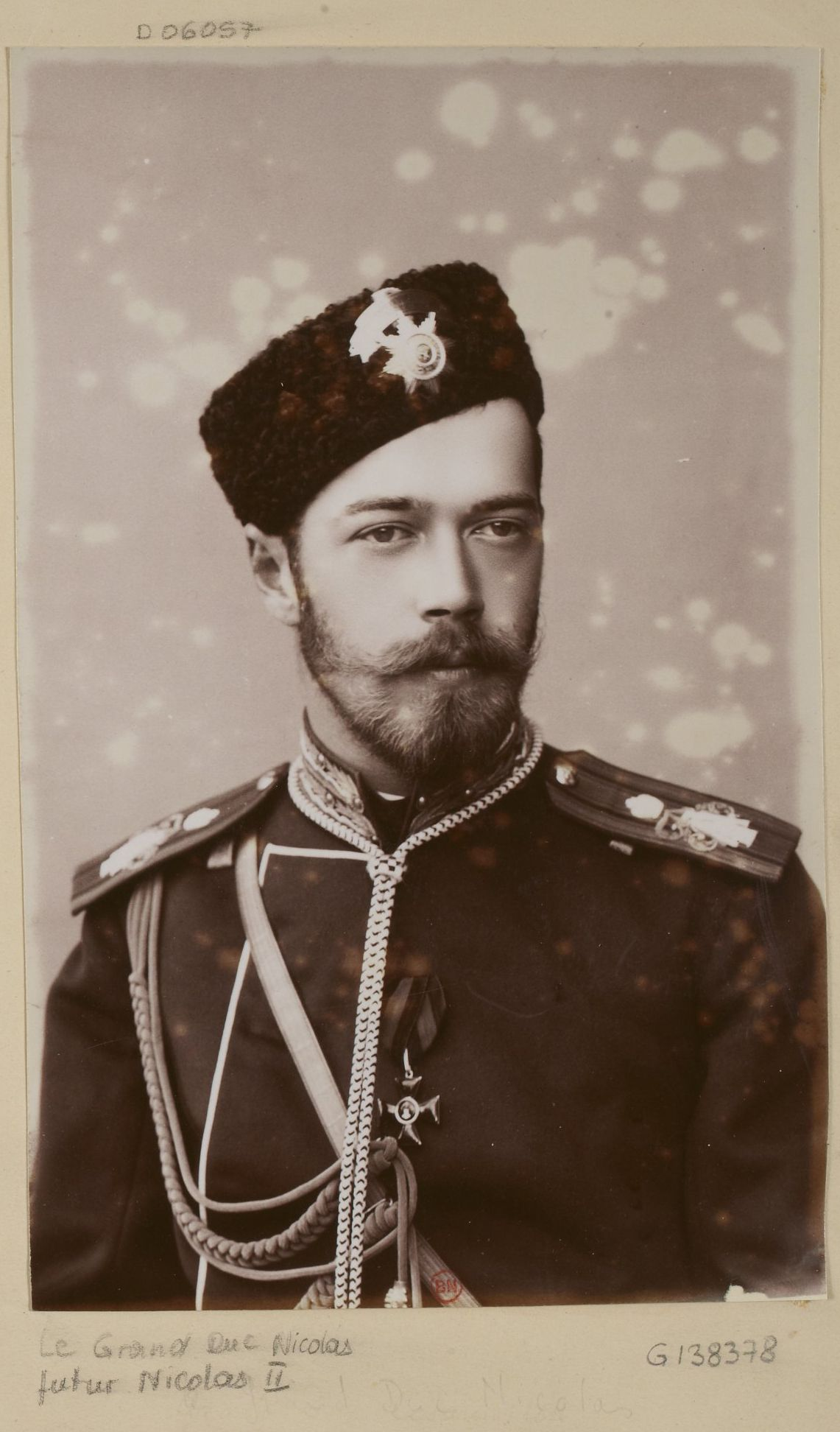
Цесаревич Николай Александрович. 1892 год

Николай II — старший сын императора Александра III и императрицы Марии Фёдоровны. Сразу после рождения, 6 (18) мая 1868 года, был наречён Николаем. Крещение младенца было совершено духовником императорской семьи протопресвитером Василием Бажановым в Воскресенской церкви Большого Царскосельского дворца 20 мая того же года; восприемниками были: Александр II, королева Датская Луиза, наследный принц Датский Фридрих, великая княгиня Елена Павловна.
В раннем детстве воспитателем Николая и его братьев был живший в России англичанин Карл Осипович Хис (Charles Heath, 1826—1900); его официальным воспитателем как наследника в 1877 году был назначен генерал Г. Г. Данилович. Николай получил домашнее образование в рамках большого гимназического курса; в 1885—1890 годах — по специально написанной программе, соединявшей курс государственного и экономического отделений юридического факультета университета с курсом Академии Генерального штаба. Учебные занятия велись в течение 13 лет: первые восемь лет были посвящены предметам расширенного гимназического курса, где особое внимание уделялось изучению политической истории, русской литературы, английского, немецкого и французского языков (английским Николай Александрович владел как родным); последующие пять лет посвящались изучению военного дела, юридических и экономических наук, необходимых для государственного деятеля. Лекции читались учёными с мировым именем: Н. Н. Бекетовым, Н. Н. Обручевым, Ц. А. Кюи, М. И. Драгомировым, Н. Х. Бунге, К. П. Победоносцевым и другими. Все они лишь читали лекции. Спрашивать, чтобы проверить, как усвоен материал, не имели права. Протопресвитер Иоанн Янышев учил цесаревича каноническому праву в связи с историей церкви, главнейшим отделам богословия и истории религии.
6 (18) мая 1884 года, по достижении совершеннолетия (для наследника), принёс присягу в Большой церкви Зимнего дворца, о чём извещалось высочайшим манифестом. Первым опубликованным от его имени актом был рескрипт на имя московского генерал-губернатора В. А. Долгорукова: 15 тысяч рублей для распределения, по усмотрению того, «между жителями Москвы, которые наиболее нуждаются в помощи».
Первые два года Николай служил младшим офицером в рядах Преображенского полка. Два летних сезона он проходил службу в рядах лейб-гвардии гусарского полка эскадронным командиром, а затем — лагерный сбор в рядах артиллерии. 6 (18) августа 1892 года был произведён в полковники. В то же время отец вводит его в курс дел по управлению страной, приглашая участвовать в заседаниях Государственного совета и Кабинета министров. По предложению министра путей сообщения С. Ю. Витте, Николай в 1892 году для приобретения опыта в государственных делах был назначен председателем комитета по постройке Транссибирской железной дороги. К 23 годам своей жизни Наследник был человеком, получившим обширные сведения в разных областях знания.
В программу образования входили путешествия по различным губерниям России, которые он совершал вместе с отцом. В довершение образования отец выделил в его распоряжение крейсер «Память Азова» в составе эскадры для путешествия на Дальний Восток. За девять месяцев со свитой посетил Австро-Венгрию, Грецию, Египет, Индию, Таиланд, Китай, Японию, а позднее — сухим путём из Владивостока через всю Сибирь возвратился в столицу России. Во время путешествия Николай вёл личный дневник. В Японии на Николая было совершено покушение японским полицейским Цуда Сандзо (см. Инцидент в Оцу). Прежде чем полицейского схватили, он успел нанести цесаревичу травмы головы, руки и уха, рубашка Николая с пятнами крови хранится в Эрмитаже.
Оппозиционный политик, член Государственной думы первого созыва В. П. Обнинский в своём антимонархическом сочинении «Последний самодержец» утверждал, что Николай «одно время упорно отказывался от престола», но был вынужден уступить требованию Александра III и «подписать при жизни отца манифест о своём вступлении на престол».

## Вступление на престол и начало правления

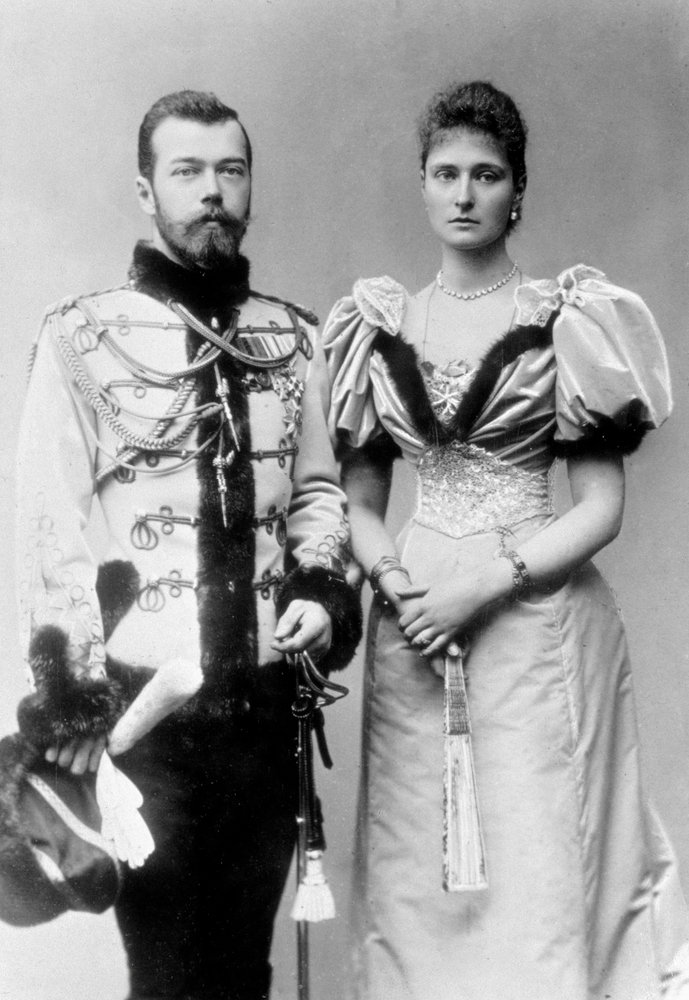
Император Николай II и императрица Александра Фёдоровна (1894)

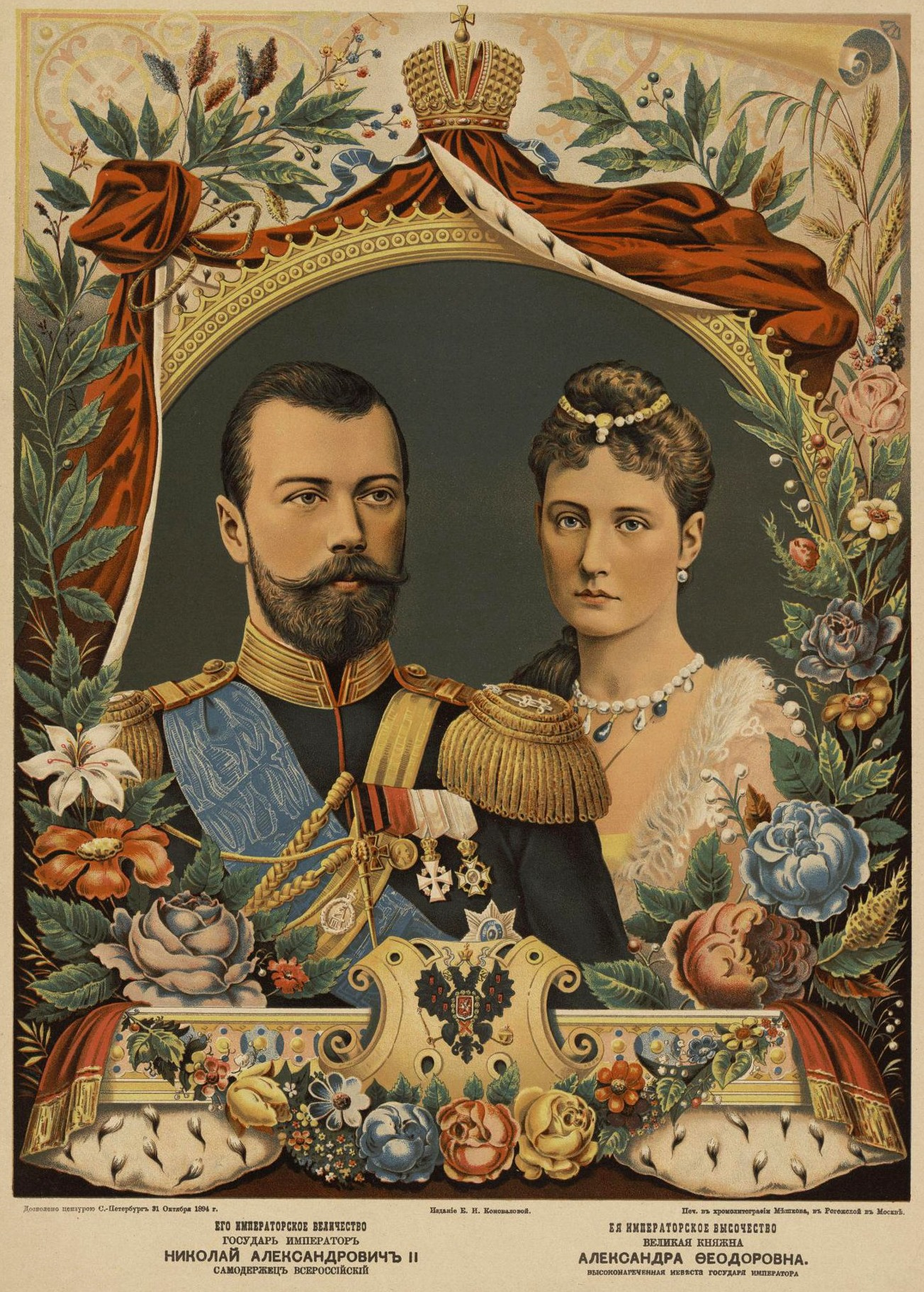
Император Николай II и императрица Александра Фёдоровна (1894)

### Первые шаги и коронация
Спустя несколько дней по кончине Александра III (20 октября (1 ноября) 1894 года) и своего вступления на престол (высочайший манифест обнародован 21 октября; в тот же день приносилась присяга сановниками, чиновниками, придворными и в войсках), 14 (26) ноября 1894 года в Большой церкви Зимнего дворца сочетался браком с Александрой Фёдоровной; медовый месяц проходил в атмосфере панихид и траурных визитов.
Одними из первых кадровых решений императора Николая II были увольнение в декабре 1894 года конфликтного И. В. Гурко с поста генерал-губернатора Царства Польского и назначение в феврале 1895 года на пост министра иностранных дел А. Б. Лобанова-Ростовского — по смерти Н. К. Гирса.
В результате обмена нотами от 27 марта (8 апреля) 1895 года было установлено «разграничение сфер влияния России и Великобритании в районе Памира, на восток от озера Зор-Куль (Виктория)», по реке Пяндж; Памирская волость вошла в состав Ошского уезда Ферганской области; Ваханский хребет на русских картах получил обозначение хребта императора Николая II. Первым крупным международным актом императора явилась Тройственная интервенция — одновременное (11 (23) апреля 1895 года), по инициативе русского МИД, предъявление (вместе с Германией и Францией) требований к Японии пересмотреть условия Симоносекского мирного договора с Китаем, отказавшись от притязаний на Ляодунский полуостров.
Первым публичным выступлением императора в Петербурге стала его речь, произнесённая 17 (29) января 1895 года в Николаевском зале Зимнего дворца пред депутациями дворянства, земств и городов, прибывших «для выражения их величествам верноподданнических чувств и принесения поздравления с бракосочетанием»; произнесённый текст речи (речь была заранее написана, но император произносил её, лишь временами заглядывая в бумагу) гласил: «Мне известно, что в последнее время слышались в некоторых земских собраниях голоса людей, увлекавшихся бессмысленными мечтаниями об участии представителей земства в делах внутреннего управления. Пусть все знают, что я, посвящая все свои силы благу народному, буду охранять начала самодержавия так же твёрдо и неуклонно, как охранял его мой незабвенный, покойный родитель».
В начале 1910-х годов представитель левого крыла кадетов В. П. Обнинский писал о речи царя в своём антимонархическом сочинении:

«Уверяли, что в тексте стояло слово „несбыточными“ [Вместо „бессмысленными“]. Но как бы там ни было, оно послужило началом не только всеобщего охлаждения к Николаю, но и заложило фундамент будущего освободительного движения, сплотив земских деятелей и внушив им более решительный образ действий. <…> Выступление 17 января 95 года можно считать первым шагом Николая по наклонной плоскости, по которой он продолжает катиться и доселе, всё ниже спускаясь во мнении и своих подданных, и всего цивилизованного мира».
Историк С. С. Ольденбург писал о речи 17 января: «Русское образованное общество, в своём большинстве, приняло эту речь как вызов себе <…> Речь 17 января рассеяла надежды интеллигенции на возможность конституционных преобразований сверху. В этом отношении она послужила исходной точкой для нового роста революционной агитации, на которую снова стали находить средства». Победоносцев, бывший, вероятно, фактическим автором текста речи, с тревогой писал московскому градоначальнику великому князю Сергею Александровичу: «Повсюду в молодёжи и интеллигенции идут толки с каким-то раздражением против молодого государя <…> Многие прямые русские люди были положительно сбиты с толку наградами, объявленными 1 января. Вышло так, что новый государь с первого шага отличил тех самых, кого покойный считал опасными <…> Всё это внушает опасение за будущее».

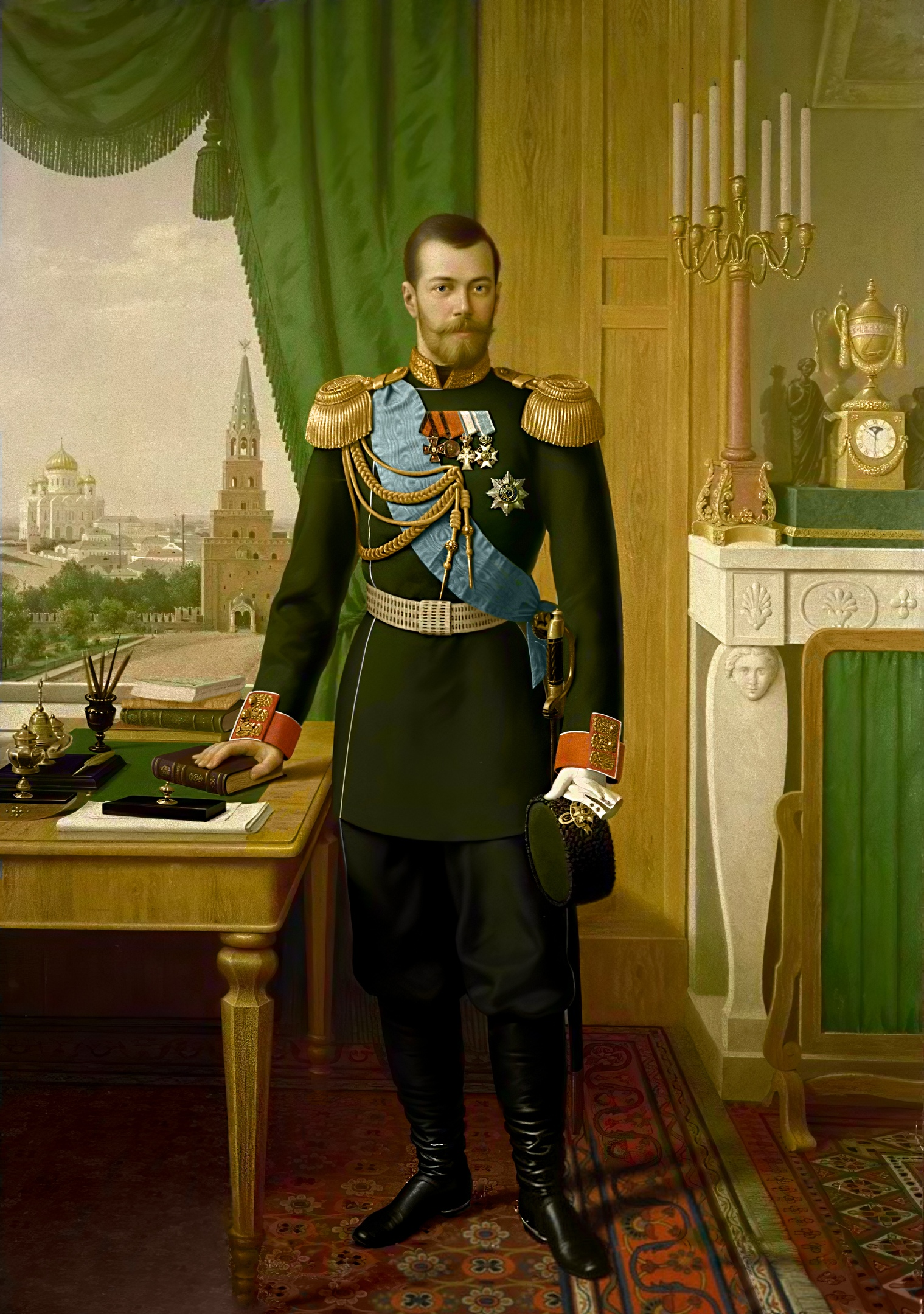
Портрет императора Николая II. Худ. Н. Ф. Яш, 1896 г.

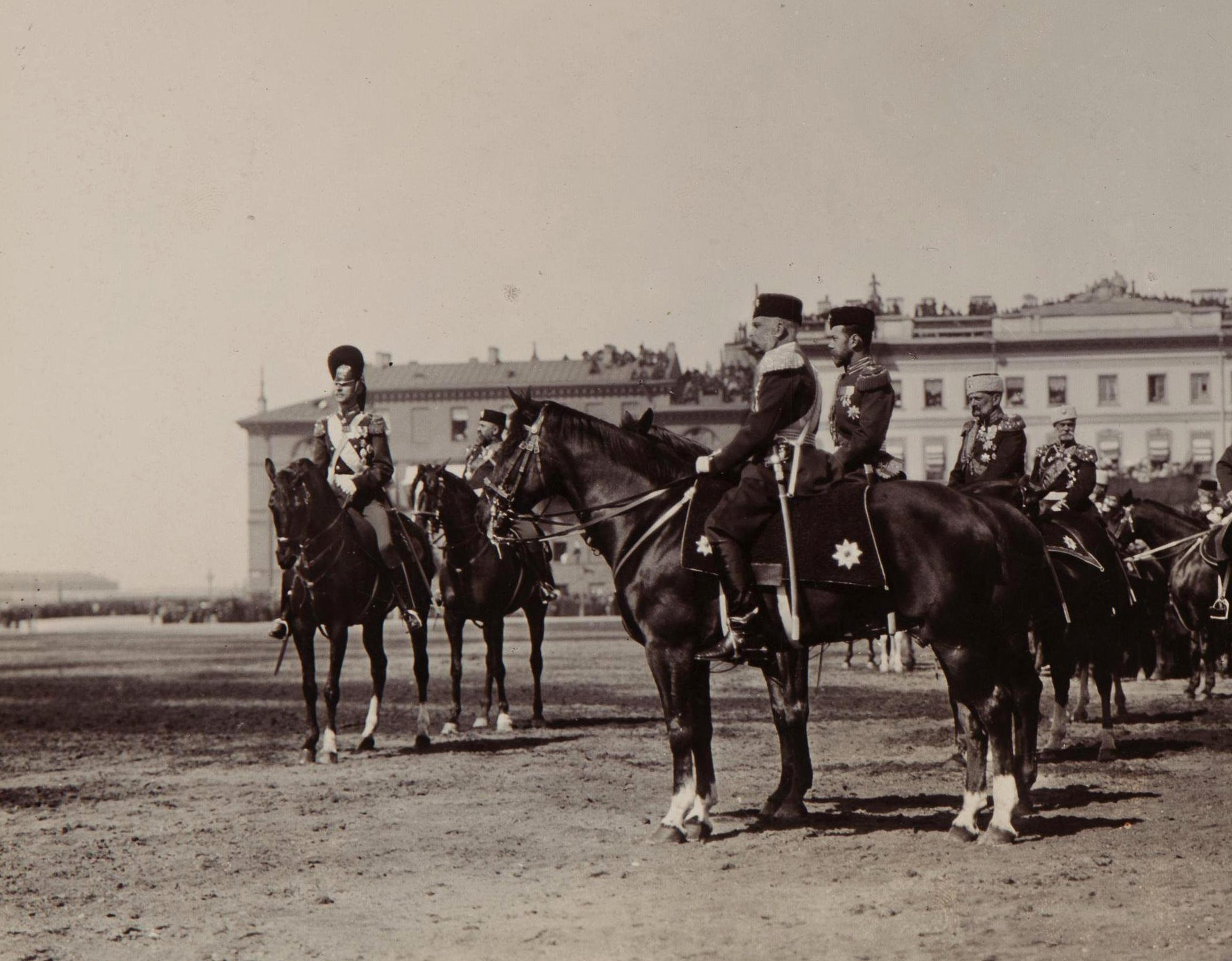
Россия. Император Николай II с имп. Австро-Венгрии Францем-Иосифом I. 1897 г.

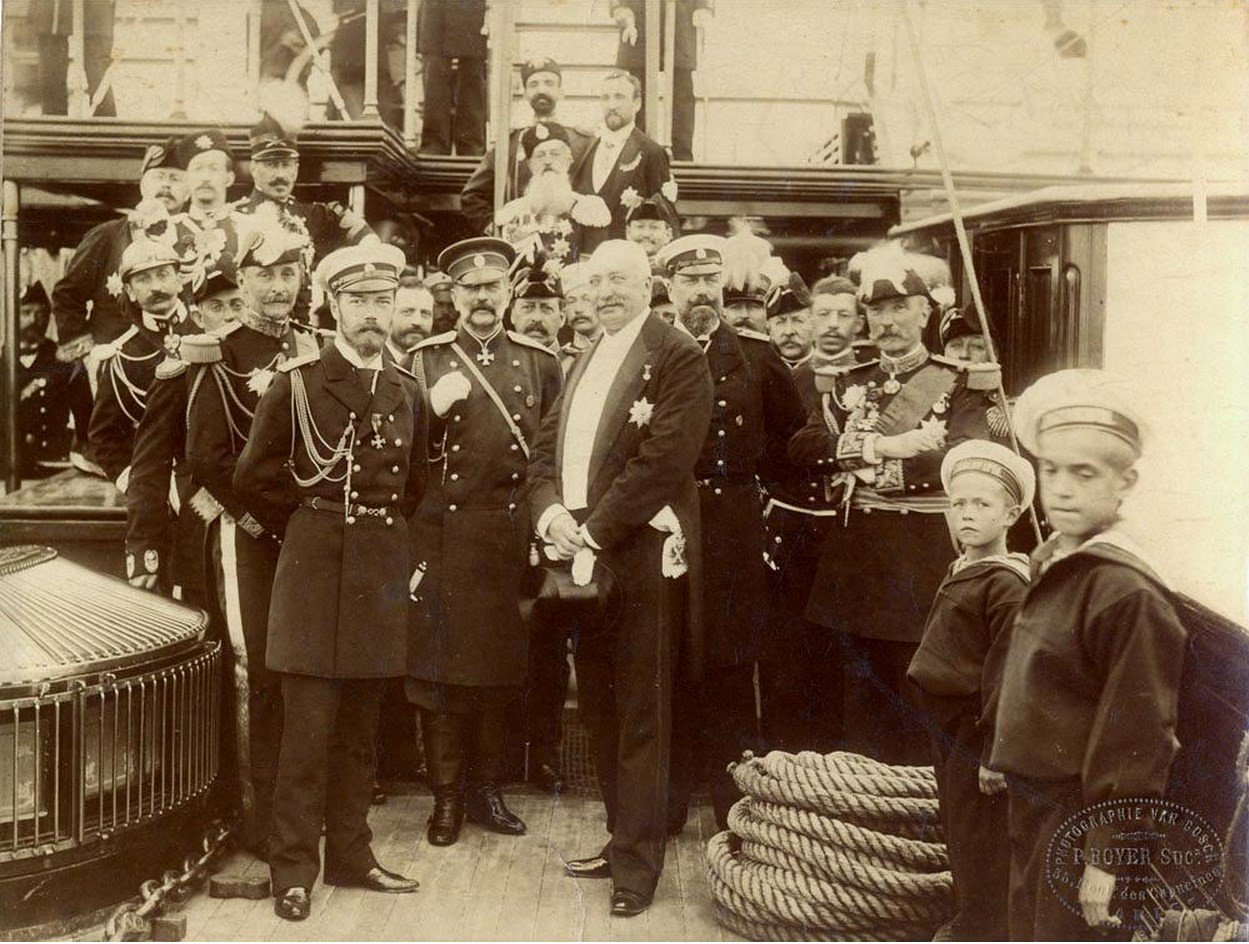
Петербург. Визит президента Франции Фора к императору Николаю II. 1897 г.

Коронация императора и его супруги состоялась 14 (26) мая 1896 года. Плохая организация праздника привела к давке, в которой, по официальным данным, погибло 1379 человек, ещё несколько сот получили увечья. Трагедия оставила крайне тяжёлое впечатление в обществе (подробнее см. в статье Ходынка). В связи с событиями на Ходынке и последующим 9 января 1905 года Николай II был прозван радикальной оппозицией «Кровавым». В том же году проходила Всероссийская промышленная и художественная выставка в Нижнем Новгороде, которую Николай II посетил.
В апреле 1896 года состоялось формальное признание российским правительством болгарского правительства князя Фердинанда. В 1896 году Николай II также совершил большую поездку в Европу, встретившись с Францем-Иосифом, Вильгельмом II, королевой Викторией (бабка Александры Фёдоровны); завершением поездки стало его прибытие в столицу союзной Франции Париж. В ходе поездки царя сопровождал товарищ (заместитель) министра иностранных дел Н. П. Шишкин, человек малокомпетентный. Сам министр Лобанов-Ростовский скоропостижно скончался 30 августа (11 сентября) 1896 года.
Ко времени приезда царя в сентябре 1896 года в Великобританию произошло резкое обострение отношений между Великобританией и Османской империей, связанное с резнёй армян в Османской империи, и одновременное сближение Петербурга с Константинополем; гостя́ у королевы Виктории в Балморале, Николай, согласившись в общих чертах на совместную разработку проекта реформ в Османской империи, отверг сделанные ему английским правительством предложения сместить султана Абдул-Гамида, сохранить Египет за Англией, а взамен получить некие уступки по вопросу о Проливах. Затем Николай отправился в Париж, где французам удалось склонить его к утверждению совместных инструкций послам России и Франции в Константинополе. Были, в частности, приняты французские предложения по египетскому вопросу (в том числе «гарантии нейтрализации Суэцкого канала») и по расширению полномочий Управления Оттоманского долга, в которое правительство России должно было отправить своего делегата (ранее это учреждение игнорировалось). В целом, был сделан большой шаг в сторону установления над Турцией международного контроля, «господству над Турцией вшестером», что противоречило намерениям правительства России. Парижские соглашения царя вызвали резкие возражения со стороны Сергея Витте, Ламздорфа, посла в Турции Нелидова и других. Посол в Вене Капнист прямо назвал предложенную в Париже линию поведения «мало согласной со всей внешней политикой России и её интересами». Николай некоторое время отстаивал своё решение и даже обещал французскому послу, что постарается переубедить Витте и Нелидова, однако в конце концов согласился с доводами Витте. По этому поводу Ламздорф с досадой отметил: «Молодой государь меняет свои точки зрения с ужасающей быстротой». Вскоре последовала новая перемена курса — возврат к соглашениям, заключённым в Бельморале, но отвергнутым после возвращения в Петербург. При этом был подготовлен и на совещании министров 23 ноября (5 декабря) 1896 года под председательством царя одобрен (с некоторыми оговорками) план высадки российского десанта на Босфоре. После определённой борьбы возобладали более умеренные взгляды, и от высадки десанта решили отказаться. В конечном итоге, после поспешных шагов Николая II и Шишкина, к концу 1896 года русская дипломатия вернулась в русло, определённое Лобановым-Ростовским и Витте: укрепление союза с Францией, прагматичное сотрудничество с Германией по отдельным вопросам, замораживание Восточного вопроса (то есть поддержка султана и оппозиция планам Англии в Египте). Проект реформ в Османской империи, в котором в числе прочего предусматривались меры по облегчению участи армянского населения, так и не был вручён султану. В марте 1897 года российские войска приняли участие в международной миротворческой операции на Крите после греко-турецкой войны.
В течение 1897 года в Петербург прибыли 3 главы государств, чтобы отдать визит российскому императору: Франц-Иосиф, Вильгельм II, президент Франции Феликс Фор; в ходе визита Франца-Иосифа между Россией и Австрией было заключено соглашение на 10 лет.

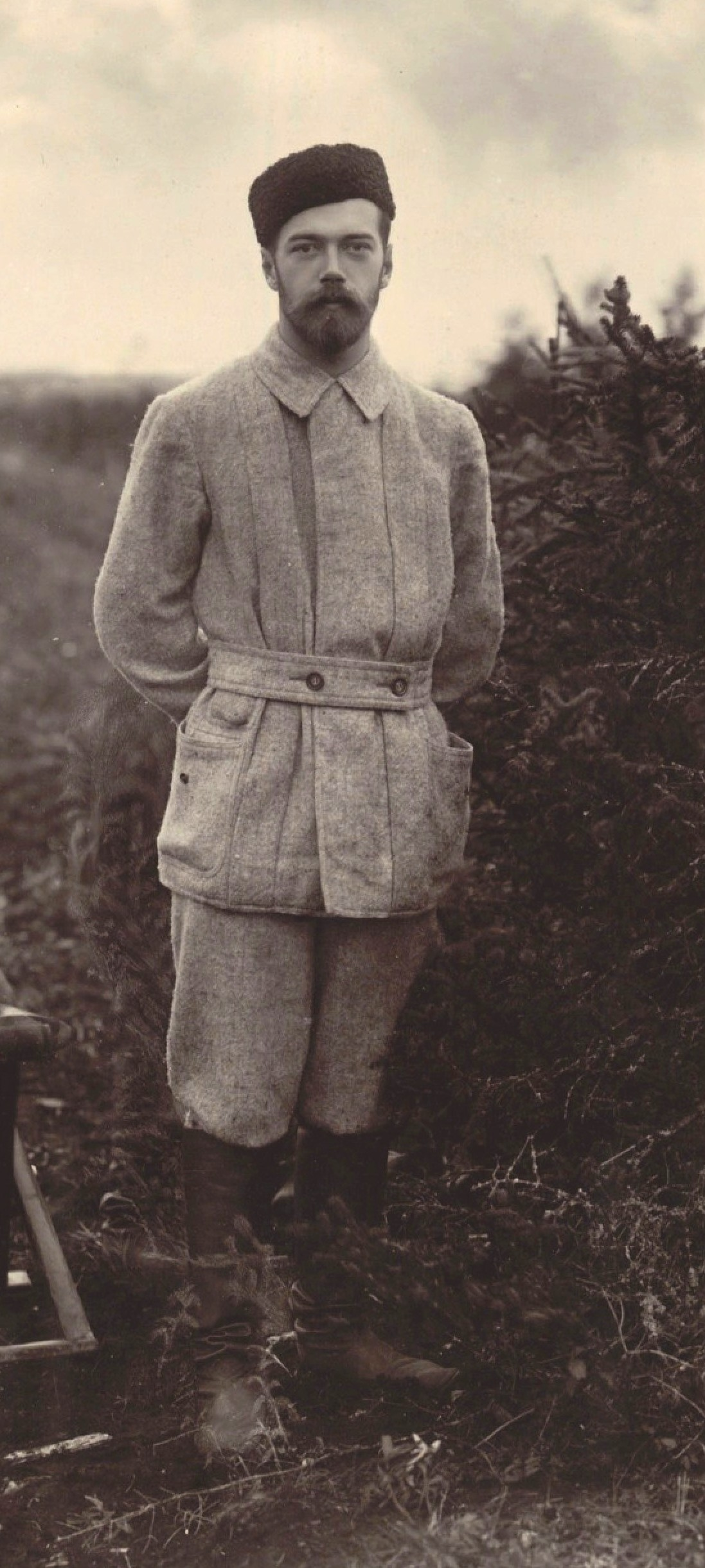
Николай II на охоте. Середина 1890-х

Манифест от 3 (15) февраля 1899 года о порядке законодательства в Великом княжестве Финляндском был воспринят населением Великого княжества как посягательство на его права автономии и вызвал массовое недовольство и протесты.
Манифест от 28 июня (10 июля) 1899 года (опубликован 30 июня) извещал о кончине того же 28 июня «наследника цесаревича и великого князя Георгия Александровича» (присяга последнему как наследнику престола приносилась ранее вместе с присягой Николаю) и гласил далее: «Отныне, доколе Господу не угодно ещё благословить нас рождением сына, ближайшее право наследования Всероссийского престола, на точном основании основного Государственного Закона о престолонаследии, принадлежит любезнейшему брату нашему великому князю Михаилу Александровичу». Отсутствие в манифесте слов «наследник цесаревич» в титуле Михаила Александровича возбудило в придворных кругах недоумение, что побудило императора издать 7 июля того же года именной высочайший указ, который повелевал именовать последнего «государем наследником и великим князем».

### Состояние образованности

Русский язык в Российской империи по переписи 1897 года

Согласно данным впервые проведённой в январе 1897 года всеобщей переписи, численность населения Российской империи составила 125,6 миллионов человек; из них для 55,7 миллионов (44,31 %) родным был русский язык. При этом грамотных среди населения России старше 9 лет было 27 % (без Финляндии), среди лиц в возрасте 10—19 лет — 34 %. Разрыв по уровню грамотности населения между Российской империей и развитыми странами к началу XX века достиг своего максимума.
Историк Б. Н. Миронов отмечал, что по состоянию на 1889 и 1913 годы доля грамотного населения составляла:
| Российская империя | Великобритания | Германия | США   | Австрия | Япония | Франция |
| 31/13              | 91/89          | 97/95    | 88/85 | 74/60   | 97/—   | 89/81   |
| 54/26              | 99/99          | 99/99    | 93/93 | 81/75   | 98/—   | 95/94   |

В то же время Миронов указывает на то, что «сдвиги в отношении народа к грамотности в конце XIX века наметились, прежде всего в среде городского населения и рабочих», хотя и признаёт, что «умение учиться по книгам, руководствоваться прочитанным и усвоенным в своём поведении развивалось медленно и к 1917 году стало внутренней потребностью у меньшинства населения».
Проблема неграмотности населения привела к тому, что в 1906 году Министерством народного просвещения, под руководством графа П. Н. Игнатьева, был выработан проект введения всеобщего начального образования. Основные начала министерского проекта получили 3 мая 1908 года силу закона, и с этого времени начинается планомерное увеличение средств на народное образование, а также открытие школ по все территории империи, конечной целью проекта было обеспечение начального образования всему населению Российской империи, вне зависимости от классовой или национальной принадлежности. В результате к 1916 году в Российской империи было около 140 тысяч школ разных типов, а различные показатели инфраструктурных параметров школьной системы (например, отношение числа школ к количеству населения, равномерность их распределения, пространственная доступность, управляемость и т. д.) превосходили не только большинство государств того времени, но и современную Российскую Федерацию. Правительство поступательно увеличивало расходы на образование: бюджет Министерства народного просвещения с 33,1 млн рублей в 1901 году увеличился до 142,7 млн рублей в 1913 году.
Касательно высшего и среднего образования Николай писал: «Я считаю, что Россия нуждается в открытии высших специальных заведений, а ещё больше в средних технических и сельскохозяйственных школах, но что с неё вполне достаточно существующих университетов. Принять эту резолюцию за руководящее моё указание». По мнению министра народного просвещения П. Н. Игнатьева, такой подход должен был обострить и без того тяжёлую ситуацию с преподавательским составом (дефицит которого достигал 40 %), что грозило не только затормозить общий рост народного образования, но и «послужить препятствием к широкому развитию профессиональных знаний». Однако, при этом в Российской империи происходил непрерывный рост количества людей, получающих высшее образование.
| Россия | Англия | Германия | Франция |
| ------ | ------ | -------- | ------- |
| 3,5    | 6      | 8        | 9       |
| 8      | 8      | 11       | 12      |

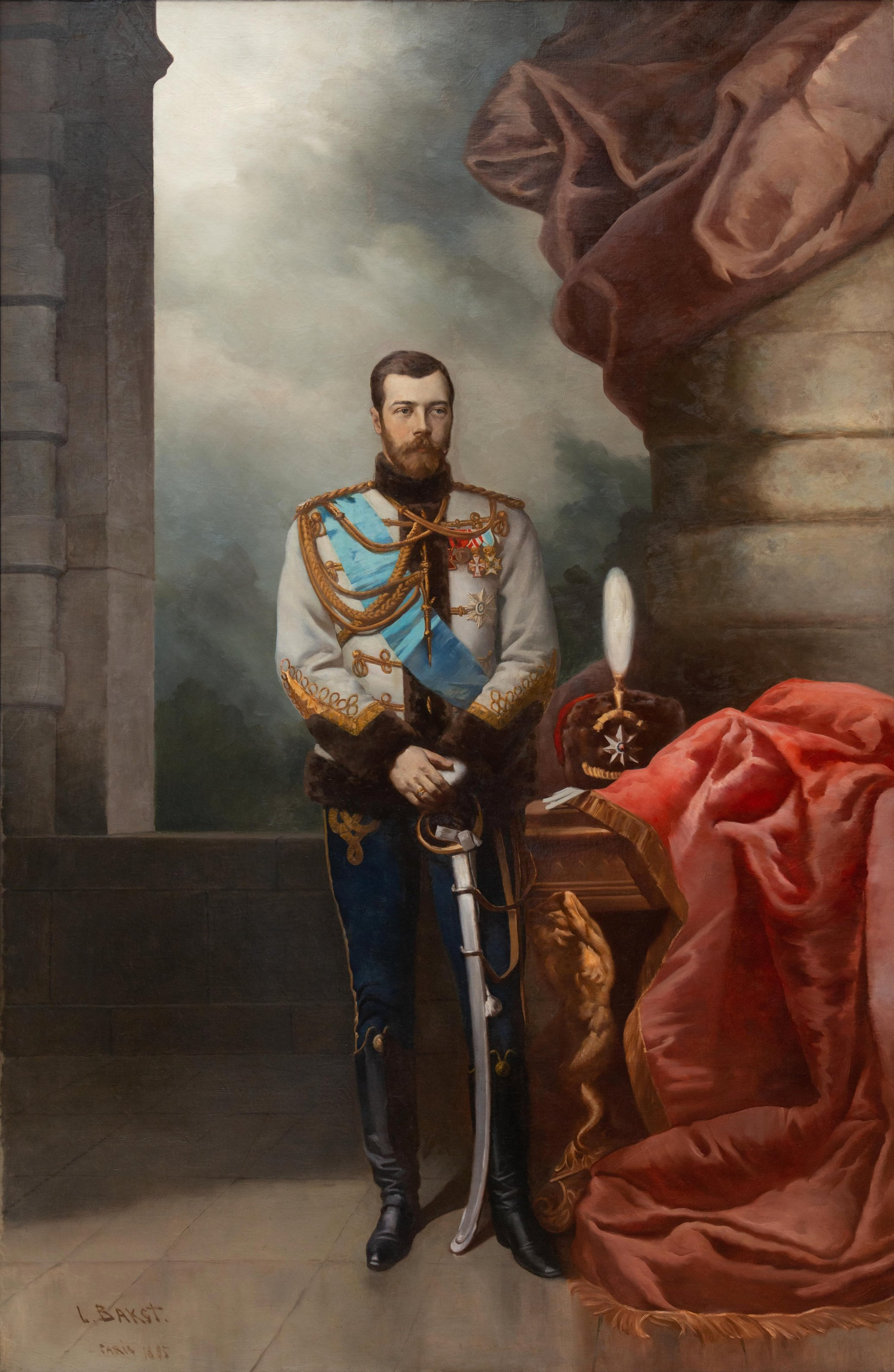
Портрет Николая II в гусарском мундире. Художник Бакст Л. С., 1895

Помимо этого, Российская империя в период правления Николая II достигла выдающихся результатов в естественнонаучном и инженерном образовании, доведя количество студентов в высших технических, военно-инженерных и коммерческих училищах до 40-45 тысяч и, таким образом, к 1904—1914 годам став мировым лидером (наряду с США) в области технического образования, обойдя Германскую империю. Среди выпускников российских инженерных училищ были множество известных специалистов, которые, после революции и эмиграции, создали целые отрасли и технологические школы в Западной Европе и США (такие как И. И. Сикорский, В. К. Зворыкин, А. Е. Чичибабин, В. Н. Ипатьев, С. П. Тимошенко, Г. А. Ботезат и другие).
Также Россия фактически стала пионером в области «непрерывного образования», сложившегося в 1907—1916 годах в результате реформ П. Н. Игнатьева. В большинстве европейских стран подобные реформы произошли лишь в 1950-х — 1960-х годах.
Ещё одной чертой, отличающей европейскую Россию, как от западноевропейских, так и от южных стран является почти полное равенство численности учащихся мужского и женского пола в передовых среднеобразовательных учебных заведениях. Причиной этого являлось то, что Россия имела значительно более развитую, чем в других европейских странах систему среднего (а потом и высшего) образования для женщин. В российских гимназиях уже в начале двадцатого века училось больше девочек, чем мальчиков, тогда как в большинстве европейских государств женское полное среднее образование сильно отставало от мужского вплоть до 1960-х годов (в первые десятилетия XX века в ведущих европейских странах девушки составляли не более 20 % учащихся) . Накануне революции 1917 года система гимназического и высшего образования для женщин в Российской империи была гораздо более развита, чем в Германии, Франции и Англии, несколько уступая лишь США. Количество выпускниц женских гимназий было столь велико, что в России наблюдался избыток женщин с высококачественным средним образованием, в результате чего им приходилось поступать в западноевропейские университеты. Это приводило к тому, что значительная часть слушательниц европейских университетов, где разрешалось совместное обучение, были русскими подданными. К примеру, в швейцарских высших учебных заведениях в некоторые годы в середине XIX века училось больше русских, чем швейцарских женщин.
Помимо этого, показатель индекса образовательных возможностей для низших слоёв населения Российской империи в несколько раз превышал аналогичный показатель для стран западной Европы.

### Экономическая политика

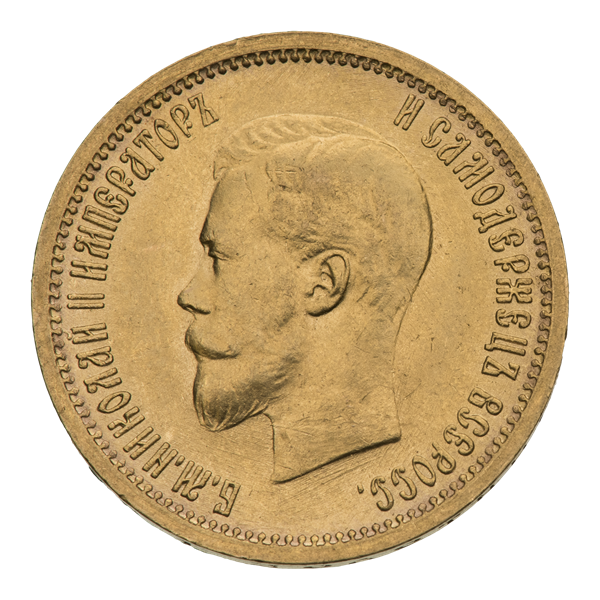
Золотые десять рублей 1898 года (аверс)

В январе 1897 года была осуществлена денежная реформа, установившая золотой стандарт рубля. Переход на золотой рубль, среди прочего, явился девальвацией национальной валюты: на империалах прежних веса и пробы значилось теперь «15 рублей» — вместо 10; тем не менее, стабилизация рубля по курсу «двух третей», вопреки прогнозам, прошла успешно и без потрясений.

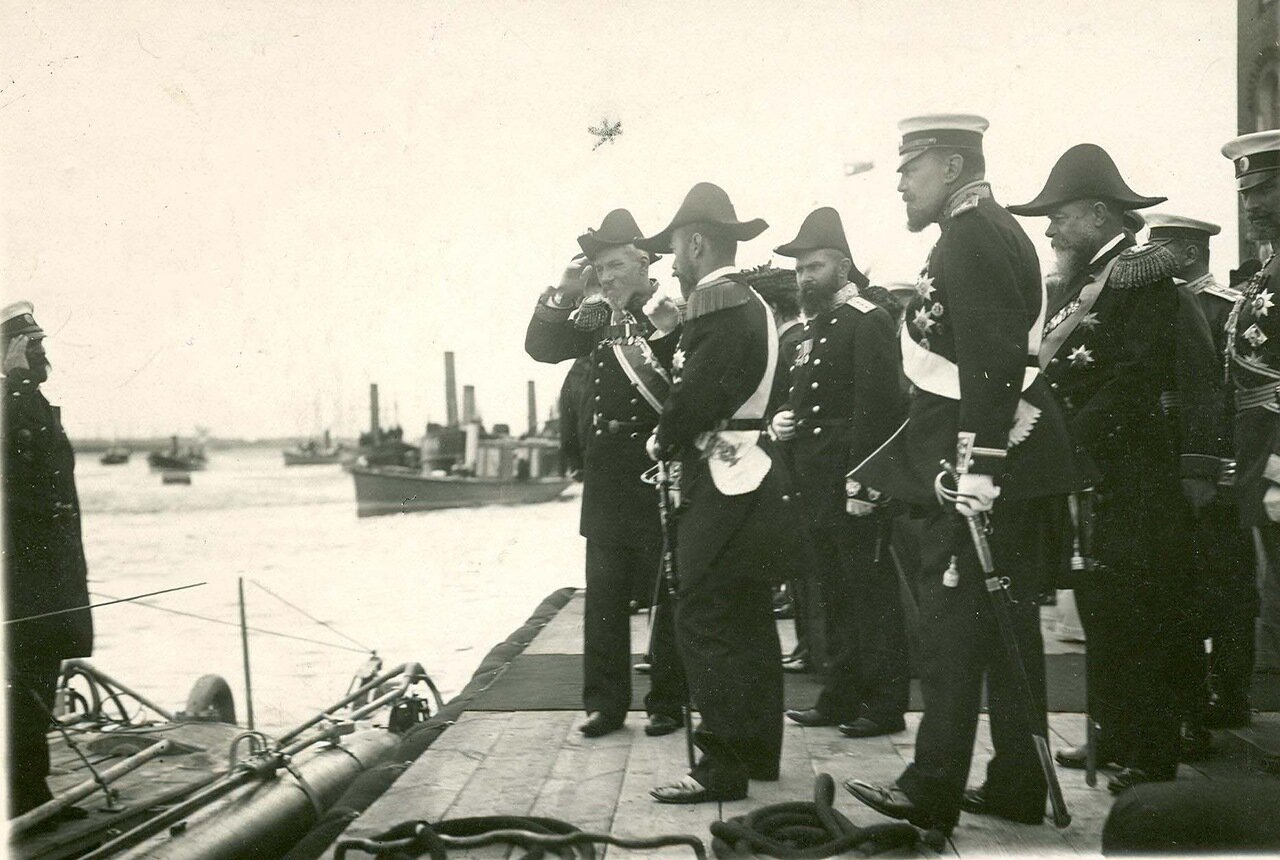
Николай II принимает доклад командира новой подводной лодки «Дельфин» на Балтийском суд.заводе

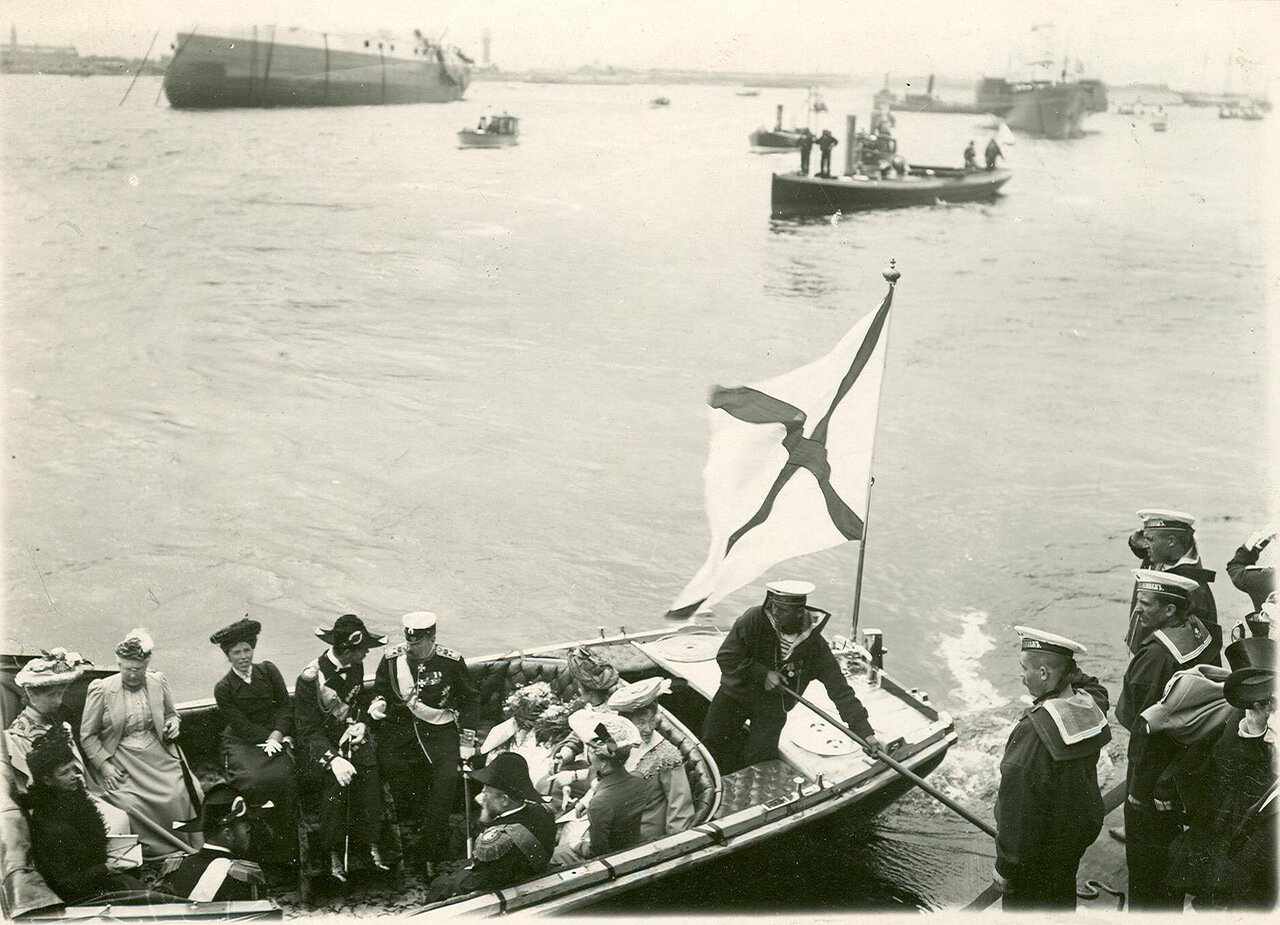
Петербург. Николай II и императрица Александра Фёдоровна отплывают на осмотр новых кораблей. 1903 год

Бурное развитие промышленности в России, как и в других странах, сопровождалось появлением и обострением рабочего вопроса. По мере увеличения численности рабочих и роста их самоорганизации, начинается стачечное движение, выдвигаются разнообразные требования к промышленникам, связанные с улучшением условий и оплаты труда. Часть промышленников, вынужденная пойти на уступки рабочим, требовала от правительства распространить правила на всю страну, чтобы другие предприятия не имели конкурентных преимуществ. Консервативные круги с неохотой признавали наличие рабочего вопроса, вплоть до утверждений, что его «у нас на Руси не существует, а… есть фабрики да рабочие». Тем не менее с 1880-х годов в России разрабатывалось рабочее законодательство, появлялись первые правила, ограничивавшие детский и женский труд, работу в ночное время и т. п. После массовых стачек 1896 года правительством Витте 2 (14) июня 1897 года был издан закон об ограничении рабочего времени, которым устанавливался максимальный предел рабочего дня не более 11,5 часов в обычные дни и 10 часов в субботу и предпраздничные дни или если хотя бы часть рабочего дня приходилась на ночное время. На фабриках, имевших более 100 рабочих, вводилась бесплатная медицинская помощь, охватившая 70 % общего числа фабричных рабочих (по состоянию на 1898 год). В июне 1903 года были утверждены «Правила о вознаграждении потерпевших от несчастных случаев на производстве», обязавшие предпринимателя выплачивать пособие и пенсию потерпевшему или его семье в размере 50-66 % содержания потерпевшего. Для того чтобы подорвать влияние революционных партий в рабочей среде, предпринимались попытки создания подконтрольных полиции рабочих организаций (официально профессиональные организации на тот момент были запрещены), которые улаживали бы мелкие конфликты с предпринимателями, но не выдвигали политических требований и поддерживали существующий государственный строй. Результаты таких попыток были неоднозначны. В 1905 году, в условиях революционного подъёма, началось массовое создание нелегальных профсоюзов, и 4 марта 1906 года правительство выпустило Временные правила об обществах и союзах, разрешив существование профсоюзных организаций, но поставив их под строгий надзор полиции и категорически запретив всероссийские объединения. После спада революционного движения начались репрессии, в 1906—1910 годах было закрыто 497 профсоюзов, арестовано 906 деятелей профсоюзного движения, число членов профсоюзов сократилось с 246 тысяч (начало 1907 года) до 13 тысяч (конец 1909 года). Законом от 23 июня (6 июля) 1912 года в России вводилось обязательное страхование рабочих от болезней и несчастных случаев. Подробнее см. фабричное законодательство Российской империи.
Был отменён особый налог на землевладельцев польского происхождения в Западном крае, введённый в наказание за Польское восстание 1863 года. Указом 12 (25) июня 1900 года была отменена уголовная ссылка в Сибирь, при сохранении политической.
Царствование Николая II явилось периодом экономического роста: в 1885—1913 годы темпы роста сельскохозяйственного производства составляли в среднем 2 %, а темпы роста промышленного производства — 4,5-5 % в год. Добыча угля в Донбассе увеличилась с 4,8 млн тонн в 1894 году до 24 млн тонн в 1913. Началась добыча угля в Кузнецком угольном бассейне. Развивалась добыча нефти в окрестностях Баку, Грозного, а также на реке Эмбе. Подробнее см. индустриализация в Российской империи.
Продолжалось строительство железных дорог, суммарная протяжённость которых, составлявшая 44 тыс. км в 1898 году, к 1913 году превысила 70 тыс. километров. По суммарной протяжённости железных дорог Россия превосходила любую другую европейскую страну и уступала только США, однако по обеспеченности железными дорогами на душу населения уступала как США, так и крупнейшим европейским странам. Бурное развитие железных дорог в начале царствования (2751 верста в год в пятилетие 1895—1899 годов) впоследствии серьёзно замедлилось: за всё пятилетие 1907—1912 годов было построено только 2952 версты (менее 600 вёрст в год), что не соответствовало спросу — за период 1902—1912 годов густота движения увеличилась на 36 %, а дорожная сеть — лишь на 20 %. В докладе Совета съездов представителей промышленности и торговли от 9 мая 1913 года предупреждали: «Если дело пойдёт так и дальше, то мы, очевидно, не справимся со всеми грузами, которые будут предъявляться к перевозке, и страна естественно будет охвачена кризисом, тем более тяжёлым, что он будет вызван искусственно». По оценкам генерал-инженера Петрова, для того чтобы привести ситуацию в соответствие с экономическими интересами страны, необходимо было строить по 5000 вёрст в год. Отрицательную роль сыграло сдерживание частной инициативы — несмотря на активное проведение изысканий (и серьёзные деньги, в них вложенные), сами ходатайства о строительстве новых железных дорог удовлетворялись крайне скупо.

### Движение на восток и русско-японская война

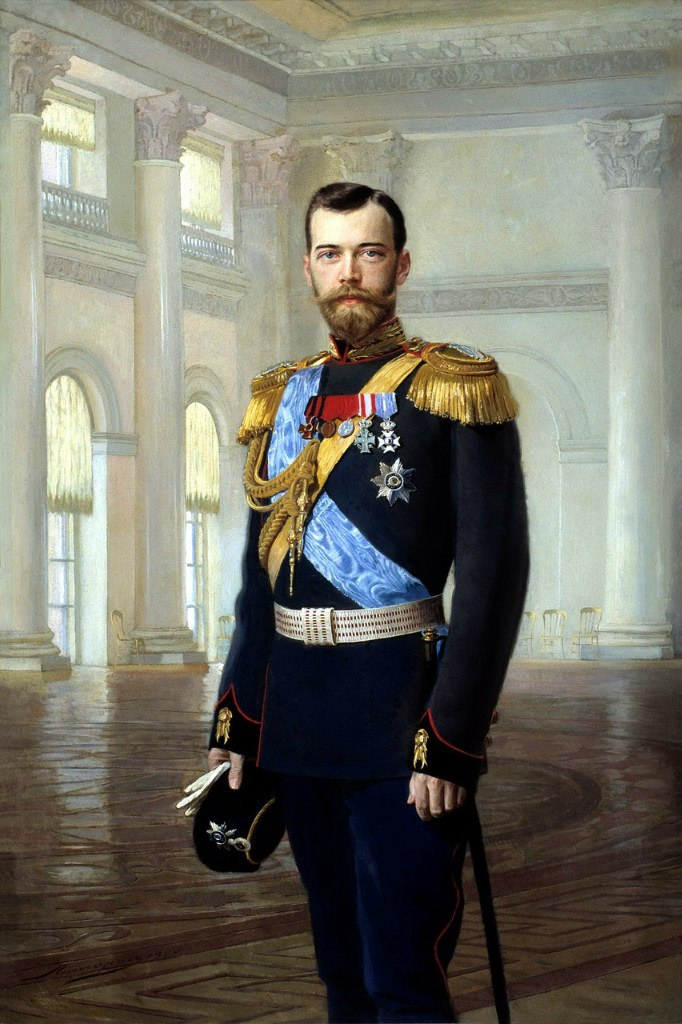
Портрет императора Николая II. Художник Липгарт Э. К., 1900 г.

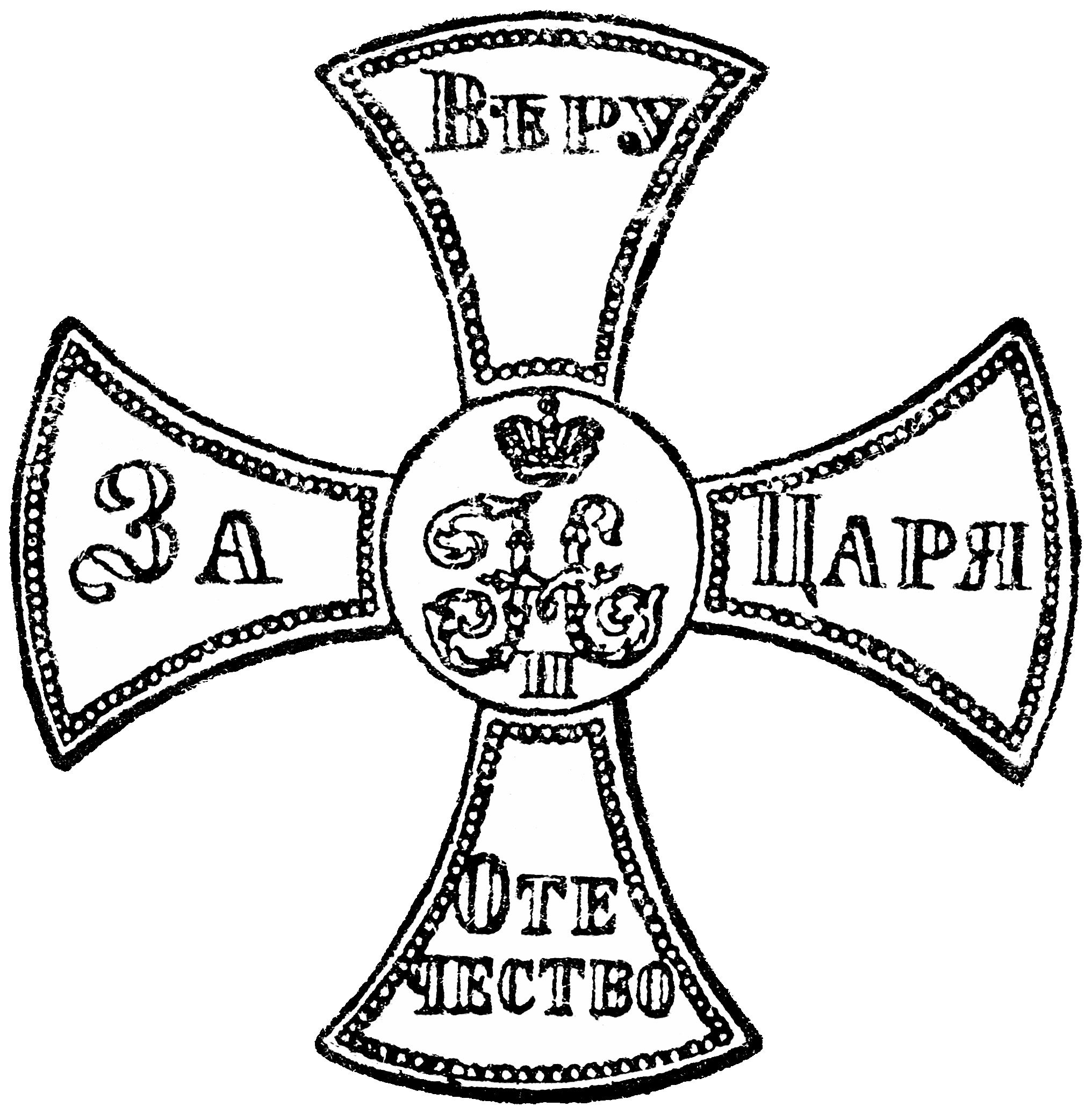
Изображение Ополченского креста с девизом и монограммой на ополченском билете времён Николая II.

Придворный историк С. С. Ольденбург отмечал, что ещё в 1895 году император предвидел возможность столкновения с Японией за приоритет на Дальнем Востоке и готовился к этой борьбе — как в дипломатическом, так и в военном отношении. Из резолюции царя 2 (14) апреля 1895 года на докладе министра иностранных дел явствовало его желание дальнейшей экспансии России на Юго-Востоке (Корея).
22 мая (3 июня) 1896 года в Москве был заключён русско-китайский договор о военном союзе против Японии; Китай согласился на сооружение железной дороги через Северную Маньчжурию на Владивосток, строительство и эксплуатация которой предоставлялось Русско-Китайскому банку. 8 (20) сентября 1896 года между китайским правительством и Русско-Китайским банком был подписан концессионный договор о строительстве Китайско-Восточной железной дороги (КВЖД). 15 (27) марта 1898 года Россией и Китаем в Пекине была подписана Русско-китайская конвенция 1898, согласно которой России предоставлялись в арендное пользование на 25 лет порты Порт-Артура (Люйшуня) и Дальнего (Даляня) с прилегающими территориями и водным пространством; кроме того, китайское правительство давало согласие распространить концессию, дарованную им Обществу КВЖД, на постройку ветки железной дороги (Южно-Маньчжурская железная дорога) от одного из пунктов КВЖД к Дальнему и Порт-Артуру.
12 (24) августа 1898 года, согласно повелению Николая II, министр иностранных дел граф М. Н. Муравьёв вручил всем пребывающим в Петербурге представителям иностранных держав правительственное сообщение (циркулярную ноту), гласившее среди прочего: «Положить предел непрерывным вооружениям и изыскать средства предупредить угрожающие всему миру несчастия — таков ныне высший долг для всех Государств. Преисполненный этим чувством, государь император повелеть мне соизволил обратиться к Правительствам государств, Представители коих аккредитованы при Высочайшем Дворе, с предложением о созвании конференции в видах обсуждения этой важной задачи». В 1899 и 1907 годах состоялись Гаагские конференции мира, отдельные решения которых действуют и по сей день (в частности, был создан Постоянный арбитражный суд в Гааге). За инициативу по созыву Гаагской мирной конференции и вклад в её проведение Николай II (и известный русский дипломат Мартенс Фёдор Фёдорович) были номинированы в 1901 году на Нобелевскую премию мира. В Секретариате ООН по сей день стоит бюст Николая II и помещено его Обращение к державам мира о созыве первой Гаагской конференции.
В 1900 году Николай II отправил русские войска на подавление Ихэтуаньского восстания совместно с войсками других европейских держав, Японии и США.
Аренда Россией Ляодунского полуострова, постройка Китайско-Восточной железной дороги и основание морской базы в Порт-Артуре, растущее влияние России в Маньчжурии сталкивались с устремлениями Японии, которая также претендовала на Маньчжурию.
24 января (6 февраля) 1904 года японский посол вручил русскому министру иностранных дел В. Н. Ламздорфу ноту, которая извещала о прекращении переговоров, которые Япония полагала «бесполезными», о разрыве дипломатических сношений с Россией; Япония отзывала свою дипломатическую миссию из Петербурга и оставляла за собой право прибегнуть для защиты своих интересов к «независимым действиям», какие она сочтёт нужными. Вечером 26 января (8 февраля) 1904 японский флот без объявления войны атаковал порт-артурскую эскадру. Высочайший манифест, данный Николаем II 27 января (9 февраля) 1904 года, объявлял Японии войну.
За пограничным сражением на реке Ялу последовали сражения под Ляояном, на реке Шахэ, под Сандепу и Мукденом; все они завершились безуспешно для русской армии.
20 декабря 1904 (2 января 1905) года был сдан Порт-Артур. К. Н. Рыдзевский, согласно дневнику Александры Богданович, так описал реакцию Николая II на это событие:

«Новость, которая удручила всех, любящих своё отечество, царём была принята равнодушно, не видно на нём ни тени грусти. Тут же начались рассказы Сахарова, его анекдоты, и хохот не переставал. Сахаров умел забавлять царя. Это ли не печально и не возмутительно!»
Воспоминания Юрия Данилова описывают другое отношение Николая к подобным событиям («холодное, каменное, ледяное спокойствие»); о ситуации перед неизбежной (судя по донесениям) сдачей Порт-Артура Ю. Данилов пишет:

«В царском поезде большинство было удручено событиями, сознавая их важность и тяжесть. Но Император Николай II почти один хранил холодное, каменное спокойствие. Он по-прежнему интересовался общим количеством вёрст, сделанных им в разъездах по России, вспоминал эпизоды из разного рода охот, подмечал неловкость встречавших его лиц, и т. д.… Свидетелем того же ледяного спокойствия Царя мне пришлось быть и позднее; в 1915-м году в трудный период отхода наших войск из Галичины; в следующем году, когда назревал окончательный разрыв Царя с общественными кругами, и в мартовские дни отречения во Пскове в 17-м году».
Сам же Николай II в дневнике писал об этом событии так:

«21-го декабря. Вторник. Получил ночью потрясающее известие от Стесселя о сдаче Порт-Артура японцам ввиду громадных потерь и болезненности среди гарнизона и полного израсходования снарядов! Тяжело и больно, хотя оно и предвиделось, но хотелось верить, что армия выручит крепость. Защитники все герои и сделали более того, что можно было предполагать. На то значит воля Божья!»

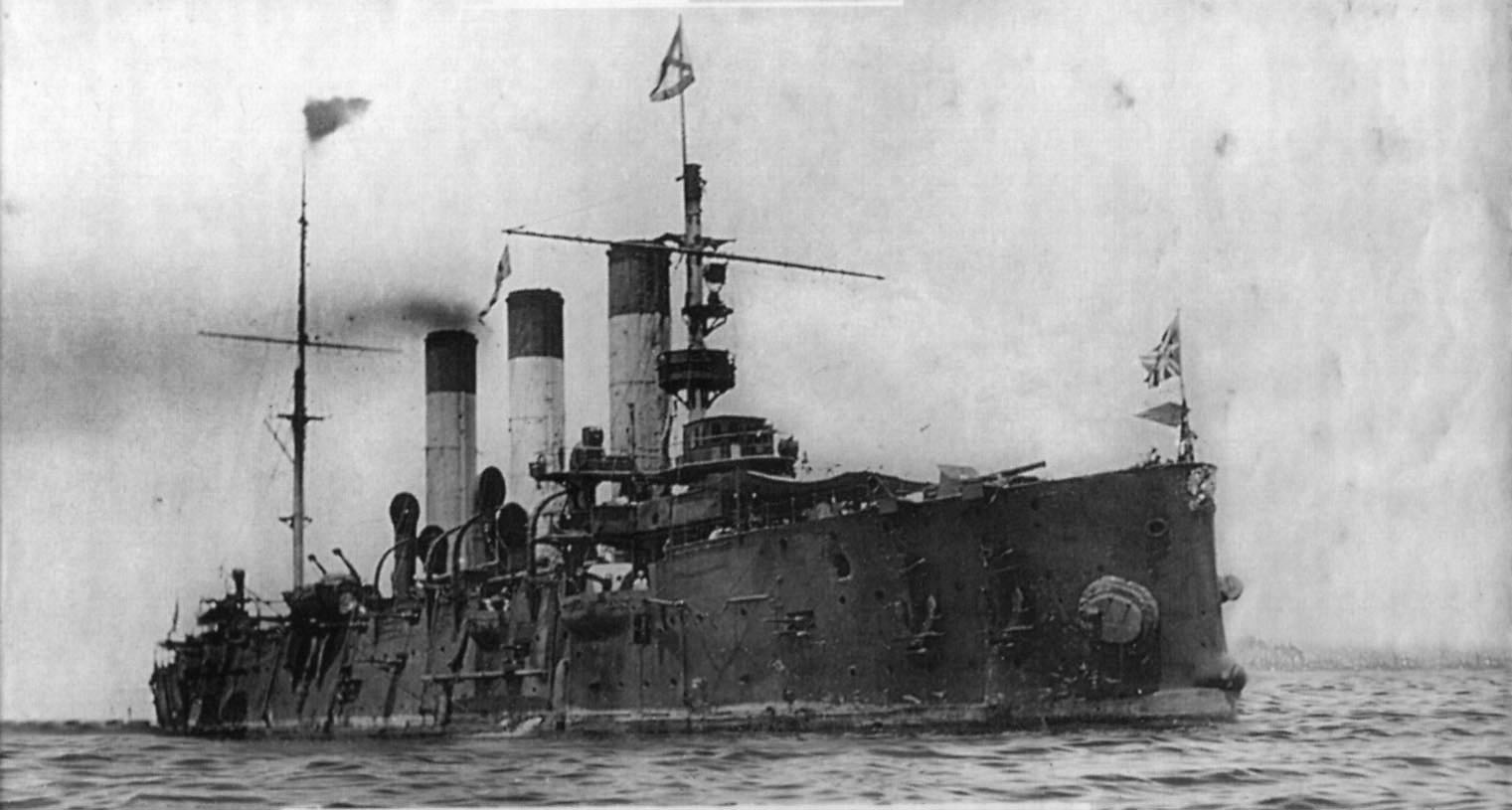
Крейсер «Аврора» после боёв на рейде в Маниле. 1905 г.

После падения крепости Порт-Артура мало кто уже верил в благоприятный исход военной кампании. Патриотический подъём сменился раздражением и унынием. Эта ситуация способствовала усилению антиправительственной агитации и критических настроений. Император долго не соглашался признать провал кампании, считая, что это лишь временные неудачи. Он, несомненно, хотел мира, только лишь почётного мира, который могла обеспечить сильная военная позиция. К концу весны 1905 года стало очевидным, что возможность изменения военной ситуации существует лишь в отдалённой перспективе.
Исход войны решило морское сражение при Цусиме 14-15 (28) мая 1905 года, которое завершилось почти полным уничтожением русского флота. 23 мая (5 июня) 1905 года император получил через посла США в Петербурге Мейера предложение президента Т. Рузвельта о посредничестве для заключения мира. Ответ не заставил себя долго ждать. 30 мая (12 июня) 1905 года министр иностранных дел В. Н. Ламздорф официальной телеграммой информировал Вашингтон о принятии посредничества Т. Рузвельта. Русскую делегацию возглавил уполномоченный царя С. Ю. Витте, в США к нему присоединился русский посол в США барон Р. Р. Розен. 23 августа (5 сентября) 1905 года в Портсмуте русскими представителями С. Ю. Витте и Р. Р. Розеном был подписан мирный договор. По условиям последнего, Россия признала Корею сферой влияния Японии, уступала Японии Южный Сахалин и права на Ляодунский полуостров с городами Порт-Артур и Дальний.
Американский исследователь эпохи Т. Деннетт в 1925 году утверждал: «Мало кто теперь считает, что Япония была лишена плодов предстоявших побед. Преобладает обратное мнение. Многие полагают, что Япония была истощена уже к концу мая, и что только заключение мира спасло её от крушения или полного поражения в столкновении с Россией». Япония потратила на войну около 2 млрд иен, а её государственный долг возрос с 600 млн иен до 2,4 млрд иен. Только по процентам японскому правительству предстояло ежегодно выплачивать 110 млн иен. Полученные на проведение войны четыре иностранных займа тяжёлым грузом легли на японский бюджет. В середине года Япония была вынуждена взять новый заём. Понимая, что продолжение войны по причине отсутствия финансирования становится невозможным, японское правительство под видом «личного мнения» военного министра Тэраути через американского посла ещё в марте 1905 года довело до сведения Т. Рузвельта желание войну закончить. Расчёт делался на посредничество США, что в итоге и произошло.
Поражение в русско-японской войне (первое за полвека) и последующее подавление смуты 1905—1907 годов (впоследствии усугубившееся появлением слухов о влияниях Распутина) привели к падению авторитета императора в правящих и интеллигентских кругах.

## Революция 1905—1907 годов

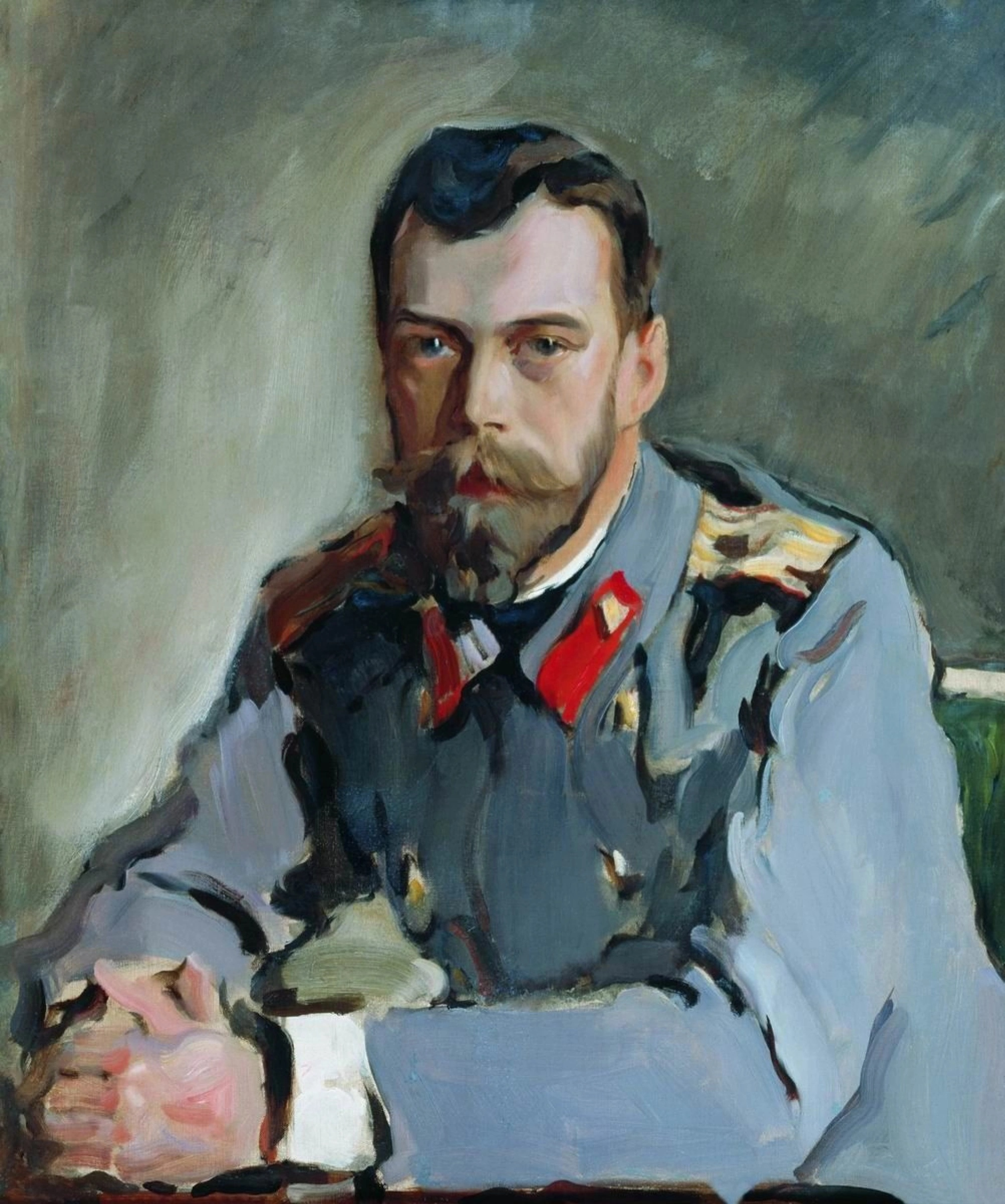
Портрет Николая II в офицерской тужурке Преображенского полка. Худ. Серов В. А., ок.1900 г.

С началом русско-японской войны Николай II пошёл на некоторые уступки либеральным кругам: после убийства эсеровским боевиком министра внутренних дел В. К. Плеве он назначил на его пост считавшегося либералом П. Д. Святополк-Мирского; 12 (25) декабря 1904 года был дан высочайший указ Сенату «О предначертаниях к усовершенствованию государственного порядка», обещавший расширение прав земств, страхование рабочих, эмансипацию инородцев и иноверцев, устранение цензуры. При обсуждении текста Указа от 12 (25) декабря 1904 года, он, однако, лично сказал графу Витте (согласно воспоминаниям последнего): «Я никогда, ни в каком случае не соглашусь на представительный образ правления, ибо я его считаю вредным для вверенного мне Богом народа».
6 (19) января 1905 года (в праздник Крещения), во время водосвятия на иордани (на льду Невы), перед Зимним дворцом, в присутствии императора и членов его семьи, в самом начале пения тропаря, раздался выстрел из орудия, в котором случайно (согласно официальной версии) остался заряд картечи после учений 4 января. Бо́льшая часть пуль попала в лёд рядом с царским павильоном и в фасад дворца, в 4 окнах которого были разбиты стёкла. В связи с инцидентом редактор синодального издания писал, что «нельзя не видеть чего-то особенного» в том, что смертельно был ранен один лишь полицейский по фамилии «Романов» и было прострелено древко знамени «питомника нашего злосчастного флота» — знамени морского корпуса.

### События 9 января 1905 года в Санкт-Петербурге
9 (22) января 1905 года в Петербурге по инициативе священника Георгия Гапона состоялось шествие рабочих к Зимнему дворцу. 6—8 января священником Гапоном и группой рабочих была составлена на имя императора Петиция о рабочих нуждах, в которой наряду с экономическими содержался ряд политических требований. Главным требованием петиции было устранение власти чиновников и введение народного представительства в форме Учредительного собрания. Составление петиции и попытка вручить её царю стала следствием массовых забастовок, в ходе которых бастующие не получили поддержки властей. Это вызвало разочарование рабочих, которые в массе своей были промонархически настроены, и повлекло рост радикальных настроений. Когда правительству стало известно о политическом содержании петиции, было принято решение не допускать рабочих к Зимнему дворцу, а при необходимости задерживать их силой. Вечером 6 января был создан военный штаб под командованием великого князя Владимира Александровича, и началось стягивание войск в столицу (серьёзную озабоченность вызвал инцидент со случайным выстрелом картечного снаряда на торжествах по случаю водосвятия). На следующий день обстановка прояснилась и на совещании министров было решено не объявлять военного положения и не арестовывать Гапона. Однако 8 января министр двора Фредерикс, близкий друг императора, прибыл из Царского села и отчитал министра внутренних дел П. Д. Святополк-Мирского, передав приказ объявить военное положение и арестовать Гапона. После этого Святополк-Мирский созвал новое совещание, утвердил диспозицию войск, отказался общаться с Гапоном, а вечером 8 января известил императора о принятых мерах, уговорив, однако, не вводить военного положения. Вопреки утверждениям советской историографии, неизвестно, отдавал ли Николай II приказ о стрельбе, поскольку личные доклады министров царю не протоколировались. Никаких дополнительных указаний, помимо приказа не допускать демонстрантов на Дворцовую площадь, войска не получили. Общий настрой правительственного аппарата выразил начальник штаба войск гвардии и Санкт-Петербургского военного округа генерал Н. Ф. Мешетич, который впоследствии заявил: «Что же касается стрельбы, то это неизбежное последствие вызова войск. Ведь не для парада их вызывали?».
9 (22) января 1905 года многотысячные колонны рабочих с крестами, хоругвями, иконами и портретами императора двинулись с разных концов города к Зимнему дворцу, одной из колонн предводительствовал сам Гапон. На заставах колонны были встречены войсками. Если толпу не удавалось рассеять атаками кавалерии, следовали винтовочные залпы. Часть рабочих прорвалась к Дворцовой площади, чтобы вручить петицию царю (который уехал в Царское Село ещё вечером 6 января), и после уговоров разойтись была рассеяна залпами. На Невском проспекте при известии о расстрелах стали возникать стихийные митинги с радикальными лозунгами, разгорячённая толпа начала избивать полицейских, но действиями отряда под руководством полковника Н. К. Римана была рассеяна огнём. На 4-й линии Васильевского острова построили баррикаду с красным знаменем.

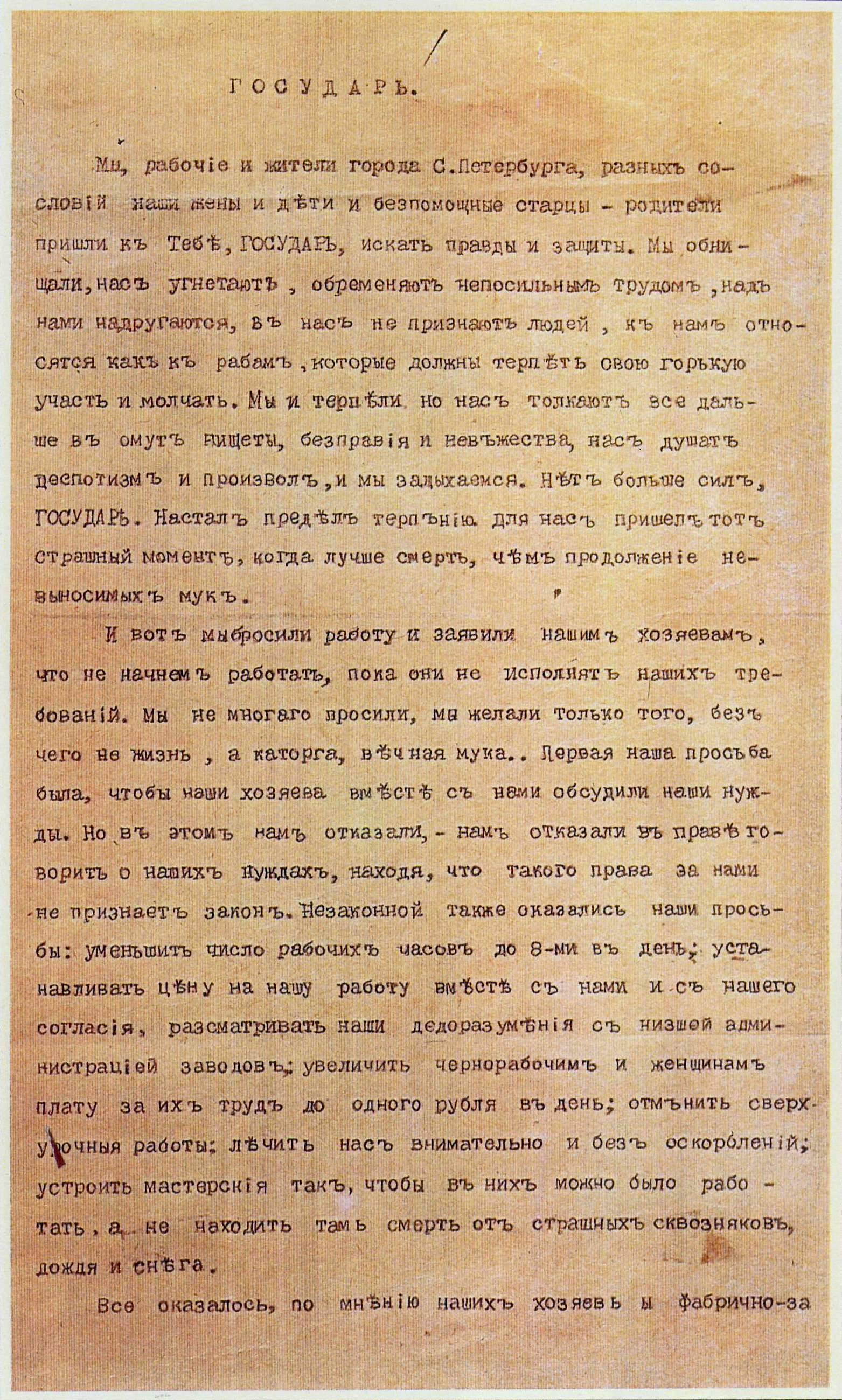
Петиция рабочих и жителей Петербурга 9 января 1905 года

В официальном докладе директора Департамента полиции Лопухина вина за произошедшее возлагалась на рабочих, утверждалось, что они, «наэлектризованные пропагандой», упорно стремились к центру города, невзирая на предупреждения и даже атаки кавалерии, и войска вынуждены были произвести по колоннам ружейные залпы, чтобы предотвратить скопление 150-тысячной толпы в центре города. В отчёте упоминается также стрельба по войскам, однако, как выяснилось, оба полицейских, погибших у Нарвских ворот, были убиты залпами 93-го пехотного Иркутского полка. По официальным правительственным данным, за день 9 (22) января 1905 года было убито 130 и ранено 299 человек. Известно, что часть убитых срочно похоронили утром 10 января в общей могиле на Преображенском кладбище, несмотря на протесты и попытки помешать могильщикам. По подсчётам советского историка В. И. Невского, убитых было до 200, а раненых — до 800 человек. Вечером 9 (22) января 1905 года Николай II записал в своём дневнике: «Тяжёлый день! В Петербурге произошли серьёзные беспорядки вследствие желания рабочих дойти до Зимнего дворца. Войска должны были стрелять в разных местах города, было много убитых и раненых. Господи, как больно и тяжело!».
События 9 (22) января 1905 года стали поворотным моментом в русской истории и положили начало Первой русской революции. Либеральная и революционная оппозиция возложила всю вину за случившиеся события на императора Николая. Священник Гапон, скрывшийся от преследований полиции, написал вечером 9 (22) января 1905 года воззвание, в котором призвал рабочих к вооружённому восстанию и свержению династии. «Зверь-царь, его чиновники-казнокрады и грабители русского народа сознательно хотели быть и сделались убийцами безоружных наших братьев, жён и детей. Пули царских солдат, убивших за Нарвской заставой рабочих, нёсших царские портреты, простреливали эти портреты и убили нашу веру в царя. Так отомстим же, братья, проклятому народом царю, всему его змеиному царскому отродью, его министрам и всем грабителям несчастной русской земли! Смерть им всем!» Редактор либерального журнала «Освобождение» П. Б. Струве в статье «Палач народа» писал: «Народ шёл к нему, народ ждал его. Царь встретил свой народ. Нагайками, саблями и пулями он отвечал на слова скорби и доверия. На улицах Петербурга пролилась кровь и разорвалась навсегда связь между народом и этим царём. Всё равно, кто он, надменный деспот, не желающий снизойти до народа, или презренный трус, боящийся стать лицом к лицу с той стихией, из которой он почерпал силу, — после событий 9 (22) января 1905 года царь Николай стал открыто врагом и палачом народа». В революционной печати день 9 января получил название «Кровавого воскресенья». Впоследствии это название было закреплено Кратким курсом истории ВКП(б) и вошло в советскую и российскую историографию.

Через два дня после трагедии было вновь создано Петербургское генерал-губернаторство, во главу которого Николай II назначил Д. Ф. Трепова, известного своим упорством в борьбе с революционными настроениями. Именно он стал инициатором рабочей депутации к царю в целях смягчения накала общественной обстановки: 19 января император принял в Царском селе группу специально отобранных, благонадёжных рабочих, зачитав перед ними с листа написанную Треповым речь. Царь сначала заявил, что «мятежную толпою заявлять Мне о своих нуждах — преступно», но затем «простил» вину рабочих. Однако данный приём возымел, скорее, обратный эффект: слесарь с Путиловского завода А. М. Буйко вспоминал, что рабочие открыто смеялись над царской речью, а некоторые раненые и вовсе отказывались принимать денежную помощь от царской семьи.
События «Кровавого воскресенья» настолько повлияли на императора, что он не появлялся более на публике вплоть до празднования 300-летия дома Романовых в 1913 году.

### Нарастание революции. Манифест 17 октября
4 (17) февраля 1905 года в Московском Кремле бомбой террориста был убит великий князь Сергей Александрович, исповедовавший крайне правые политические взгляды и имевший определённое влияние на своего племянника.
17 (30) апреля 1905 года был дан указ «Об укреплении начал веротерпимости», отменявший ряд вероисповедных ограничений, в частности в отношении «раскольников» (старообрядцев).
В стране продолжались стачки; начались волнения на окраинах империи: в Курляндии «лесные братья» начали вырезать местных немецких помещиков, на Кавказе началась армяно-татарская резня. Революционеры и сепаратисты получали поддержку деньгами и оружием от Англии и Японии. Так, летом 1905 года в Балтийском море был задержан севший на мель английский пароход «Джон Графтон», перевозивший несколько тысяч винтовок для финских сепаратистов и боевиков-революционеров.

Письмо Николая II императ-рице Марии Фёдоровне. 14 января 1906. Автограф: «Трепов для меня незаменимый, своего рода, секретарь. Он опытен, умён и осторожен в советах. Я ему даю читать толстые записки от Витте и затем он мне их докладывает скоро и ясно. Это конечно секрет для всех!»

Произошло несколько восстаний на флоте и в различных городах. Самым крупным стало декабрьское восстание в Москве. Одновременно большой размах получил эсеровский и анархистский индивидуальный террор. Всего за пару лет революционерами были убиты тысячи чиновников, офицеров и полицейских — за один 1906 год было убито 768 и ранено 820 представителей и агентов власти. Вторая половина 1905 года была отмечена многочисленными волнениями в университетах и в духовных семинариях: из-за беспорядков было закрыто почти 50 средних духовно-учебных заведений. Принятие 27 августа (9 сентября) 1905 года временного закона об автономиях университетов вызвало всеобщую забастовку учащихся и всколыхнуло преподавателей университетов и духовных академий. Оппозиционные партии воспользовались расширением свобод для усиления атак на самодержавие в печати.
6 (19) августа 1905 года были подписаны манифест об учреждении Государственной думы («как законосовещательного установления, коему предоставляется предварительная разработка и обсуждение законодательных предложений и рассмотрение росписи государственных доходов и расходов» — булыгинской Думы), закон о Государственной думе и положение о выборах в Думу. Но набиравшая силы революция перешагнула через акты 6 августа: в октябре началась всероссийская политическая стачка, бастовало свыше 2 млн человек. 17 (30) октября 1905 года Николай, после долгих колебаний, решился подписать манифест, повелевавший, среди прочего: «1. Даровать населению незыблемые основы гражданской свободы на началах действительной неприкосновенности личности, свободы совести, слова, собраний и союзов. <…> 3. Установить как незыблемое правило, чтобы никакой закон не мог восприять силу без одобрения Государственной Думы и чтобы выбранным от народа обеспечена была возможность действительного участия в надзоре за закономерностью действий поставленных от нас властей». 23 апреля (6 мая) 1906 года были утверждены Основные государственные законы Российской империи, предусматривавшие новую роль Думы в процессе законодательства. С точки зрения либеральной общественности, манифест знаменовал конец русского самодержавия как неограниченной власти монарха.

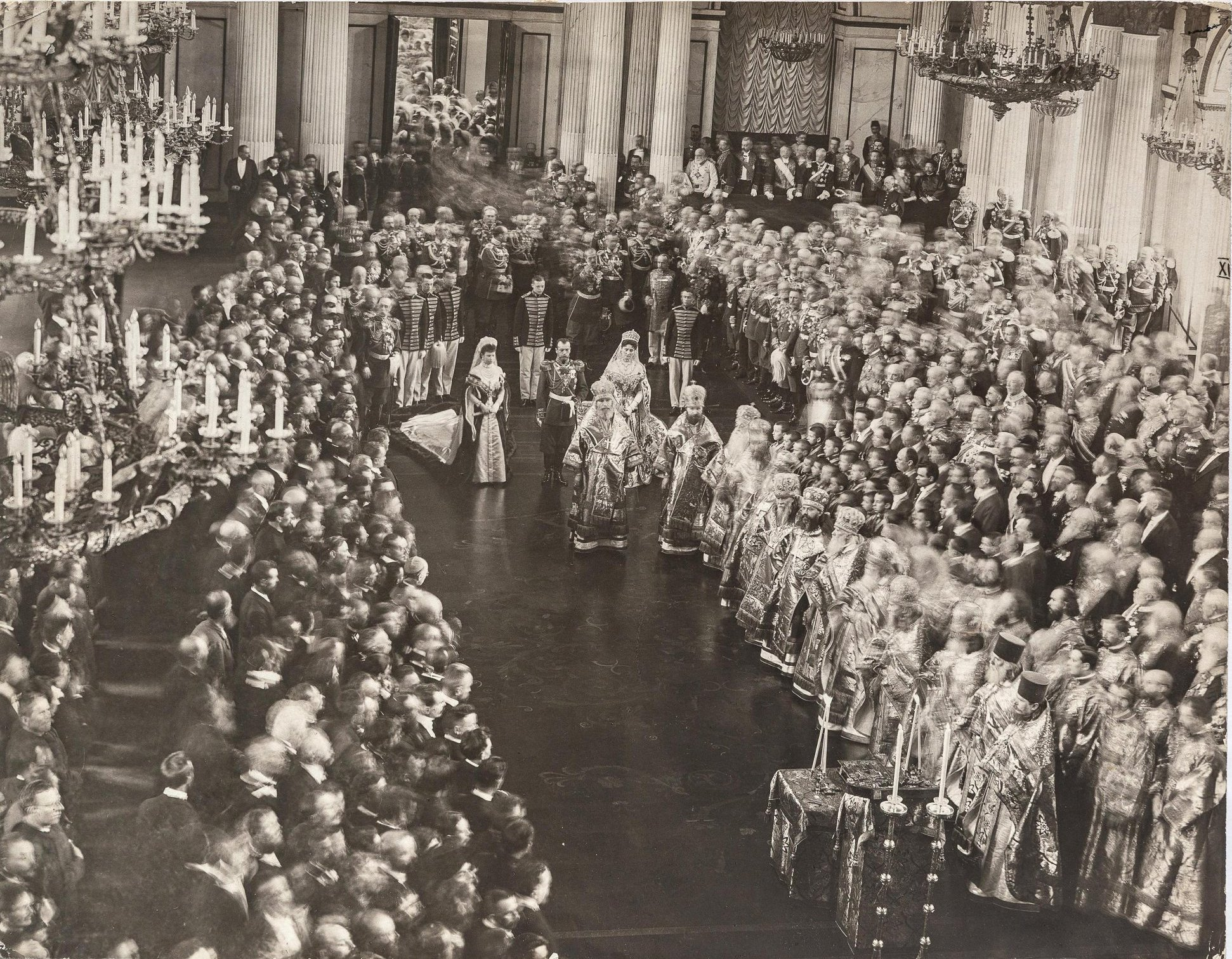
Петербург. Молебен в Зимнем дворце по случаю открытия Гос. Совета и Гос. Думы. 27 апреля 1906 г.

Через три недели после манифеста были амнистированы политические заключённые, кроме осуждённых за терроризм; указ 24 ноября (7 декабря) 1905 года отменял предварительную как общую, так и духовную цензуру для периодических изданий, выходящих в городах империи (26 апреля (9 мая) 1906 года была отменена всякая цензура).
После опубликования манифестов забастовки пошли на убыль; вооружённые силы (кроме флота, где имели место волнения) сохранили верность присяге; возникла и негласно поддерживалась Николаем крайне правая монархическая общественная организация — Союз русского народа.

## Десятилетие между двумя революциями

### Вехи внутренней и внешней политики
18 (31) августа 1907 года был подписан договор с Великобританией по разграничению сфер влияния в Китае, Афганистане и Персии, который в целом завершил процесс формирования союза трёх держав — Тройственного согласия, известного как Антанта (Triple-Entente); при этом взаимные военные обязательства на тот период существовали только между Россией и Францией — по соглашению 1891 года и военной конвенции 1892 года. 27 — 28 мая (10 июня) 1908 года состоялась встреча британского Короля Эдуарда VII с царём — на рейде в гавани Ревеля; царь принял от короля мундир адмирала британского флота. Ревельское свидание монархов было истолковано в Берлине как шаг к образованию антигерманской коалиции — несмотря на то, что Николай был убеждённым противником сближения с Англией против Германии.

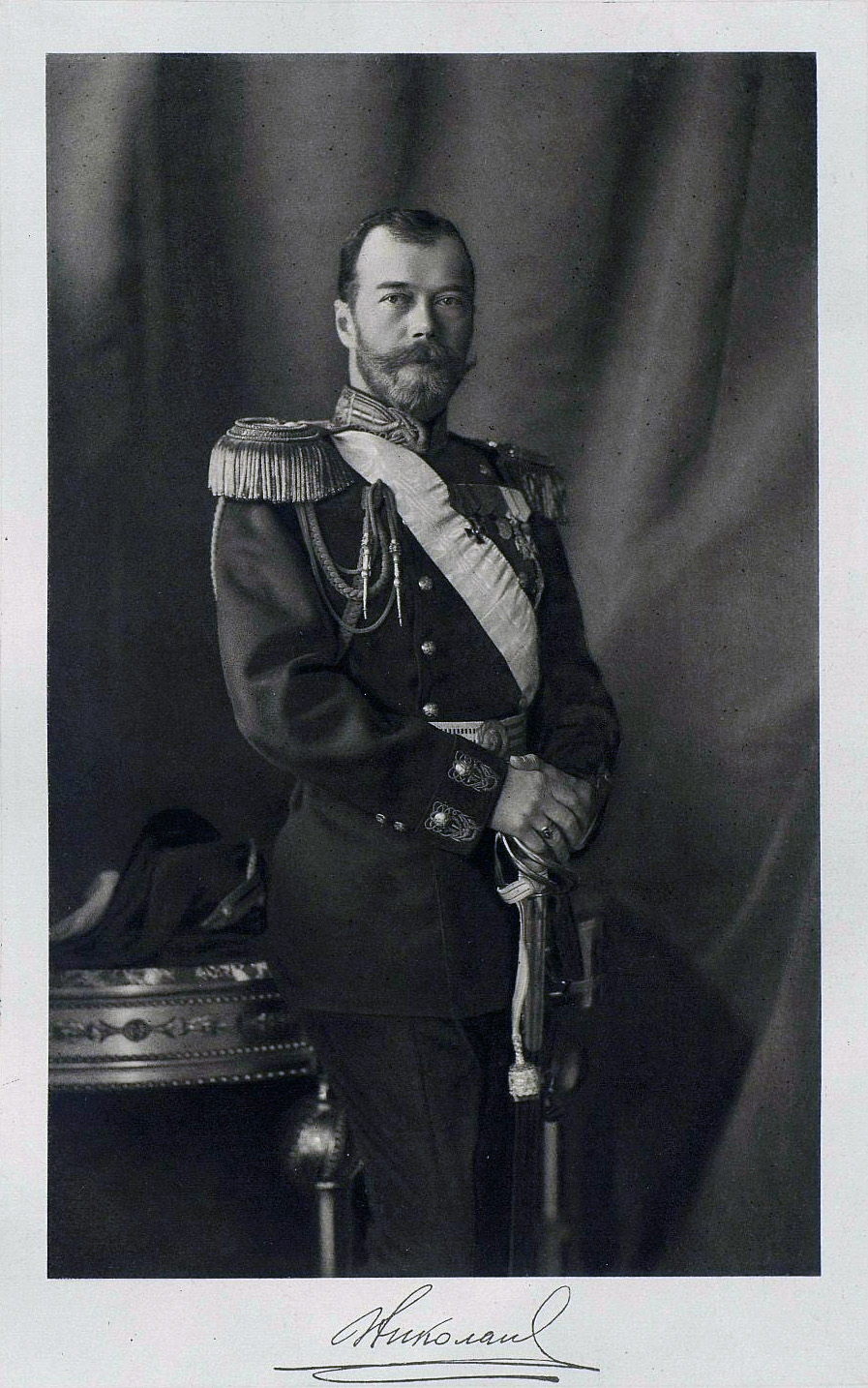
Николай II в 1913 году

Заключённое между Россией и Германией 6 (19) августа 1911 года соглашение (Потсдамское соглашение) не изменило общий вектор вовлечения России и Германии в противостоящие друг другу военно-политические союзы.
17 (30) июня 1910 года был высочайше утверждён одобренный Государственным Советом и Государственной Думой закон о порядке издания законов, касающихся княжества Финляндского, — известный как закон о порядке общеимперского законодательства (см.: Русификация Финляндии#Русификация в 1908—1917 гг.).
Находившийся в Персии с 1909 года в связи с нестабильной политической обстановкой российский военный контингент в 1911 году был усилен.
В 1912 году фактическим протекторатом России стала Монголия, получившая независимость от Китая в результате произошедшей там революции. После этой революции в 1912—1913 годах тувинские нойоны (амбын-нойон Комбу-Доржу, Чамзы Хамбы-лама, нойон Даа-хошуна Буян-Бадыргы и другие) несколько раз обращались к царскому правительству с просьбой принять Туву под протекторат Российской империи. 4 (17) апреля 1914 года резолюцией на докладе министра иностранных дел был установлен российский протекторат над Урянхайским краем: край был включён в состав Енисейской губернии с передачей ведения в Туве политических и дипломатических дел Иркутскому генерал-губернатору.

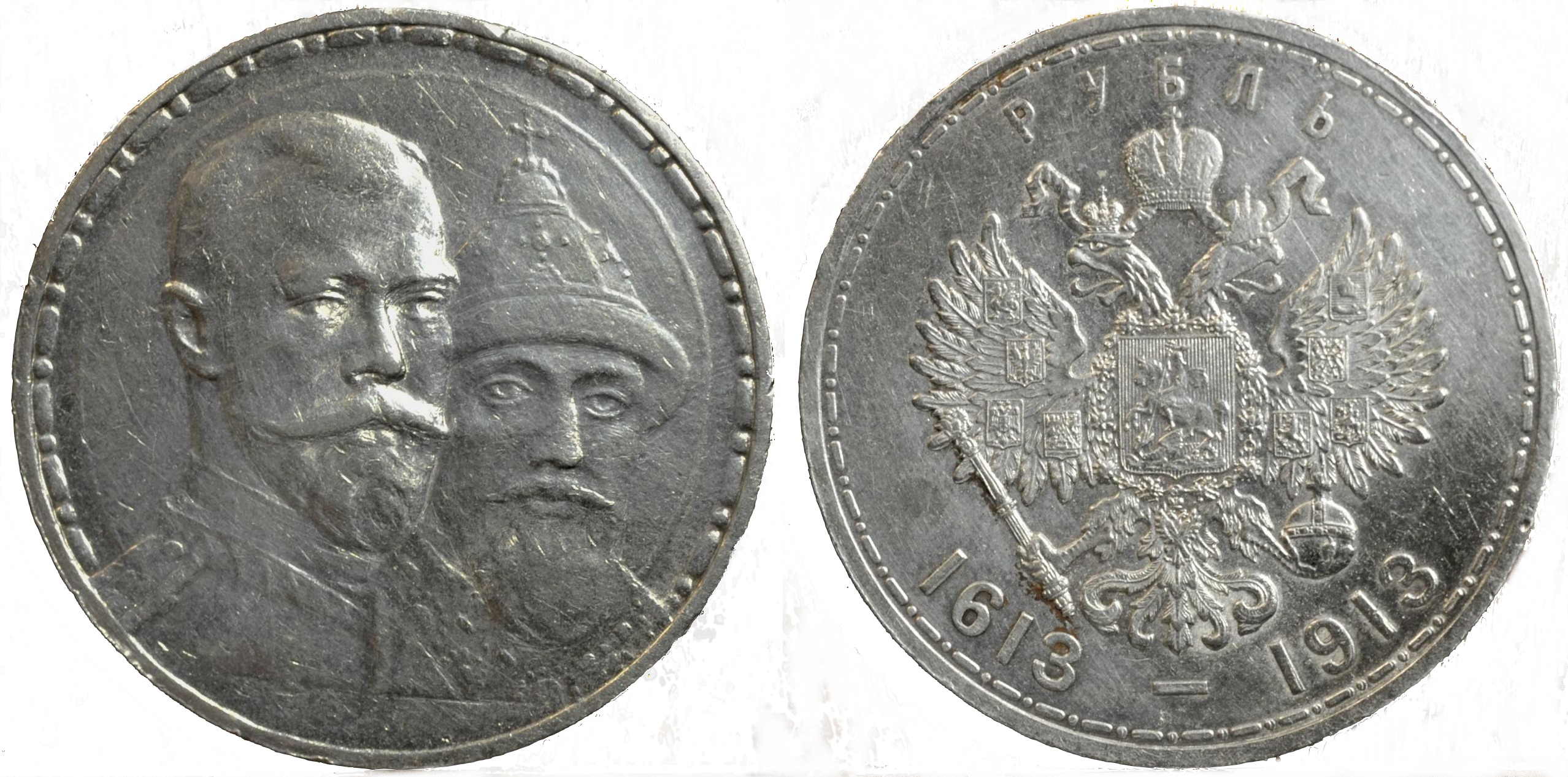
Юбилейный рубль 300 лет дома Романовых с портретами первого царя династии Михаила и Николая II. Серебро, 1913 г.

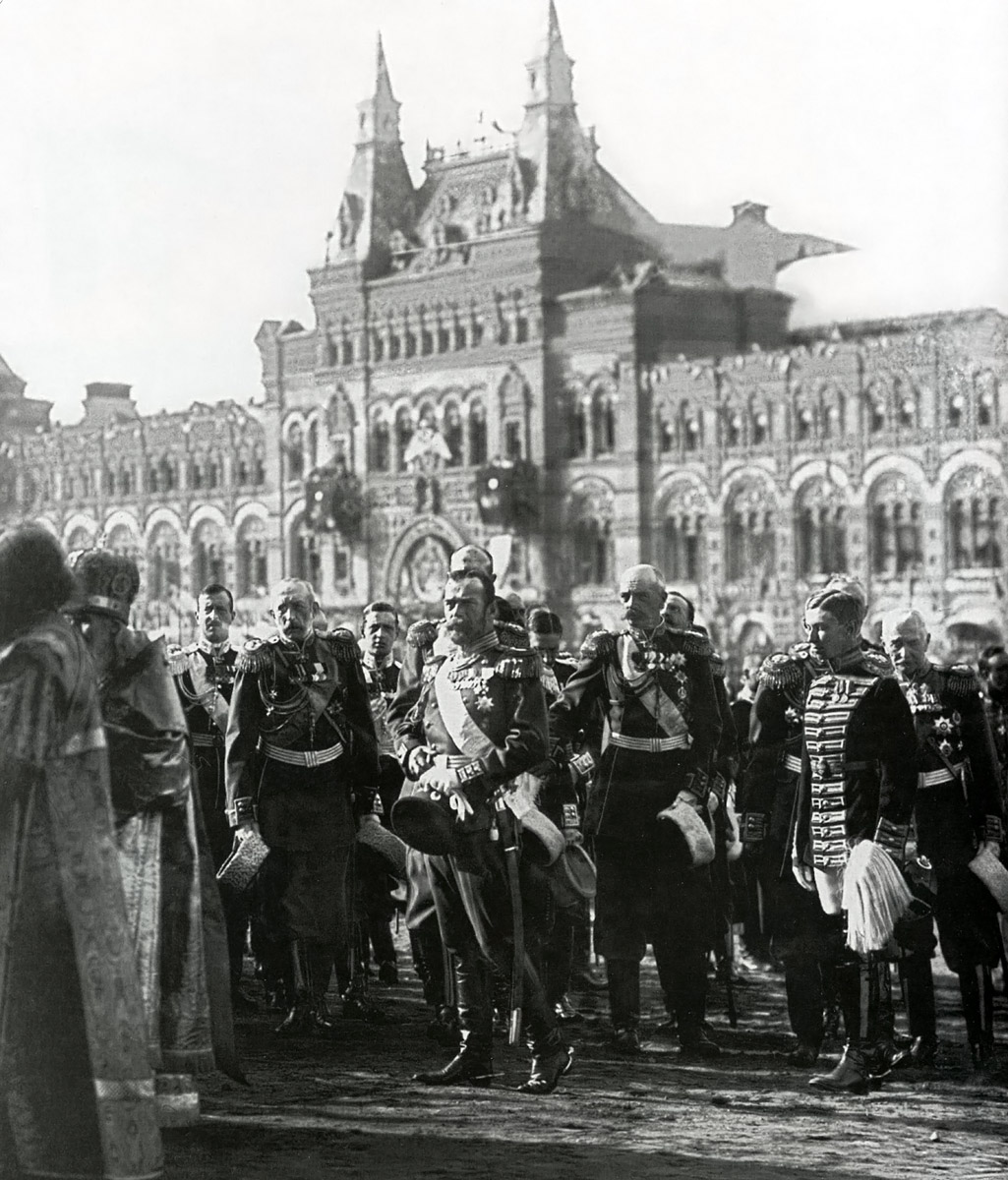
Николай II на праздновании 300-летия дома Романовых. 1913 г.

Начало военных действий Балканского союза против Турции осенью 1912 года ознаменовало крах дипломатических усилий, предпринимавшихся после Боснийского кризиса министром иностранных дел С. Д. Сазоновым в направлении союза с Портой и одновременного удержания под своим контролем балканских государств: вопреки ожиданиям русского правительства, войска последних успешно теснили турок и в ноябре 1912 года болгарская армия была в 45 км от османской столицы Константинополя (см. Чаталджинское сражение).
В связи с Балканской войной всё более вызывающим в отношении России становилось поведение Австро-Венгрии, и в связи с этим в ноябре 1912 года на совещании у императора рассматривался вопрос о мобилизации войск трёх российских военных округов. За эту меру выступал военный министр В. Сухомлинов, но премьер-министру В. Коковцову удалось убедить императора не принимать такого решения, угрожавшего втягиванием России в войну.
После фактического перехода турецкой армии под германское командование (немецкий генерал Лиман фон Сандерс в конце 1913 года занял пост главного инспектора турецкой армии) вопрос о неизбежности войны с Германией был поднят в записке Сазонова императору от 23 декабря 1913 (5 января 1914) года; записка Сазонова также обсуждалась в заседании Совета министров.
В 1913 году состоялось широкое празднование 300-летия династии Романовых: императорская семья совершила поездку в Москву, оттуда во Владимир, Нижний Новгород, а затем по Волге в Кострому, где в Ипатьевском монастыре 14 (24) марта 1613 года был призван на царство первый царь из Романовых — Михаил Фёдорович; в январе 1914 года состоялось торжественное освящение в Петербурге Фёдоровского собора, воздвигнутого в ознаменование юбилея династии.

### Николай II и Дума
Две первые Государственные думы оказались неспособны вести регулярную законодательную работу: противоречия между депутатами, с одной стороны, и императором, с другой, были непреодолимы. Так, сразу после открытия, в ответном адресе на тронную речь Николая II левые думцы потребовали ликвидации Государственного совета (верхней палаты парламента), передачи крестьянам монастырских и казённых земель. 19 мая (1 июня) 1906 года 104 депутата Трудовой группы выдвинули проект земельной реформы (проект 104-х), содержание которого сводилось к конфискации помещичьих земель и национализации всей земли.
Дума первого созыва была распущена императором Именным указом Сенату от 8 (21) июля 1906 года (опубликован в воскресенье 9 июля), который назначал время созыва вновь избранной Думы на 20 февраля (5 марта) 1907 года; последовавший высочайший манифест от 9 июля изъяснял причины, среди которых значилось: «Выборные от населения, вместо работы строительства законодательного, уклонились в непринадлежащую им область и обратились к расследованию действий поставленных от нас местных властей, к указаниям Нам на несовершенства Законов Основных, изменения которых могут быть предприняты лишь нашею монаршею волею, и к действиям явно незаконным, как обращение от лица Думы к населению». Указом от 10 июля того же года приостанавливались занятия Государственного совета.
Одновременно с роспуском Думы, вместо И. Л. Горемыкина на пост председателя Совета министров был назначен П. А. Столыпин. Аграрная политика Столыпина, успешное подавление смуты, яркие речи во II Думе сделали его кумиром некоторых правых.

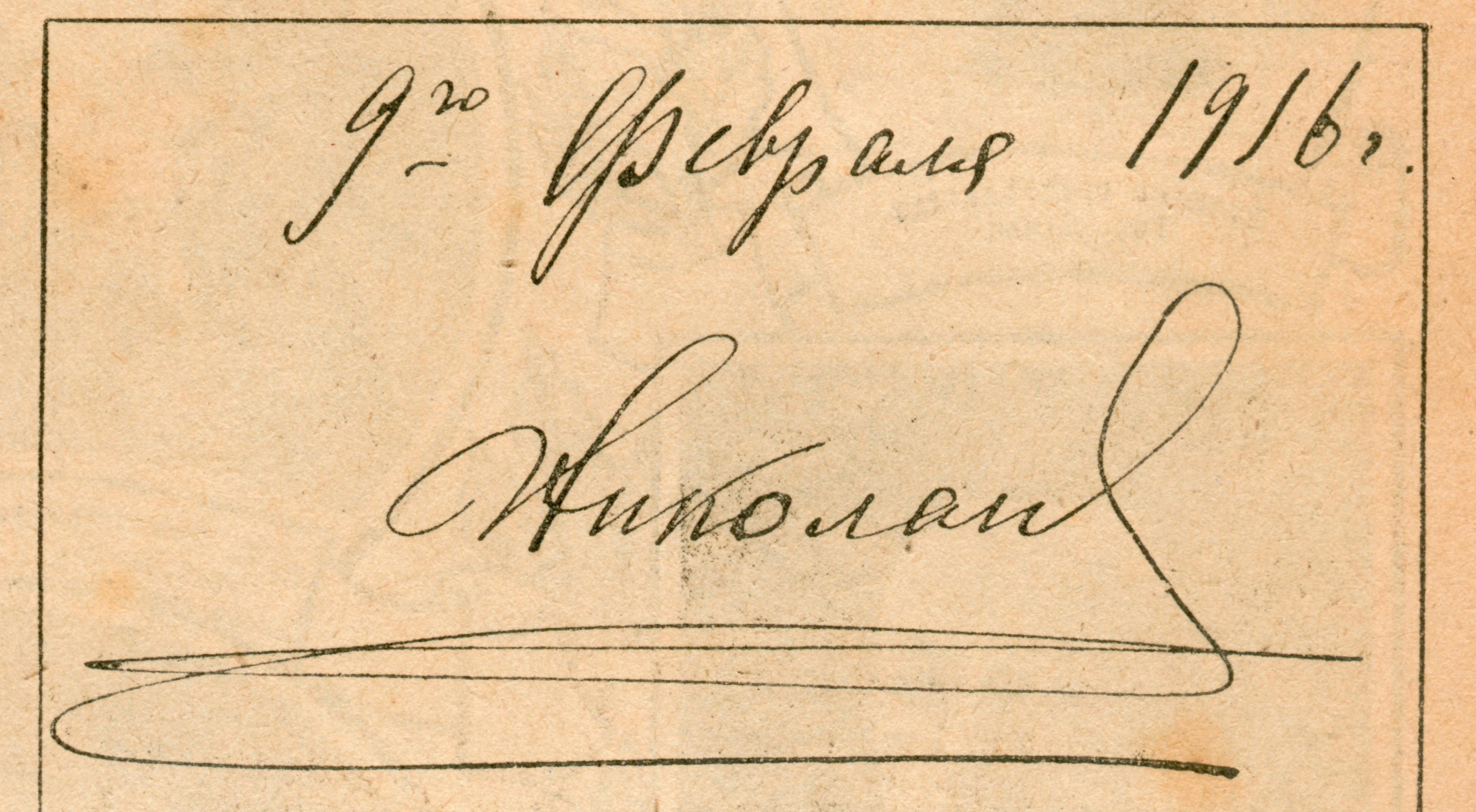
Автограф Николая II в Золотой книге почётных посетителей Государственной думы 9 февраля 1916 года

Вторая дума оказалась ещё более левой, чем первая, так как в выборах участвовали социал-демократы и эсеры, бойкотировавшие первую думу. В правительстве созревала идея о роспуске Думы и изменении избирательного закона; Столыпин собирался не уничтожить Думу, но изменить её состав. Поводом для роспуска стали действия социал-демократов: 5 мая на квартире члена Думы от РСДРП Озоля была обнаружена полицией сходка 35 социал-демократов и около 30 солдат петербургского гарнизона; кроме того, полицией были обнаружены различные пропагандистские материалы, призывающие к насильственному свержению государственного строя, различные наказы от солдат воинских частей и фальшивые паспорта. 1 июня Столыпин и председатель Санкт-Петербургской судебной палаты потребовали от Думы отстранения всего состава социал-демократической фракции от заседаний и снятия неприкосновенности с 16 членов РСДРП. Дума ответила на требования правительства отказом; следствием противостояния явился манифест Николая II о роспуске II Думы, опубликованный 3 (16) июня 1907 года, — вместе с Положением о выборах в Думу, то есть новым избирательным законом. В манифесте указывался также и срок открытия новой Думы — 1 (14) ноября 1907 года. Акт 3 июня 1907 года в советской историографии именовался «третьеиюньским переворотом», так как он вступал в противоречие с манифестом 17 октября 1905 года, по которому ни один новый закон не мог быть принят без одобрения Государственной думы.
По мнению генерала А. А. Мосолова, Николай II смотрел на членов Думы не как на представителей народа, а как на «просто интеллигентов», и добавлял, что совсем иным было его отношение к крестьянским делегациям: «Царь встречался с ними охотно и подолгу говорил, без утомления, радостно и приветливо».

### Земельная реформа
С 1902 по 1905 год разработкой нового аграрного законодательства на государственном уровне занимались и государственные деятели, и учёные России: Вл. И. Гурко, С. Ю. Витте, И. Л. Горемыкин, А. В. Кривошеин, П. А. Столыпин, П. П. Мигулин, Н. Н. Кутлер и А. А. Кауфман. Вопрос упразднения общины ставился самой жизнью. В разгар революции Н. Н. Кутлер предлагал даже проект отчуждения части помещичьих земель.
С 1907 года начала осуществляться так называемая «столыпинская» аграрная реформа. Основным направлением реформы было закрепление земель, прежде находившихся в коллективной собственности сельской общины, за крестьянами-собственниками. Государство также оказывало широкое содействие покупке крестьянами помещичьих земель (через кредитование Крестьянским поземельным банком), субсидировало агрономическую помощь. При проведении реформы большое внимание уделялось борьбе с чересполосицей (явление, при котором крестьянин обрабатывал множество мелких полосок земли в разных полях), поощрялось выделение крестьянам участков «к одному месту» (отруба, хутора), приводившее к существенному повышению эффективности хозяйства. Реформа, требовавшая огромного объёма землеустроительных работ, разворачивалась достаточно медленно. До Февральской революции в собственности крестьян было закреплено не более 20 % общинных земель; так что результаты реформы, очевидно заметные и положительные, не успели проявиться в полной мере.
В 1913 году Россия (без учёта привислинских губерний) находилась на первом в мире месте по производству ржи, ячменя и овса, на третьем (после Канады и США) по производству пшеницы, на четвёртом (после Франции, Германии и Австро-Венгрии) по производству картофеля. Россия стала главным экспортёром сельскохозяйственной продукции, на её долю приходилось 2/5 всего мирового экспорта сельхозпродукции. Урожайность зерна была в три раза ниже английской или германской, урожайность картофеля — ниже в два раза.

### Преобразования в военной сфере
Военные преобразования 1905—1912 годов, проводились после поражения России в русско-японской войне 1904—1905 годов, выявившей серьёзные недостатки в центральном управлении, организации, системе комплектования, боевой подготовке и техническом оснащении армии.

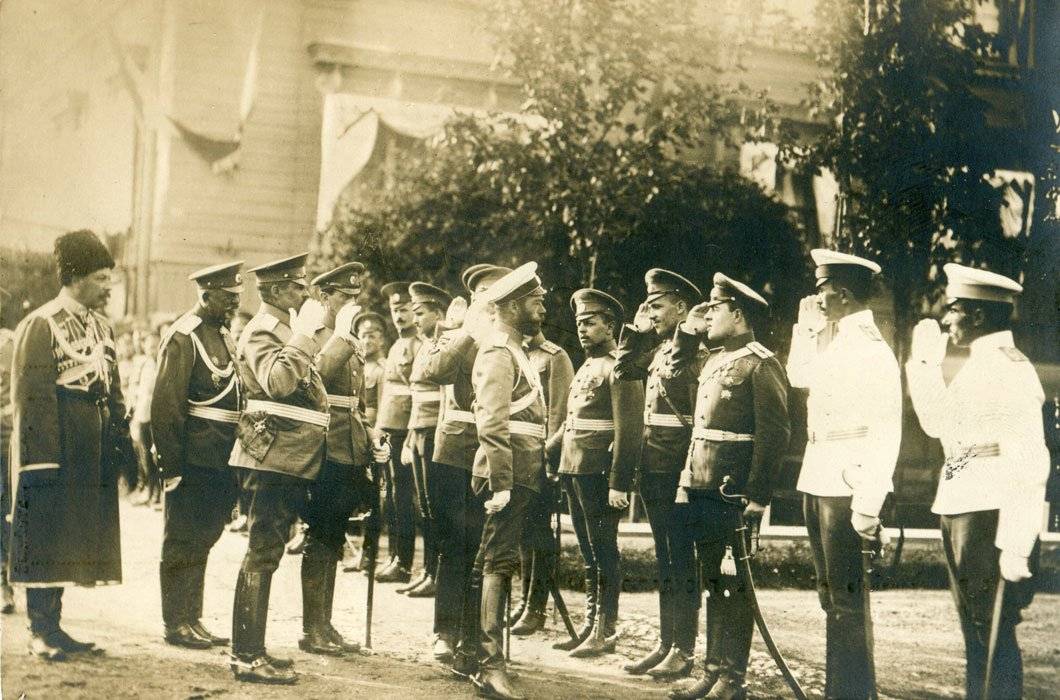
Крым. Николай II обходит строй выпускников Севастопольской школы авиации. 1911 г.

В первый период военных преобразований (1905—1908) было децентрализовано высшее военное управление (учреждено независимое от Военного министерства Главное управление Генерального штаба, создан Совет государственной обороны, генерал-инспекторы были напрямую подчинены императору), сокращены сроки действительной службы (в пехоте и полевой артиллерии с 5 до 3 лет, в других родах войск с 5 до 4 лет, на флоте с 7 до 5 лет), омоложён офицерский состав; улучшены быт солдат и матросов (питание и вещевое довольствие) и материальное положение офицеров и сверхсрочнослужащих.
Во второй период (1909—1912) была проведена централизация высшего управления (Главное управление Генштаба включено в состав Военного министерства, упразднён Совет государственной обороны, генерал-инспекторы подчинены военному министру); за счёт слабых в боевом отношении резервных и крепостных войск усилены полевые войска (число армейских корпусов увеличилось с 31 до 37), создан при полевых частях запас, который при мобилизации выделялся для развёртывания второочередных частей (включая полевую артиллерию, инженерные и железнодорожные войска, части связи), созданы пулемётные команды в полках и корпусные авиаотряды, юнкерские училища преобразованы в военные училища, получившие новые программы, введены новые уставы и наставления. В 1910 году был создан Императорский военно-воздушный флот и в том же году в Крыму открылась Севастопольская офицерская школа лётчиков (будущая Кача).

### Первая мировая война
19 июля (1 августа) 1914 года Германия объявила войну России: Россия вступила в Первую мировую войну, которая для неё закончилась крахом империи и династии.

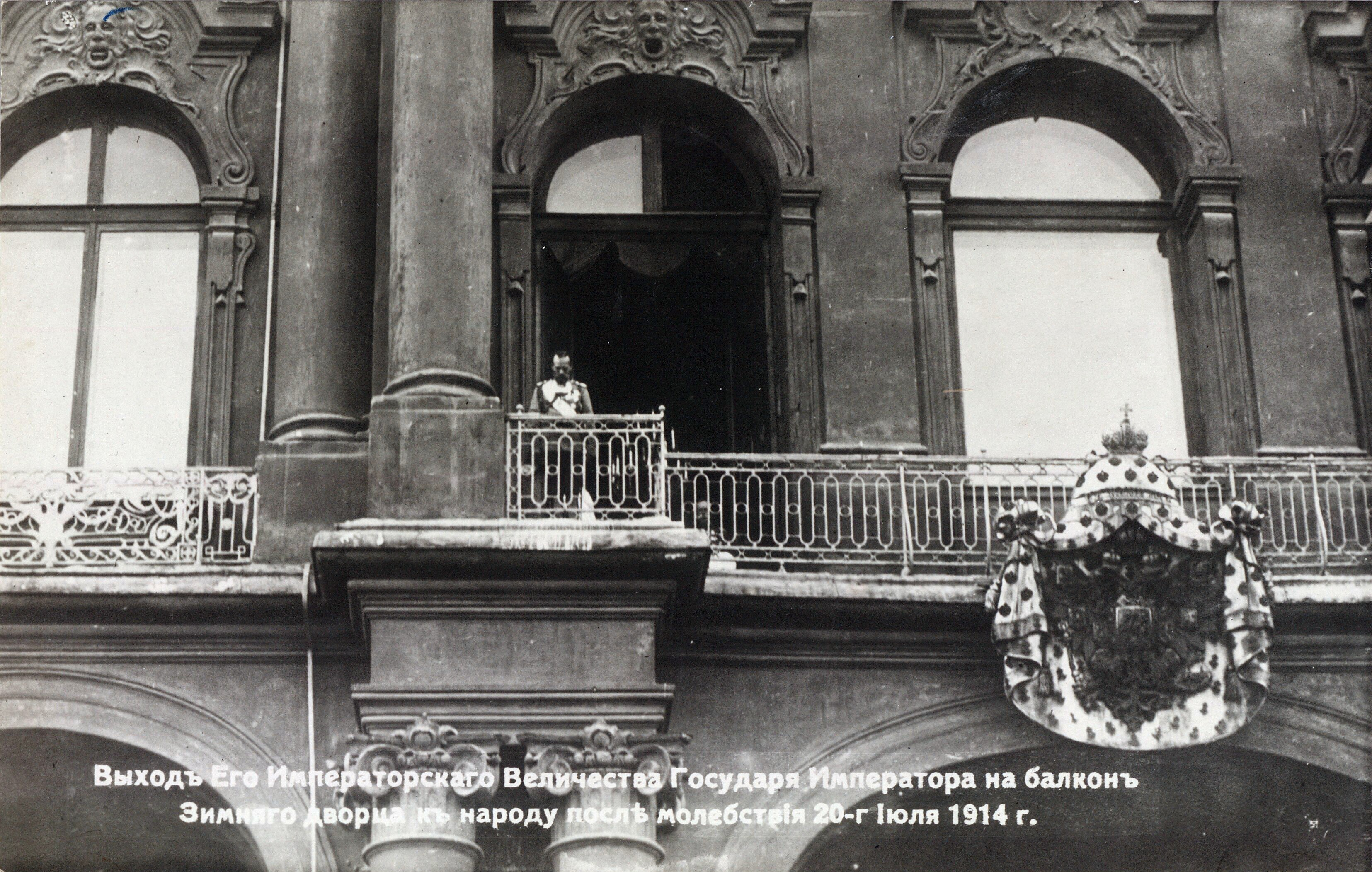
. Николай II объявляет войну Германии

Николай II прилагал усилия для предотвращения войны и во все предвоенные годы, и в последние дни перед её началом, когда (15 (28) июля 1914) Австро-Венгрия объявила войну Сербии и начала бомбардировки Белграда. 16 (29) июля 1914 года Николай II отправил Вильгельму II телеграмму с предложением «передать австро-сербский вопрос на Гаагскую конференцию» (в Международный третейский суд в Гааге). Вильгельм II не ответил на эту телеграмму.
Оппозиционные партии и в странах Антанты, и в России (в том числе социал-демократы) в начале войны считали агрессором именно Германию. В. И. Ленин осенью 1914 года писал, что именно Германия развязала войну, в удобное для неё время.
20 июля (2 августа) 1914 года императором был дан и к вечеру того же дня опубликован манифест о войне, а также именной высочайший указ, в котором он, «не признавая возможным, по причинам общегосударственного характера, стать теперь во главе наших сухопутных и морских сил, предназначенных для военных действий», повелевал великому князю Николаю Николаевичу быть Верховным главнокомандующим (начальником штаба при нём стал генерал Янушкевич).

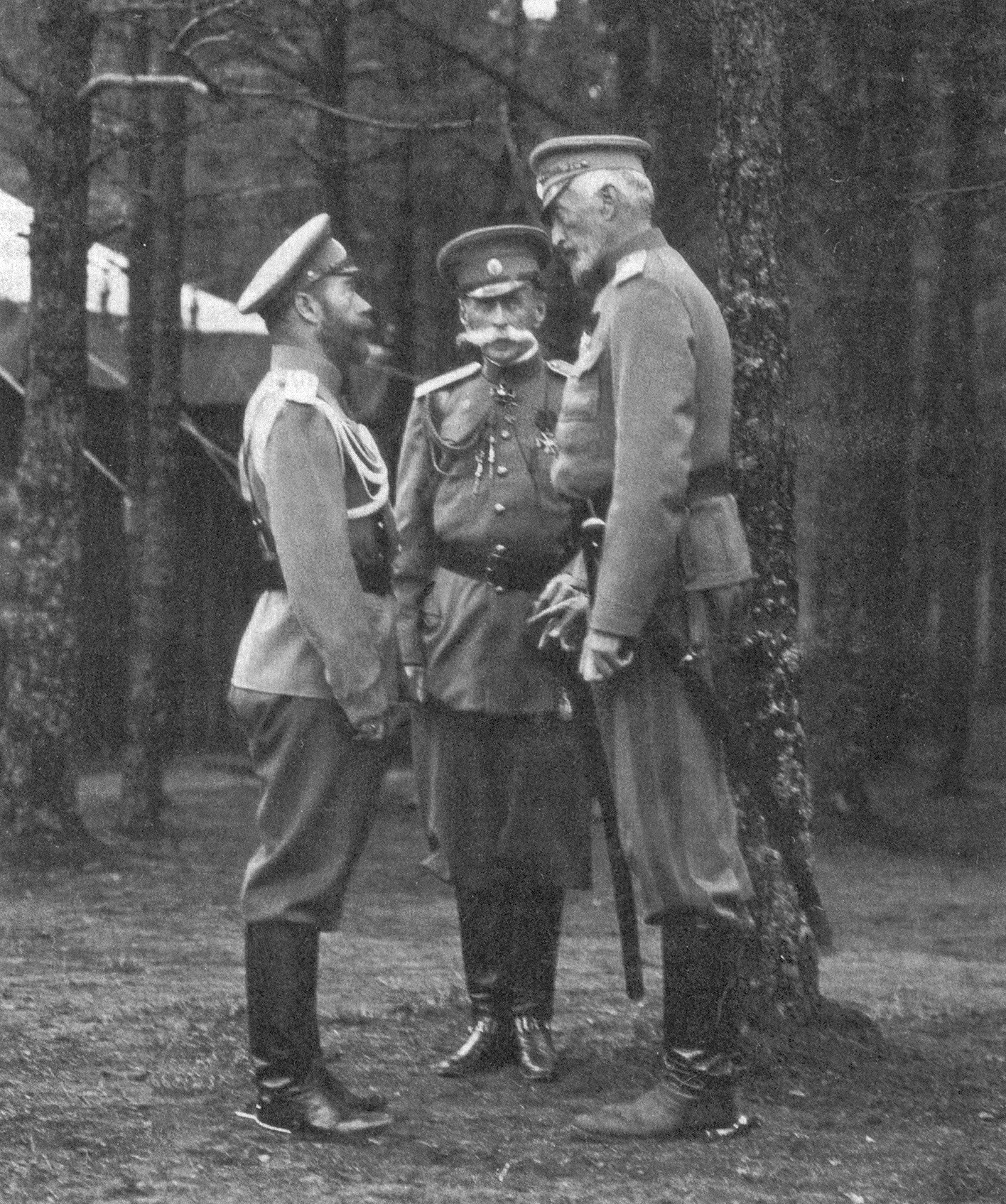
Николай II, министр двора и уделов граф В. Б. Фредерикс (центр) и великий князь Николай Николаевич (справа) в Ставке. Сентябрь 1914 г.

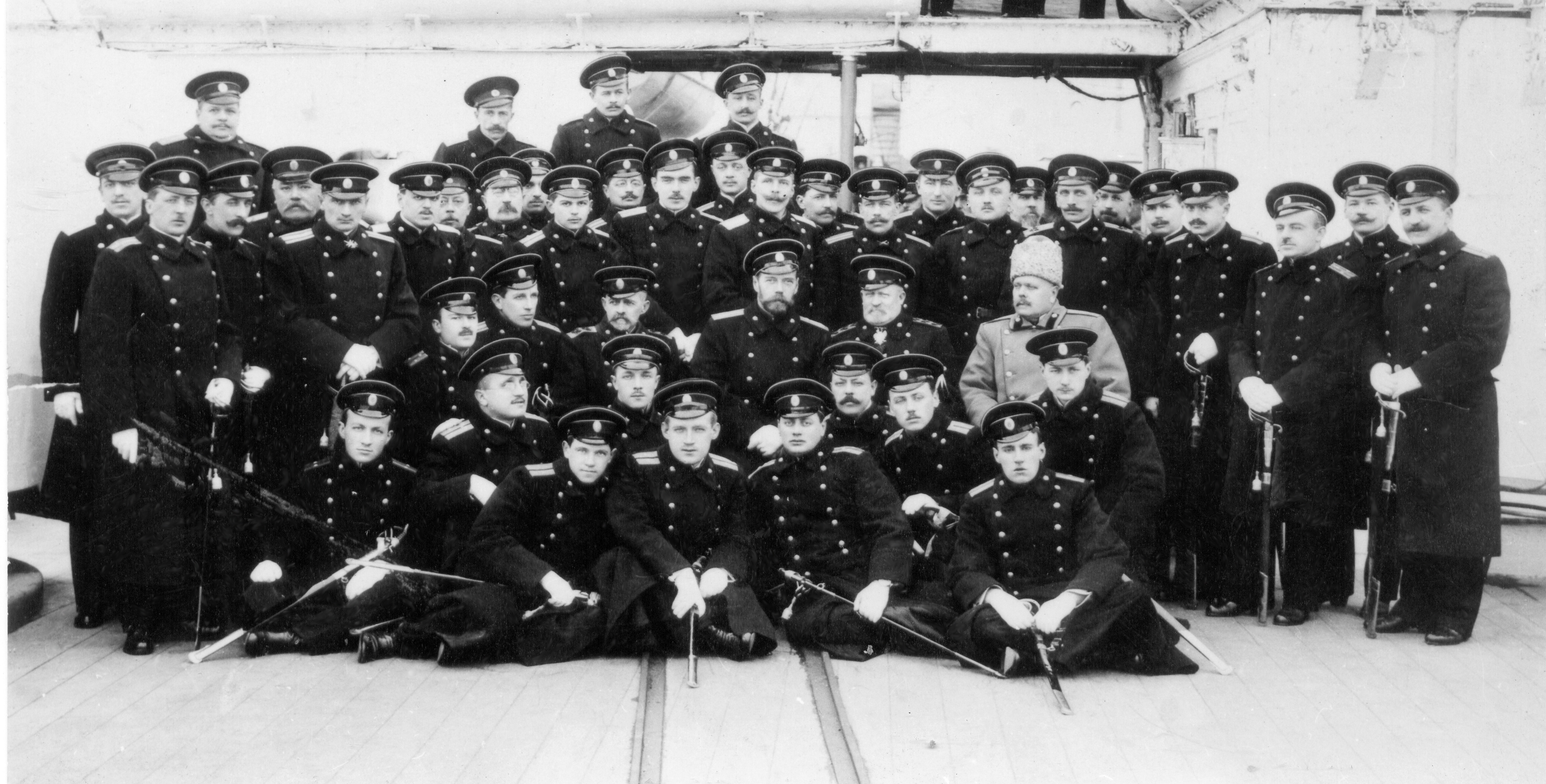
Николай II среди офицеров на крейсере «Россия». 1915 г.

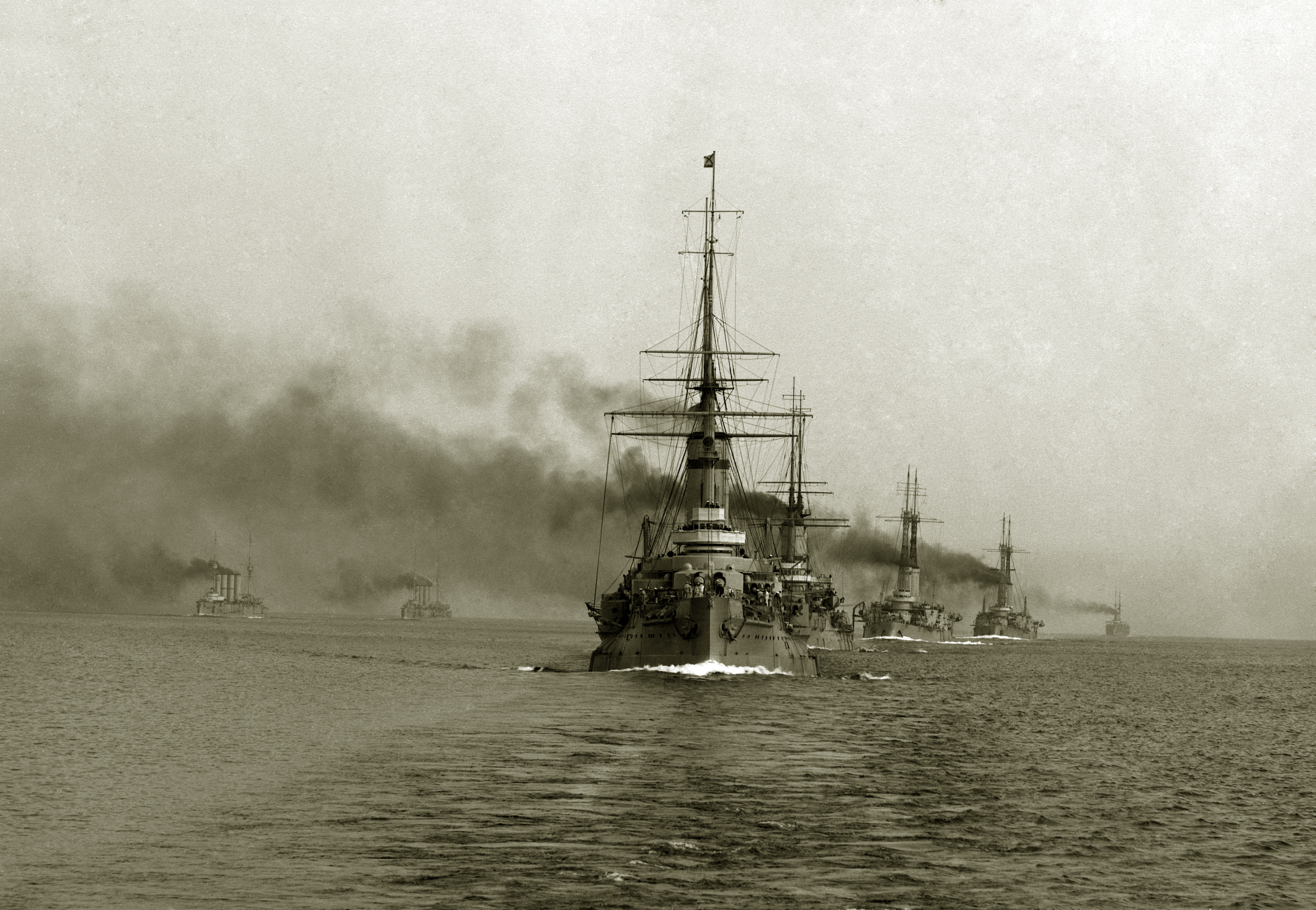
Балтийское море. Бригада российских линкоров. 1915 г.

Указами от 24 июля (6 августа) 1914 года прерывались с 26 июля заседания Государственного совета и Думы. 26 июля (8 августа) 1914 вышел манифест о войне с Австрией. В тот же день состоялся высочайший приём членов Государственного совета и Думы: император прибыл к Зимнему дворцу на яхте вместе с Николаем Николаевичем и, войдя в Николаевский зал, обратился к собравшимся со следующими словами:

«Германия, а затем Австрия объявили войну России. Тот огромный подъём патриотических чувств любви к Родине и преданности престолу, который как ураган пронёсся по всей земле нашей, служит в моих глазах и, думаю, в ваших, ручательством в том, что наша великая матушка-Россия доведёт ниспосланную Господом Богом войну до желанного конца. <…> Уверен, что вы все и каждый на своём месте поможете мне перенести ниспосланное мне испытание и что все, начиная с меня, исполнят свой долг до конца. Велик Бог Земли Русской!»
В заключение своей ответной речи председатель Думы камергер М. В. Родзянко сказал:

 «Без различия мнений, взглядов и убеждений Государственная Дума от лица Русской Земли спокойно и твёрдо говорит своему царю: „Дерзайте, государь, русский народ с вами и, твёрдо уповая на милость Божию, не остановится ни перед какими жертвами, пока враг не будет сломан и достоинство Родины не будет ограждено“».

5 (18) августа началась Галицийская битва — огромное по масштабу задействованных сил сражение между русскими войсками Юго-Западного фронта под командованием генерала Иванова и четырьмя австро-венгерскими армиями под командованием эрцгерцога Фридриха. Русская армия в ходе наступления захватила огромную, стратегически важную территорию — Восточную Галицию и часть Буковины. К 13 (26) сентября фронт стабилизировался на расстоянии 120—150 км западнее Львова. Сильная австрийская крепость Перемышль оказалась в осаде в тылу у русской армии. Захват Галиции воспринимался в России как возвращение отторгнутой части исторической Руси.
В то же время русская армия потерпела тяжёлое поражение в Восточной Пруссии. 2-я армия генерала Самсонова потеряла два корпуса из шести, входивших в её состав, — они были окружены и взяты в плен. Командующий фронтом генерал Жилинский был снят с должности. Действия командовавшего 1-й армией генерала Ренненкампфа были сочтены неудачными, что стало первым эпизодом характерного в дальнейшем недоверия к военачальникам с немецкими фамилиями.
Манифестом от 20 октября (2 ноября) 1914 года Россия объявила войну Османской империи:

«В безуспешной доселе борьбе с Россией, стремясь всеми способами умножить свои силы, Германия и Австро-Венгрия прибегли к помощи оттоманского правительства и вовлекли в войну с нами ослеплённую ими Турцию. Предводимый германцами турецкий флот осмелился вероломно напасть на наше Черноморское побережье. Немедленно после сего повелели мы Российскому послу в Цареграде, со всеми чинами посольскими и консульскими, оставить пределы Турции. <…> Вместе со всем народом русским мы непреклонно верим, что нынешнее безрассудное вмешательство Турции в военные действия только ускорит роковой для неё ход событий и откроет России путь к разрешению завещанных ей предками исторических задач на берегах Чёрного моря».
Правительственный орган печати сообщал, что 21 октября, «день восшествия на престол государя императора принял в Тифлисе, в связи с войною с Турциею, характер народного праздника»; в тот же день наместником была принята депутация 100 виднейших армян во главе с епископом: депутация «просила графа повергнуть к стопам монарха Великой России <…> чувства беспредельной преданности и горячей любви верноподданного армянского народа»; затем представилась депутация мусульман-суннитов и шиитов.
В период командования Николая Николаевича царь несколько раз ездил в Ставку для совещаний с командованием (21—23 сентября, 22—24 октября, 18—20 ноября); в ноябре 1914 года также ездил на юг России и Кавказский фронт.
Германское командование поменяло стратегию на 1915 год, решив перенести главный удар с Западного фронта на Восточный, чтоб нанести России военное поражение и принудить её к сепаратному миру. Командование германской армии намеревалось нанесением последовательных мощных фланговых ударов из Восточной Пруссии и Галиции прорвать оборону Русской армии, окружить и разгромить в Варшавском выступе её основные силы. В результате этого положение на фронтах резко ухудшилось (см. Великое отступление 1915 года).
К концу марта русскими войсками была потеряна большая часть Буковины с Черновцами. 22 марта пала осаждённая австрийская крепость Перемышль, сдалось более 120 тыс. человек, однако взятие Перемышля стало последним крупным успехом русской армии в 1915 году. Уже в начале июня Перемышль был сдан. В конце июня был оставлен Львов. Все военные приобретения были утрачены, начались потери собственной территории Российской империи. В обществе заговорили о неспособности правительства справиться с положением.
Как со стороны общественных организаций, Государственной думы, так и со стороны других группировок, даже многих великих князей заговорили о создании «министерства общественного доверия».
В начале 1915 года войска на фронте стали испытывать большую нужду в оружии и боеприпасах. Стала ясной необходимость полной перестройки экономики в соответствии с требованиями войны. 17 (30) августа 1915 Николай II утвердил документы об образовании четырёх Особых совещаний: по обороне, топливу, продовольствию и перевозкам. Эти совещания, состоявшие из представителей правительства, частных промышленников, членов Госдумы и Госсовета и возглавлявшиеся соответствующими министрами, должны были объединить усилия правительства, частной промышленности и общественности в мобилизации промышленности под военные нужды. Главнейшим из них было Особое совещание по обороне.
Наряду с созданием особых совещаний, в 1915 стали возникать Военно-промышленные комитеты — общественные организации буржуазии, носившие полуоппозиционный характер.

#### Принятие Николаем II на себя Верховного главнокомандования Русской армией
Переоценка великим князем Николаем Николаевичем своих способностей привела к ряду крупных военных ошибок, а попытки отвести от себя соответствующие обвинения повлекли раздувание германофобии и шпиономании. Одним из наиболее значимых эпизодов стало завершившееся казнью дело подполковника Мясоедова, ведению которого Николай Николаевич не препятствовал. Это дело повлекло усиление подозрительности общества и сыграло свою роль, в том числе, в немецком погроме в Москве в мае 1915 года. Военный историк Антон Керсновский констатирует, что к лету 1915 года «на Россию надвинулась военная катастрофа» и именно эта угроза стала главной причиной Высочайшего решения об устранении великого князя с поста Главковерха.
Приехавший 5 (18) мая 1915 года в Ставку Николай II отложил свой отъезд домой:

Мог ли я уехать отсюда при таких тяжёлых обстоятельствах. Это было бы понято так, что я избегаю оставаться с армией в серьёзные моменты. Бедный Н., рассказывая мне всё это, плакал в моём кабинете и даже спросил меня, не думаю ли я заменить его более способным человеком. Он нисколько не был возбуждён, я чувствовал, что он говорит именно то, что думает. Он всё принимался меня благодарить за то, что я остался здесь, потому что моё присутствие успокаивало его лично.
Неудачи на фронте продолжались: 22 июля была сдана Варшава, затем Ковно, взорваны укрепления Бреста, немцы приближались к Западной Двине, была начата эвакуация Риги. В таких условиях Николай II решил отстранить не справлявшегося великого князя и сам встать во главе армии. По оценке Керсновского, такое решение императора было единственным выходом:

Это было единственным выходом из создавшейся критической обстановки. Каждый час промедления грозил гибелью. Верховный главнокомандующий и его сотрудники не справлялись больше с положением — их надлежало срочно заменить. А за отсутствием в России полководца заменить Верховного мог только Государь.
23 августа (5 сентября) 1915 года Николай II принял на себя звание Верховного главнокомандующего, сменив Николая Николаевича, который был назначен командующим Кавказским фронтом. Начальником штаба ставки Верховного главнокомандующего был назначен генерал Алексеев. Решение Николая вызвало неоднозначную реакцию, учитывая что против этого шага выступали все министры, а безоговорочно поддержала его лишь Александра Фёдоровна. Министр Александр Кривошеин говорил:

Россия переживала и более тяжёлые времена, но никогда не было времени, когда бы всё возможное было бы сделано для усложнения уже невозможной ситуации… Мы сидим на бочке с порохом. Нужна единственная искра, чтобы всё взлетело в воздух… Принятие императором командования армией — это не искра, а целая свеча, брошенная в пушечный арсенал.

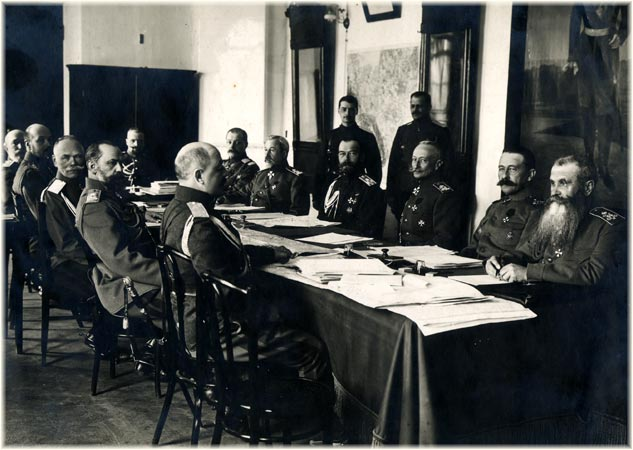
Николай II и командующие фронтами на заседании Ставки

Решение Николая II принять на себя звание Верховного главнокомандующего на фоне постоянных военных поражений стало для самодержавия самоубийственным шагом. Изолированный в своём поезде в Ставке, Николай II с осени 1915 года в действительности уже не принимал непосредственного участия в управлении страной, зато резко возросла роль его непопулярной жены, императрицы Александры Фёдоровны.

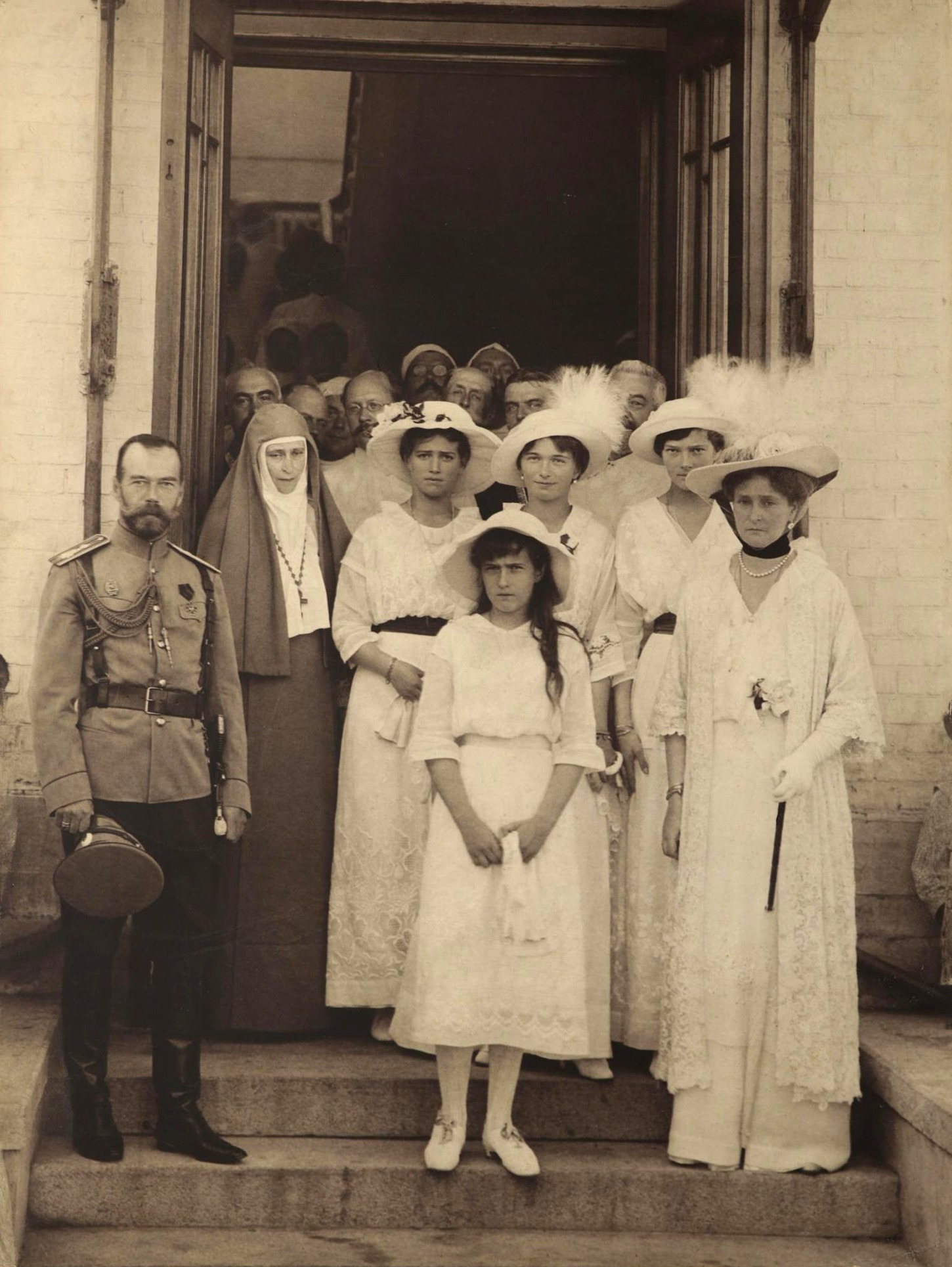
Николай II и его семья в Солдатенковской больнице во время визита к раненым воинам. 1915 г.

Солдаты Русской армии встретили решение Николая о занятии им поста Верховного главнокомандующего без энтузиазма. Генералитет и офицерство, по мнению генерала Деникина, понимали, что личная роль царя будет чисто внешней, переживали главным образом о личности начальника штаба Верховного и были успокоены, узнав о назначении Алексеева. В то же время германское командование было удовлетворено уходом князя Николая Николаевича с поста Верховного главнокомандующего — оно считало его жёстким и умелым противником. Ряд его стратегических идей были оценены Эрихом Людендорфом как в высшей степени смелые и блестящие.
Через четыре дня после вступления Николая в должность Верховного главнокомандующего начался Свенцянский прорыв, и на следующий день, 28 августа (10 сентября) 1915 года, русская оборона была взломана. Царь пытался участвовать в руководстве операциями: «Государь полагает, что необходимо осадить фронт 5-го и 2-го корпусов, хотя бы на линию Солы, Ошмяны», — передавал Алексеев. Командующий Западным фронтом Алексей Эверт отвечал: «Отвод правого фланга 10-й армии на линию Солы, Ошмяны с оставлением всех армий фронта на занимаемой линии я полагал бы нежелательным. Нам необходимо не уклонять правый фланг, а по возможности его выдвигать». Алексеев отвечал: «Завтра доложу Вашу телеграмму государю; полагаю, он согласится с Вашими соображениями». После этого обмена сообщениями был принят план Эверта. В итоге русские войска были вынуждены оставить Вильно и отступить по всей линии Западного фронта, однако, благодаря своевременным решениям командования, 10-я армия смогла избежать окружения, а передовые части немцев, прорвавшиеся на стыке двух фронтов, были контратакованы и оттеснены назад. Последующие попытки Ставки организовать наступление в этом районе окончились неудачей. К зиме обе стороны, до крайности истощённые, перешли к позиционной войне, и общая линия фронта оставалась малоподвижна до 1917 года, за редкими исключениями (см., например, Брусиловский прорыв). Осенний призыв 1916 года поставил под ружьё 13 миллионов человек, а потери в войне перевалили за 2 миллиона.
Михаил Лемке, руководитель пресс-бюро Ставки, свидетельствовал об удивительно безучастном отношении царя к человеческим потерям. В 1916 году его реакцией на сообщение о громадных потерях (до 50 %) в 5-м армейском корпусе было: «…такие ли ещё погибали, обойдёмся с другими, ещё хватит».

## Падение монархии

### Нарастание революционных настроений
Война, в ходе которой происходила широкая мобилизация трудоспособного мужского населения, лошадей и массовая реквизиция скота и сельскохозяйственных продуктов, пагубно сказывалась на экономике, особенно на селе. В среде политизированного петроградского общества власть оказалась дискредитирована скандалами (в частности, связанными с влиянием Григория Распутина и его ставленников — «тёмных сил») и подозрениями в измене; декларативная приверженность Николая идее «самодержавной» власти вступала в острое противоречие с либеральными и левыми устремлениями значительной части думцев и общества.
О настроениях в армии свидетельствовал после революции генерал А. И. Деникин:

«Что касается отношения к трону, то, как явление общее, в офицерском корпусе было стремление выделить особу государя от той придворной грязи, которая его окружала, от политических ошибок и преступлений царского правительства, которое явно и неуклонно вело к разрушению страну и к поражению армию. Государю прощали, его старались оправдать… К 1917 году и это отношение в известной части офицерства поколебалось, вызвав то явление, которое князь Волконский называл „революцией справа“, но уже на почве чисто политической».
Современный российский историк А. Б. Зубов отмечает:

«Силы, оппозиционные Николаю II, готовили государственный переворот, начиная с 1915 года. Это были и лидеры различных политических партий, представленных в Думе, и крупные военные, и верхушка буржуазии, и даже некоторые члены Императорской Фамилии. Предполагалось, что после отречения Николая II на престол взойдет его несовершеннолетний сын Алексей, а регентом станет младший брат царя — Михаил. В ходе Февральской революции этот замысел начал осуществляться».
19 января (1 февраля) 1917 года в Петрограде открылась встреча высокопоставленных представителей союзных держав, вошедшая в историю как Петроградская конференция: от союзников России на ней присутствовали делегаты Великобритании, Франции и Италии, которые также посетили Москву и фронт, имели встречи с политиками разных политических ориентаций, с руководителями фракций Думы; последние единодушно говорили главе британской делегации о неминуемой революции — либо снизу, либо сверху (в форме дворцового переворота).
К началу Февральской революции действовавшая на тот момент Госдума IV созыва фактически превратилась в основной центр оппозиции царскому правительству. Умеренное либеральное большинство Думы ещё в 1915 году объединилось в Прогрессивный блок, открыто противостоявший царю; ядром парламентской коалиции стали партии кадетов (лидер П. Н. Милюков) и октябристов. Основным требованием Думы стало введение в России ответственного министерства, то есть правительства, назначаемого Думой и ответственного перед Думой. На практике это означало трансформацию государственного строя из самодержавного в конституционную монархию по образцу Великобритании.
В течение всего 1916 года распад власти продолжался. Государственная дума — единственный выборный орган — собиралась на заседания всего на несколько недель в году, министры сменялись беспрестанно, при этом на смену одним, малокомпетентным и непопулярным, приходили другие, ничуть не лучше. За 1916 год Николай II сменил четырёх председателей Совета министров (Ивана Горемыкина, Бориса Штюрмера, Александра Трепова и князя Николая Голицына), четырёх министров внутренних дел (Алексея Хвостова, Штюрмера, Александра Хвостова и Александра Протопопова), трёх министров иностранных дел (Сергея Сазонова, Штюрмера и Николая Покровского), двух военных министров (Алексея Поливанова, Дмитрия Шуваева) и трёх министров юстиции (Александра Хвостова, Александра Макарова и Николая Добровольского).

### Революция
Февральская революция 1917 года началась как стихийный порыв народных масс, однако её успеху способствовал и острый политический кризис в верхах, резкое недовольство либерально-буржуазных кругов единоличной политикой царя. Хлебные бунты, антивоенные митинги, демонстрации, стачки на промышленных предприятиях города наложились на недовольство и брожение среди многотысячного столичного гарнизона, присоединившегося к вышедшим на улицы революционным массам. 27 февраля (12 марта) 1917 всеобщая забастовка переросла в вооружённое восстание; войска, перешедшие на сторону восставших, заняли важнейшие пункты города, правительственные здания. В сложившейся обстановке царское правительство проявило неспособность к быстрым и решительным действиям. Разрозненные и немногочисленные силы, сохранявшие ему верность, оказались не в состоянии самостоятельно справиться с анархией, охватившей столицу, а несколько частей, снятых с фронта для подавления восстания, не смогли пробиться к городу.
Сам Николай II в это время находился в Могилёве в Ставке Верховного главнокомандующего, куда он уехал 22 февраля (7 марта) 1917, получив перед отъездом заверения министра внутренних дел А. Д. Протопопова в том, что ситуация в столице полностью под его контролем. О начале революции он узнал вечером 25 февраля (10 марта) 1917.
Вечером 26 февраля (11 марта) 1917, после произошедших в Петрограде массовых расстрелов участников демонстраций, председатель Совета министров князь Н. Д. Голицын решил объявить перерыв в работе Государственной думы и Государственного совета до апреля, доложив об этом Николаю II. Депутаты (за исключением правых партий) решили, однако, формально подчинившись указу о роспуске, собраться 27 февраля (12 марта) 1917 под видом «частного совещания». Был сформирован орган власти — Временный комитет Государственной думы («Комитет членов Государственной думы для водворения порядка в столице и для сношения с лицами и учреждениями»), председателем которого стал октябрист Михаил Родзянко. Практически одновременно образовался второй центр власти — Исполком Петроградского совета рабочих депутатов, руководство в котором осуществляли эсеры и меньшевики.

### Отречение
27 февраля (12 марта) 1917 в Ставку пришла телеграмма военного министра Беляева, заявлявшего о практически поголовном переходе Петроградского гарнизона на сторону революции и требовавшего присылки лояльных царю войск. Восстание столичного гарнизона сильно осложнило положение царя, однако в распоряжении Николая II как Верховного главнокомандующего всё ещё находилась многомиллионная армия на фронте. Генерал Алексеев, доложив Николаю II о развитии ситуации в Петрограде, предложил для восстановления спокойствия в столице направить туда сводный отряд во главе с начальником, наделённым чрезвычайными полномочиями. Николай II приказал генерал-адъютанту Иванову взять под охрану царскую семью и навести порядок в Петрограде.

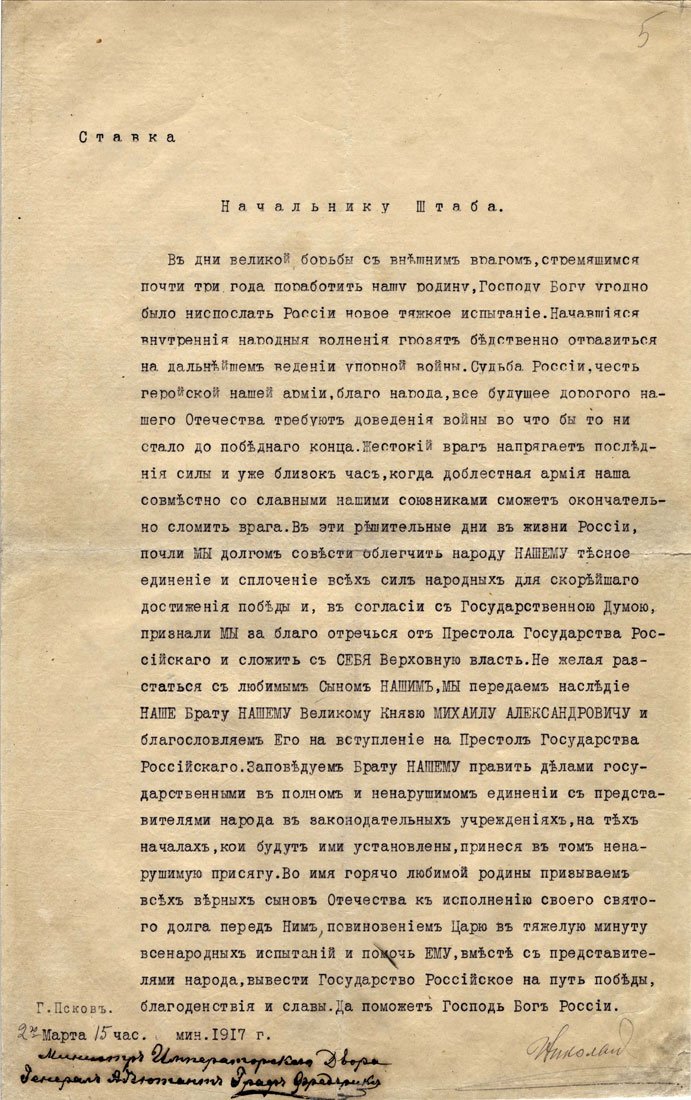
Отречение от престола императора Николая II. 2 марта 1917 Машинопись. 35 × 22.
В правом нижнем углу карандашом подпись Николая II: Николай;
в левом нижнем углу чёрными чернилами поверх карандаша заверительная надпись рукой Владимира Фредерикса:
министр императорского двора генерал-адъютант граф Фредерикс

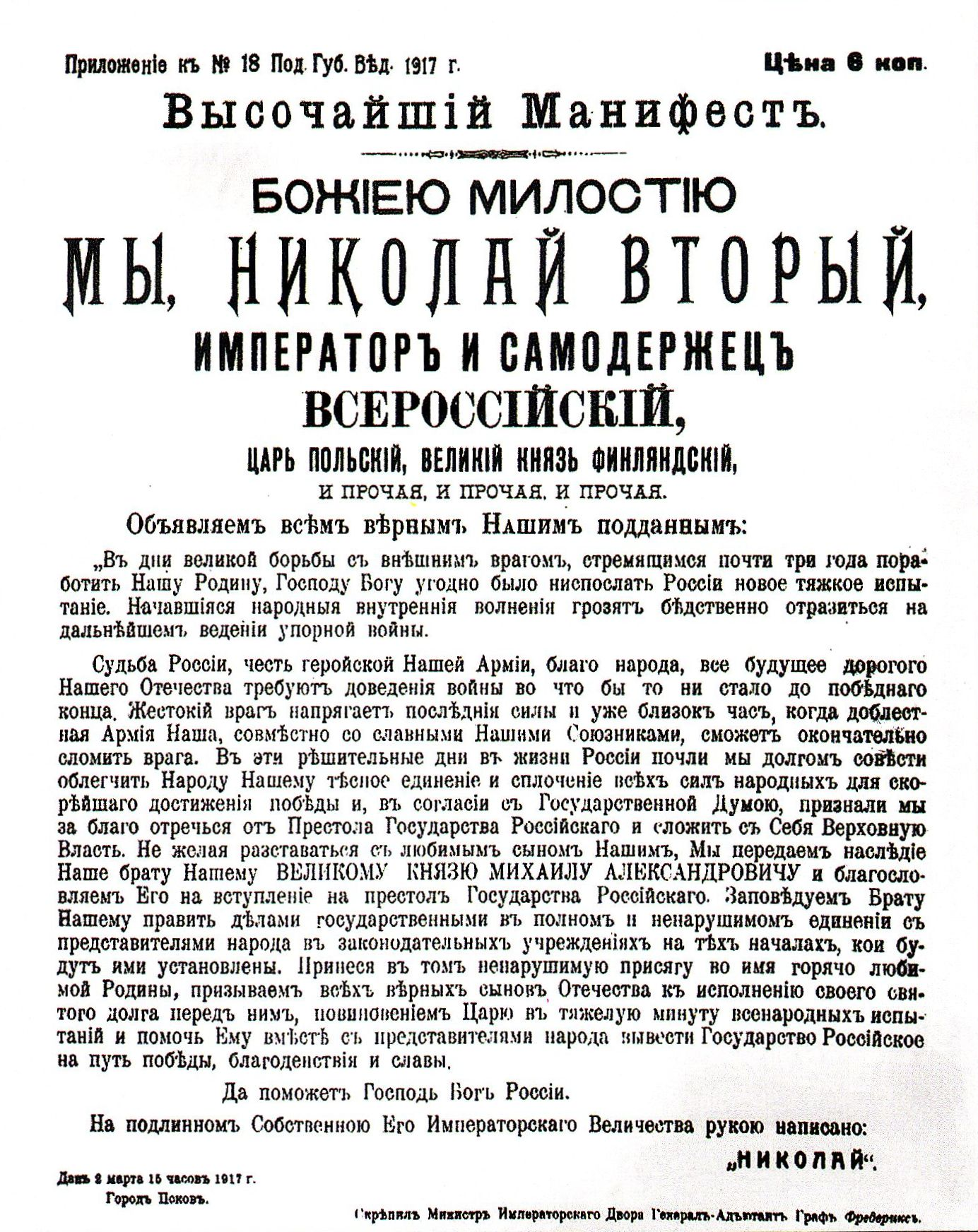
Манифест об отречении. Цена 6 коп.

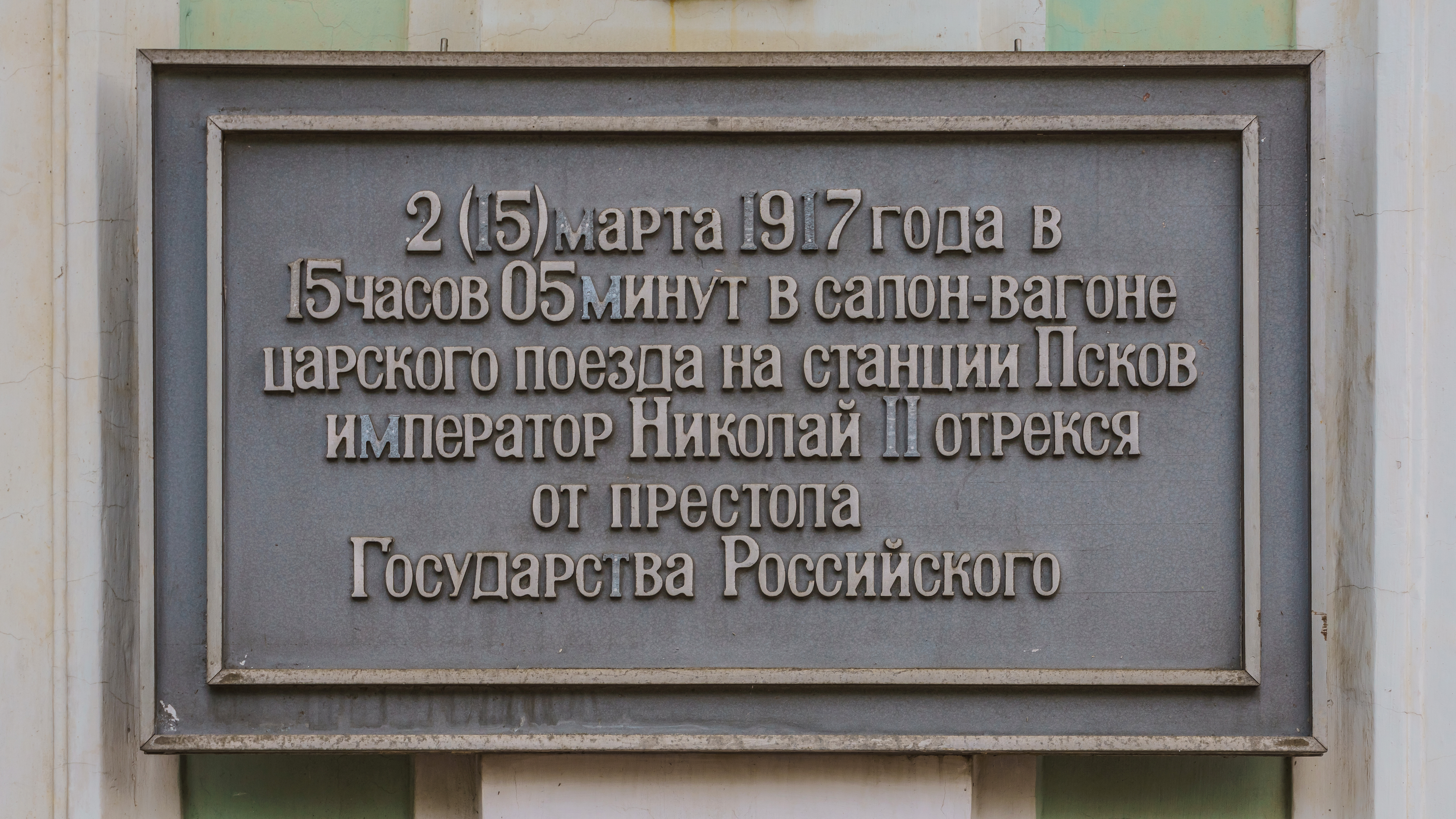
Псков. Памятная доска на здании вокзала

Тем временем в Петрограде правительство фактически прекратило своё существование. Временный комитет Государственной думы самочинно объявил, что берёт власть в свои руки ввиду прекращения правительством князя Голицына своей деятельности.
Утром 28 февраля (13 марта) 1917 императорские поезда покинули Могилёв, которым предстояло преодолеть около 950 вёрст по маршруту Могилёв — Орша — Вязьма — Лихославль — Тосно — Гатчина — Царское Село. К утру 1 марта литерные поезда смогли добраться через Бологое лишь до Малой Вишеры, где они были вынуждены развернуться и отправиться обратно на Бологое, откуда лишь к вечеру 1 марта прибыли в Псков, где находился штаб Северного фронта. За это время беспорядки в Петрограде фактически закончились победой восставших, подавивших оба центра прежней власти — Совет министров и штаб Петроградского военного округа. В ночь на 28 февраля (13 марта) 1917 был захвачен Мариинский дворец, в котором ранее заседало правительство, а к полудню остатки войск, сохранявшие верность правительству, были распущены из здания Адмиралтейства по казармам.
В сложившейся ситуации на первое место вышло настроение царского генералитета, его готовность организовать подавление революции. Ключевыми фигурами стали командующие фронтами и флотами и в первую очередь — начальник штаба Верховного главнокомандующего генерал Алексеев. Именно Алексеев отказался от намерения установить контроль над министерством путей сообщения, а после этого циркулярной телеграммой остановил все боеспособные части, направлявшиеся к Петрограду, сообщив им, что беспорядки в Петрограде пошли на убыль и надобность в подавлении мятежа отпала. Генерал Иванов получил приказ Алексеева уже в Царском Селе.
Вечером 1 (14) марта 1917 царский поезд прибыл в Псков, где находился штаб армий Северного фронта, которым командовал генерал Рузский. Генерал Рузский по своим политическим убеждениям считал самодержавную монархию анахронизмом и недолюбливал Николая II лично.
К этому времени поступили сообщения о дальнейшем ухудшении обстановки — начале беспорядков в Москве и Кронштадте, убийстве военного губернатора Кронштадта вице-адмирала Р. Н. Вирена. Генерал Алексеев, на которого в отсутствие царя в Ставке легли обязанности Верховного главнокомандующего, направил Николаю II телеграмму, в которой предупредил его об опасности того, что беспорядки могут перекинуться и на армию, что может привести к «позорному окончанию войны со всеми тяжёлыми для России последствиями». Генерал призвал царя немедленно «принять меры к успокоению населения и восстановить нормальную жизнь в стране», предупредив, что «подавление беспорядков силою, при нынешних условиях, опасно и приведёт Россию и армию к гибели»:
«Пока Государственная дума старается водворить возможный порядок, но если от Вашего Императорского Величества не последует акта, способствующего общему успокоению, власть завтра же перейдёт в руки крайних элементов и Россия переживёт все ужасы революции. Умоляю Ваше Величество, ради спасения России и династии, поставить во главе правительства лицо, которому бы верила Россия и поручить ему образовать кабинет. 
В настоящее время это единственное спасение. Медлить невозможно и необходимо это провести безотлагательно. 
Докладывающие Вашему Величеству противное, бессознательно и преступно ведут Россию к гибели и позору и создают опасность для династии Вашего Императорского Величества».
После получения этой телеграммы Николай II принял генерала Рузского, который также стал убеждать его в необходимости учреждения правительства, ответственного перед Думой. Переговоры затянулись до поздней ночи. Переломным моментом, несомненно, стало получение в 22:20 проекта предполагаемого манифеста об учреждении ответственного правительства, который был подготовлен в Ставке и направлен в Псков за подписью генерала Алексеева. В час ночи 2 (15) марта 1917 Николай II передал генералу Иванову указание не предпринимать никаких действий и поручил Рузскому сообщить Алексееву и Родзянко, что он согласен на формирование ответственного правительства. Тогда же генерал Рузский приказал остановить продвижение выделенных им войск к Петрограду и возвратить их на фронт и телеграфировал в Ставку об отозвании войск, посланных с Западного фронта. Вооружённое подавление мятежа в столице не состоялось.
Позднее Николай II в общении с близкими жаловался на грубость и давление со стороны генерала Рузского, благодаря которым тот принудил его изменить своим нравственным и религиозным убеждениям и согласиться на уступки, которых он не собирался делать. Для Николая II и для его супруги просто отречение представлялось нравственно гораздо более приемлемым, чем добровольный отказ от взятой на себя ответственности за Россию и создание «правительства, ответственного перед Думой».
Связавшись с Родзянко рано утром 2 (15) марта 1917, Рузский сообщил, что в результате длительных переговоров Николай II в конце концов согласился поручить ему формирование правительства, ответственного «перед законодательными палатами», и предложил передать ему текст соответствующего царского манифеста. Родзянко, однако, заявил, что ситуация в столице настолько радикально изменилась, что требование ответственного министерства себя уже изжило и на повестку дня выходит «требование отречения в пользу сына, при регентстве Михаила Александровича».

Генерал Алексеев, получив в ставке телеграмму с изложением этого разговора, по собственной инициативе отправил его краткое изложение всем главнокомандующим фронтами, кроме Северного, попросив их срочно подготовить и направить в Ставку своё мнение: 
Обстановка, по-видимому, не допускает иного решения… Необходимо спасти действующую армию от развала, продолжать до конца борьбу с внешним врагом, спасти независимость России и судьбу династии. Это нужно поставить на первый план хотя бы ценою дорогих уступок. Повторяю, что потеря каждой минуты может стать роковой для существования России и что между высшими начальниками действующей армии нужно установить единство мыслей и спасти армию от колебаний и возможных случаев измены долгу. Армия должна всеми силами бороться со внешним врагом, а решения относительно внутренних дел должны избавить её от искушения принять участие в перевороте, который безболезненно совершится при решении сверху. Если вы разделяете этот взгляд, то не благоволите ли телеграфировать спешно свою верноподданническую просьбу Его Величеству через Главкосева. Между высшими начальниками действующей армии нужно установить единство мыслей и целей и спасти армии от колебаний и возможных случаев измены долгу. 2 марта 1917 г.
Командующих флотами Алексеев не опрашивал, хотя и Непенин, и Колчак, как и командующие фронтами, напрямую подчинялись Верховному главнокомандующему: по мнению историка П. Н. Зырянова, в этом сказалось пренебрежительное отношение русского генералитета к флоту. Вечером 2 марта командующий Черноморским флотом А. В. Колчак получил от Алексеева телеграмму, в которой для сведения приводились тексты телеграмм от командующих фронтами Николаю II с просьбами об отречении. Осведомительная телеграмма не требовала ответа, но командующие Балтийским и Черноморским флотами в одинаковой ситуации повели себя совершенно по-разному: Непенин 2 марта отправил Государю телеграмму, в которой присоединялся к просьбам отречься от престола, а Колчак решил не отвечать на телеграмму.
2 марта в 14:00 — 14:30 начали поступать ответы от командующих фронтами. Великий князь Николай Николаевич заявил, что «как верноподданный считаю по долгу присяги и по духу присяги коленопреклонённо молить государя отречься от короны, чтобы спасти Россию и династию»; за отречение высказались также генералы Эверт (Западный фронт), Брусилов (Юго-Западный фронт), Сахаров (Румынский фронт), командующий Балтийским флотом адмирал Непенин (по собственной инициативе, вечером 2 марта).

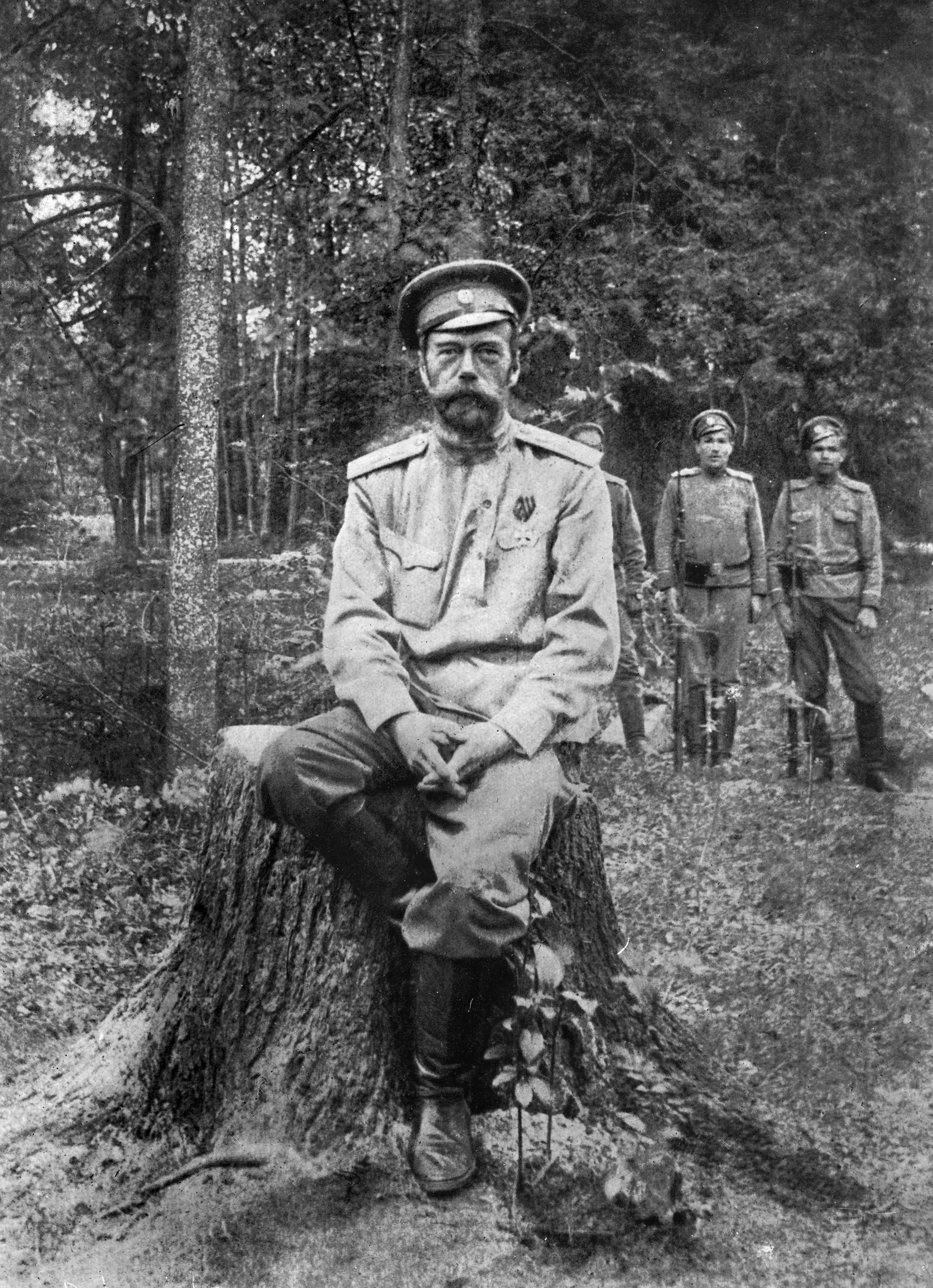
Фотография Николая Романова, сделанная после его отречения в 1917 году в Царском Селе

После некоторого раздумья Николай II объявил о своём отречении в пользу наследника-цесаревича, при котором великий князь Михаил Александрович назначался регентом. Для царской свиты, следовавшей с императором в поезде, отречение стало большой неожиданностью. Николай показал коменданту Воейкову В. Н. стопку телеграмм командующих фронтами и сказал: «А что мне осталось делать — меня все предали, даже Николаша» (великий князь Николай Николаевич).
Во второй половине дня Рузскому сообщили, что в Псков выезжают представители Государственной думы А. И. Гучков и В. В. Шульгин. Они прибыли поздно вечером, и это дало членам свиты возможность обсудить с Николаем сложившееся положение. Узнав, что после его отречения в пользу сына наследнику, скорее всего, придётся жить в семье регента, Николай пришёл к новому решению — отречься сразу и за своего сына, с тем, чтобы оставить его с собой. Об этом своём решении он заявил во время переговоров с думскими посланниками.
Гучков сказал, что они должны уважать отцовские чувства царя и принять его решение. Представители Думы предложили проект акта об отречении, который они привезли с собой. Император, однако, сказал, что у него есть его собственная редакция, и показал текст, который по его указанию был составлен в Ставке. Он уже внёс в него изменения относительно преемника; фраза о присяге нового императора была тут же согласована и тоже внесена в текст.
2 (15) марта 1917 в 23 часа 40 минут Николай передал Гучкову и Шульгину манифест об отречении, который, в частности, гласил: «Заповедуем брату нашему править делами государства в полном и нерушимом единении с представителями народа в законодательных учреждениях, на тех началах, кои будут ими установлены, принеся в том ненарушимую присягу».
Кроме Акта об отречении Николай II подписал ряд других документов: указ Правительствующему сенату об увольнении в отставку прежнего состава Совета министров и о назначении князя Г. Е. Львова председателем Совета министров, приказ по Армии и Флоту о назначении великого князя Николая Николаевича Верховным главнокомандующим. Официально указывалось, что отречение имело место в 15:05, то есть именно в тот момент, когда фактически принято было решение о нём, — чтобы не создалось впечатление, что отречение произошло под давлением делегатов Думы; время указов о назначении было проставлено как 14:00, чтобы они имели законную силу как сделанные законным императором до момента отречения и для соблюдения принципа преемственности власти.
В 6 часов утра 3 (16) марта 1917 Временный комитет Государственной думы связался с великим князем Михаилом Александровичем, сообщив ему об отречении уже бывшего императора в его пользу.
Во время встречи утром 3 (16) марта 1917 с великим князем Михаилом Родзянко заявил, что в случае принятия им престола немедленно разразится новое восстание, и следует передать рассмотрение вопроса о монархии Учредительному собранию. Его поддержал Александр Керенский. Выслушав представителей Думы, великий князь потребовал разговора с Родзянко наедине и спросил, может ли Дума гарантировать его личную безопасность. Выслушав, что не может, великий князь Михаил подписал манифест об отказе от престола.
Согласно мемуарам генерала А. И. Деникина, Алексеев доверительно сообщил ему, что, прибыв в Ставку, император сказал ему, что переменил своё прежнее решение и просит известить Временное правительство, что он теперь хочет отречься в пользу сына. Николай II якобы дал Алексееву соответствующую телеграмму, адресованную Временному правительству. Телеграмма, однако, так и не была отправлена Алексеевым. Алексеев, не выполнив просьбу императора и намеренно её скрыв, объяснял это впоследствии тем, что было уже слишком поздно что-то менять, так как уже были опубликованы два манифеста об отречении — Николая II и Михаила Александровича (историк В. М. Хрусталёв назвал эти объяснения «неубедительными», поскольку документы об обоих отречениях — Николая и Михаила — были опубликованы только на следующий день, 4 марта). По словам Деникина, этот документ хранился у Алексеева до конца мая 1918 года, когда он, передавая верховное командование Добровольческой армией, передал Деникину и упомянутую телеграмму. С. Мельгунов, однако, подвергал сомнению версию Деникина о некой новой телеграмме. Он указывал на то, что телеграмма с извещением об отречении в пользу сына была составлена Николаем II сразу после полудня 2 марта в Пскове, но не была отправлена и впоследствии действительно была обнаружена советскими историками в архивах Ставки. Когда к вечеру того же дня в Псков прибыли думские депутаты Гучков и Шульгин, Николай II к этому времени уже переменил решение и объявил об отречении в пользу брата. Мельгунов считает, таким образом, что телеграмма, о которой Алексеев говорил Деникину, была именно та, которую император составил 2 марта.
8 (21) марта 1917 исполком Петросовета, когда стало известно о планах царя отъехать в Англию, постановил арестовать царя и его семью, конфисковать имущество и лишить гражданских прав. В Царское Село прибыл новый командующий Петроградским округом генерал Л. Г. Корнилов, арестовавший императрицу и расставивший караулы, в том числе для защиты царя от взбунтовавшегося царскосельского гарнизона.
8 (21) марта 1917 перед отъездом Николай II попытался в последний раз обратиться к войскам, это обращение более известно как «Последний приказ». Генерал Алексеев передал этот приказ в Петроград с некоторыми правками (см. ниже), однако Временное правительство под давлением Петросовета отказалось публиковать его.

«В последний раз обращаюсь к Вам, горячо любимые мною войска. После отречения моего за себя и за сына моего от престола Российского, власть передана Временному правительству, по почину Государственной Думы возникшему. Да поможет ему Бог вести Россию по пути славы и благоденствия. Да поможет Бог и Вам, доблестные войска, отстоять Россию от злого врага. В продолжении двух с половиной лет Вы несли ежечасно тяжёлую боевую службу, много пролито крови, много сделано усилий, и уже близок час, когда Россия, связанная со своими доблестными союзниками одним общим стремлением к победе, сломит последнее усилие противника. Эта небывалая война должна быть доведена до полной победы.
Кто думает о мире, кто желает его — тот изменник Отечества, его предатель. Знаю, что каждый честный воин так мыслит. Исполняйте же Ваш долг, защищайте доблестную нашу Великую Родину, повинуйтесь Временному правительству, слушайте Ваших начальников, помните, что всякое ослабление порядка службы только на руку врагу.
Твёрдо верю, что не угасла в Ваших сердцах беспредельная любовь к нашей Великой Родине. Да благословит Вас Господь Бог и да ведёт Вас к победе Святой Великомученик и Победоносец Георгий.
8-го марта 1917 г.

Ставка. НИКОЛАЙ.»
В Гос. архиве РФ имеется несколько другой документ: письмо генерал-квартирмейстера при Верховном главнокомандующем генерал-лейтенанта А. С. Лукомского дежурному генералу при Верховном главнокомандующем с приложением обращения, написанного Николаем II к войскам:
Генерал-квартирмейстеру при Верховном Главнокомандующем 10 марта 1917 года. № 2129. Ставка.
Дежурному генералу при Верховном Главнокомандующем.
По приказанию Начальника Штаба Верховного Главнокомандующего препровождаю при сем собственноручную записку отрекшегося от Престола Императора Николая II Александровича, каковую записку Начальник Штаба приказал подшить к делу Штаба Верховного Главнокомандующего для хранения, как исторический документ.
Приложение: записка.
Генерал-лейтенант Лукомский. Генерального штаба подполковник Барановский.
Приложение:
В последний раз обращаюсь к вам горячо любимые войска. В продолжении двух с половиной лет несли вы ежечасно тяжёлую боевую службу.

К вам, горячо любимые мною войска, обращаюсь с настоятельным призывом отстоять нашу родную землю от злого противника. Россия связана со своими доблестными союзниками одним общим стремлением к победе. Нынешняя небывалая война должна быть доведена до полного поражения врагов. Кто думает теперь о мире и желает его, тот изменник своего Отечества — предатель его. Знаю, что каждый честный воин так понимает и так мыслит. Исполняйте ваш долг как до сих пор. Защищайте нашу великую Россию изо всех сил. Слушайте ваших начальников. Всякое ослабление порядка службы (дисциплины) только на руку врагу. Твёрдо верю, что не угасла в ваших сердцах беспредельная любовь к Родине. Да благословит вас Господь Бог на дальнейшие подвиги и да ведёт вас от победы к победе Святой Великомученик и Победоносец Георгий.
Перед отъездом Николая из Могилёва представитель Думы в Ставке заявил ему, что он «должен считать себя как бы арестованным».
8 (21) марта 1917 Николай записал в своём дневнике:

«Последний день в Могилёве. В 10 ч. подписал прощальный приказ по армиям. В 10½ ч. пошёл в дом дежурства, где простился с со всеми чинами штаба и управлений. Дома прощался с офицерами и казаками конвоя и Сводного полка — сердце у меня чуть не разорвалось! В 12 час. приехал к мам’а в вагон, позавтракал с ней и её свитой и остался сидеть с ней до 4½ час. Простился с ней, Сандро, Сергеем, Борисом и Алеком. Бедного Нилова не пустили со мною. В 4.45 уехал из Могилёва, трогательная толпа людей провожала. 4 члена Думы сопутствуют в моём поезде! Поехал на Оршу и Витебск. Погода морозная и ветреная. Тяжело, больно и тоскливо».
9 (22) марта 1917 в 11:30 царь прибыл в Царское Село.

## По отречении
С 9 (22) марта 1917 по 1 (14) августа 1917 года Николай II, его жена и дети жили под арестом в Александровском дворце Царского Села.

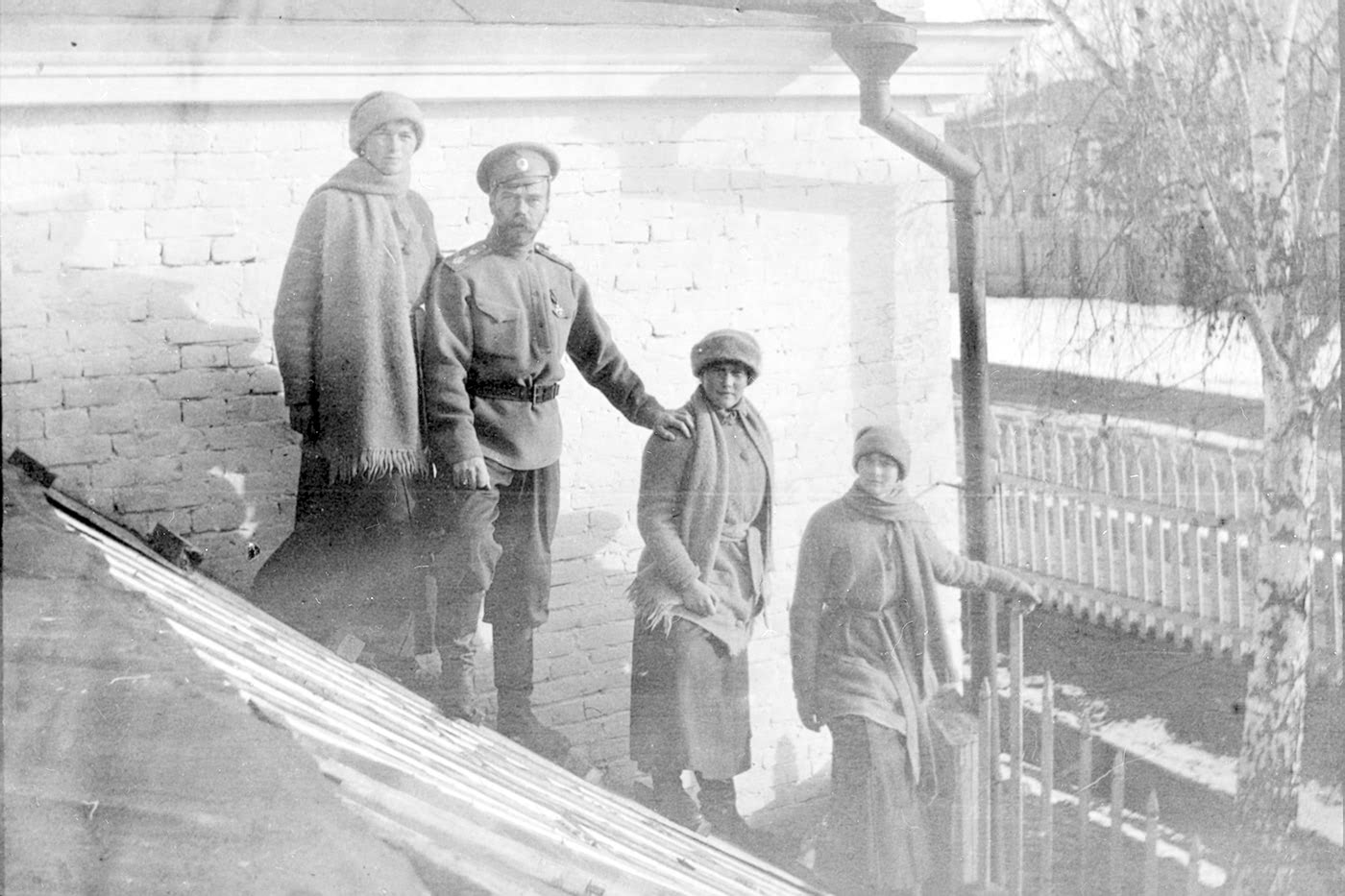
Николай Романов с дочерьми Ольгой, Анастасией и Татьяной в Тобольске зимой 1917 года

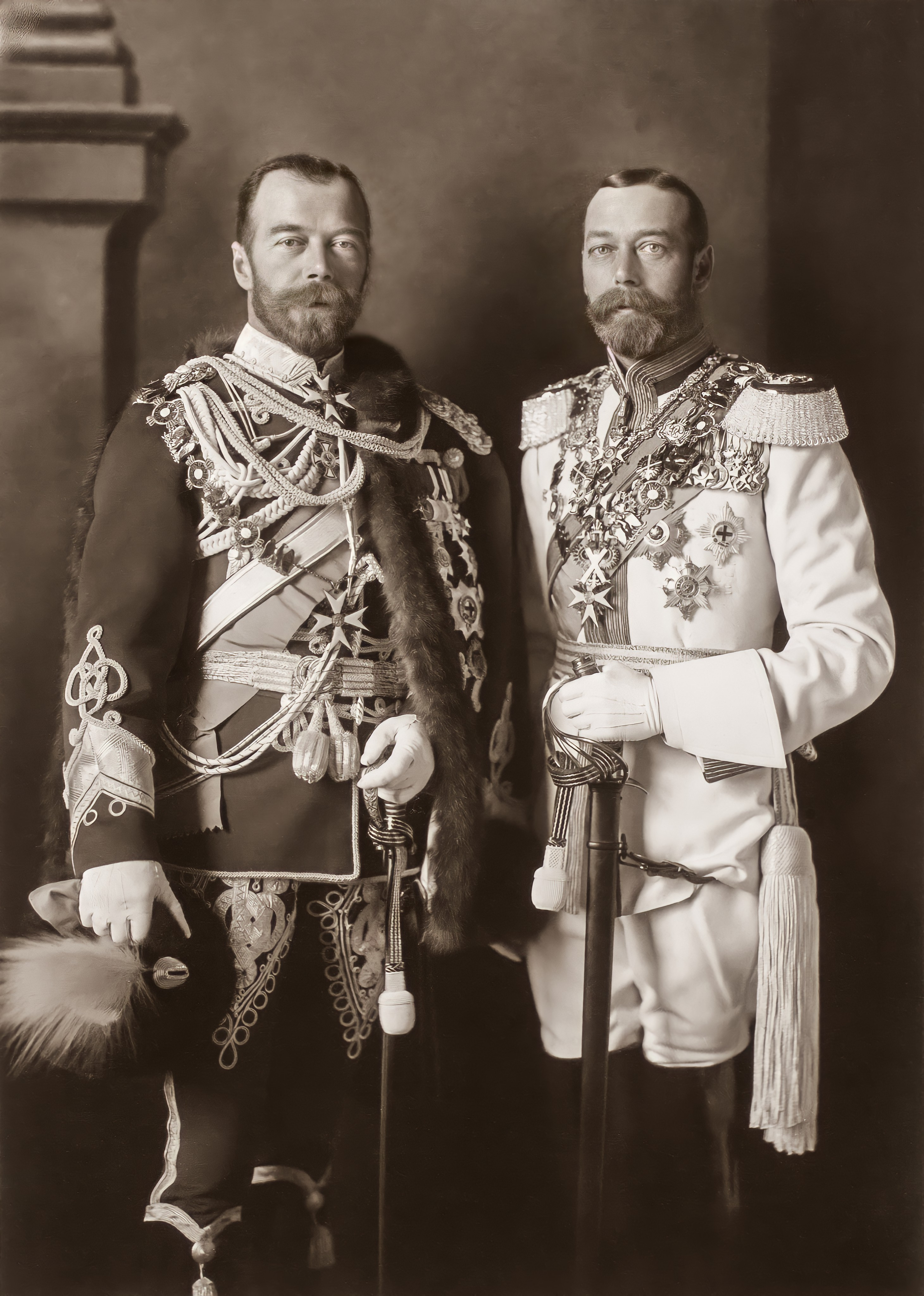
Император Николай II и король Георг V (1913)

В конце марта министр Временного правительства П. Н. Милюков пытался отправить Николая и его семью в Англию, на попечение Георга V, на что было получено предварительное согласие британской стороны; но в апреле, вследствие нестабильной внутриполитической ситуации в самой Англии, король предпочёл отказаться от такого плана — согласно некоторым свидетельствам, вопреки совету премьер-министра Ллойда Джорджа. Тем не менее, в 2006 году стали известны некоторые документы, говорящие о том, что вплоть до мая 1918 года подразделение MI 1 британского военного разведывательного управления осуществляло подготовку к операции по спасению Романовых, которая так и не была доведена до стадии практического осуществления.
Ввиду усиления революционного движения и анархии в Петрограде, Временное правительство, опасаясь за жизнь арестантов, решило перевести их вглубь России — в Сибирь, в Тобольск. Им разрешили взять из дворца необходимую мебель, личные вещи, а также предложить обслуживающему персоналу по желанию добровольно сопровождать их к месту нового размещения и дальнейшей службы. Накануне отъезда приехал глава Временного Правительства А. Ф. Керенский и привёз с собой брата бывшего императора — Михаила Александровича. Братья виделись в последний раз.
1 (14) августа 1917 года в 6 часов 10 минут железнодорожный состав с членами императорской семьи и обслуги под вывеской «Японская миссия Красного Креста» отправился из Царского Села (с железнодорожной станции Александровская). 4 (17) августа 1917 состав прибыл в Тюмень, далее арестованных на пароходах «Русь», «Кормилец» и «Тюмень» по реке перевезли к вечеру 6 (19) августа 1917 в Тобольск. Николай с семьёй несколько дней жил на пароходе «Русь», ожидая ремонта «дома свободы» (бывшего дома генерал-губернатора). 11 (24) августа 1917 года они переселились в дом. К концу августа часть площади перед домом огородили деревянным забором для прогулок семьи. Часть охраны и сопровождающих поселили напротив — в доме купцов Корниловых. Семье разрешили ходить через улицу и бульвар на богослужение в церковь Благовещения. Режим охраны здесь был гораздо более лёгкий, чем в Царском Селе. Семья вела спокойную, размеренную жизнь.

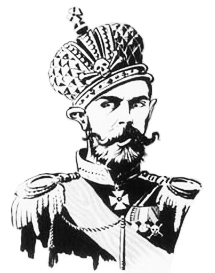
Фрагмент большевистского агитационного плаката «Царь, поп и кулак»

В начале апреля 1918 года Президиум Всероссийского Центрального исполнительного комитета (ВЦИК) санкционировал перевод Романовых в Москву с целью проведения суда над ними. В конце апреля 1918 года арестанты были перевезены в Екатеринбург, где для размещения Романовых был реквизирован частный дом. Здесь же с ними проживали пять человек обслуживающего персонала: врач Боткин, лакей Трупп, комнатная девушка Демидова, повар Харитонов и поварёнок Седнёв.
В ночь с 16 на 17 июля 1918 года Николай II, Александра Фёдоровна, их дети, доктор Боткин и три человека прислуги (кроме поварёнка Седнёва) были убиты в особняке Ипатьева в Екатеринбурге.

## Религиозность и взгляд на свою власть. Церковная политика
Бывший членом Святейшего синода в предреволюционные годы протопресвитер Георгий Шавельский (тесно общался с императором в Ставке во время мировой войны), находясь в эмиграции, свидетельствовал о «смиренной, простой и непосредственной» религиозности царя, о неукоснительном посещении им воскресных и праздничных богослужений, о «щедром излиянии многих благодеяний для Церкви». О его «искренней набожности, проявляемой при всяком богослужении» писал также оппозиционный политик начала XX века Виктор Обнинский. Генерал Мосолов отмечал: «Царь вдумчиво относился к своему сану помазанника Божия. Надо было видеть, с каким вниманием он рассматривал просьбы о помиловании осуждённых на смертную казнь. <…> Он воспринял от отца, которого почитал и которому старался подражать даже в житейских мелочах, незыблемую веру в судьбоносность своей власти. Его призвание исходило от Бога. Он ответствовал за свои действия только пред совестью и Всевышним. <…> Царь отвечал пред совестью и руководился интуициею, инстинктом, тем непонятным, которое ныне зовут подсознанием <…>. Он склонялся лишь пред стихийным, иррациональным, а иногда и противным разуму, пред невесомым, пред своим, всё возрастающим мистицизмом».

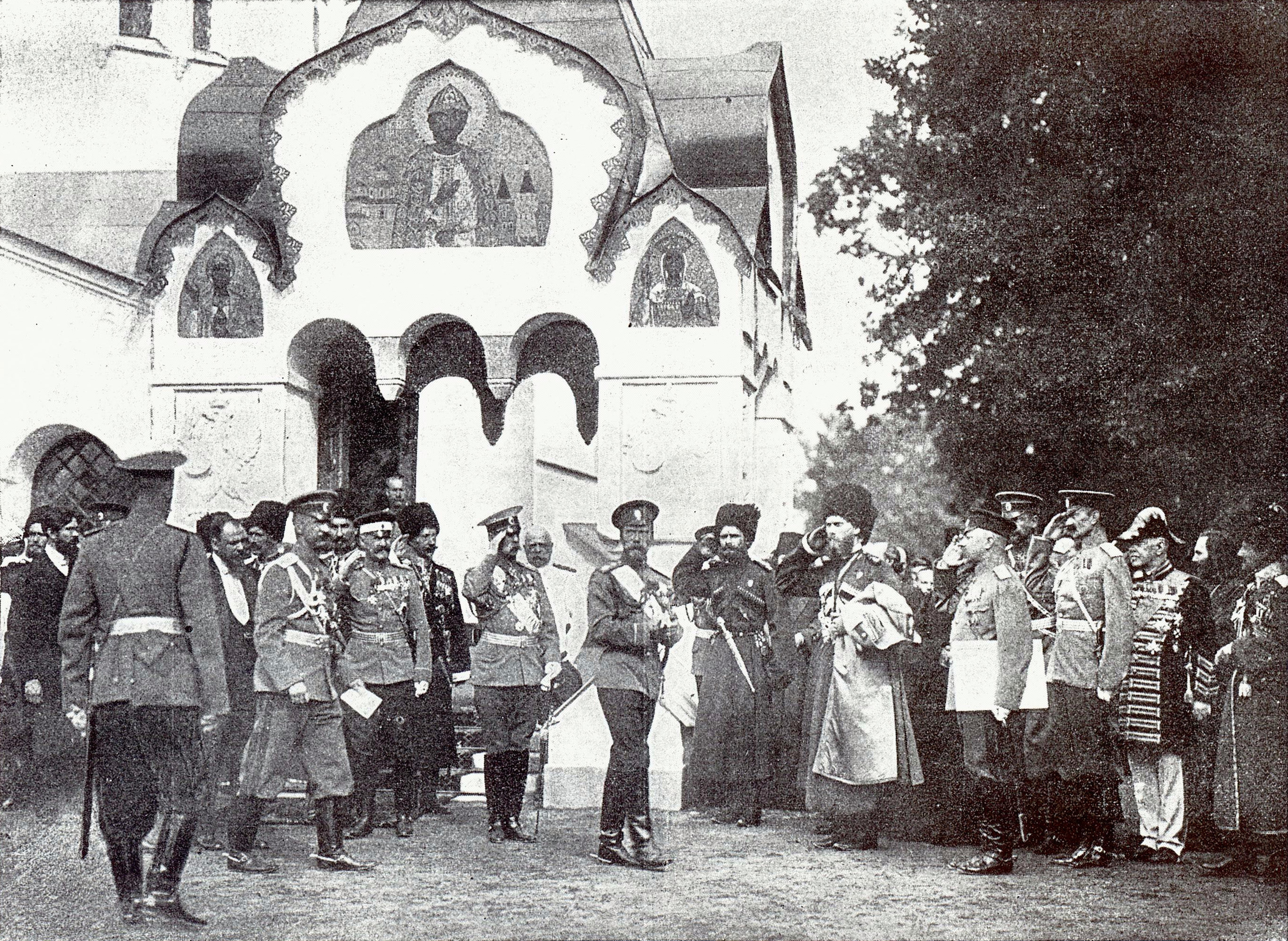
Приём Николаем II депутации после освящения Фёдоровского Государева собора в Царском Селе. Фото 1912 года

Бывший товарищем министра внутренних дел Владимир Гурко в своём эмигрантском сочинении 1927 года подчёркивал:

Представление Николая II о пределах власти русского самодержца было во все времена превратное. <…> Видя в себе, прежде всего, помазанника Божьего, он почитал всякое своё решение законным и по существу правильным. «Такова моя воля», — была фраза, неоднократно слетавшая с его уст и долженствовавшая, по его представлению, прекратить всякие возражения против высказанного им предположения. Regis voluntas suprema lex esto — вот та формула, которой он был проникнут насквозь. Это было не убеждение, это была религия. <…> Игнорирование закона, непризнание ни существующих правил, ни укоренившихся обычаев было одной из отличительных черт последнего русского самодержца".
Таким воззрением на характер и природу своей власти, по мнению Гурко, обусловливалась и степень благорасположения императора к своим ближайшими сотрудникам: «Он расходился с министрами не на почве разногласий в понимании порядка управления той или иной отраслью государственного строя, а, лишь оттого, если глава какого-нибудь ведомства проявлял чрезмерное доброжелательство к общественности, а, особенно, если он не хотел и не мог признать царскую власть во всех случаях безграничной. <…> В большинстве случаев разномыслие между Царём и его министрами сводились к тому, что министры отстаивали законность, а Царь настаивал на своём всесилии. В результате сохраняли расположение Государя лишь такие министры, как Н. А. Маклаков или Штюрмер, согласные для сохранения министерских портфелей на нарушение любых законов».
Американский учёный Р. Уортман даёт следующий анализ взглядов Николая II на свою власть:

Первая после коронации Николая II публичная демонстрация патриархальных ритуалов была предпринята им в 1900 году, когда царь готовился к Пасхе, важнейшему празднику православного календаря. В марте 1900 года императорская семья прибыла в Москву для пасхальных торжеств, это было первое за 50 лет «высочайшее» посещение города во время Пасхи. Празднование было широко освещено в прессе. Кроме статей в газетах правительство опубликовало специальный отчёт, который был разослан бесплатно 110 тысячам подписчиков «Сельского вестника», органа Министерства внутренних дел. Параллели с XVII веком были намеренно подчёркнуты.
Кульминацией всех детально продуманных церемоний было шествие в пасхальную ночь в храм Христа Спасителя; император в форме Преображенского полка и императрица в белом русском платье, сопровождаемые высшими сановниками, вышли из Кремлёвского дворца и направились к храму. В высочайшем рескрипте на имя московского генерал-губернатора вел. кн. Сергея Александровича Николай писал, что обрёл единение со своим народом — и что «тихая радость» наполнила его душу. Встреча Пасхи вместе с предстоящими во храме давала ему духовный мандат: «В молитвенном единении с моим народом я почерпаю новые силы на служение России для её блага и славы».

Вдохновлённый этими событиями, Николай все более проникался уверенностью в иерархическом характере своей политической власти. Министр внутренних дел Д. С. Сипягин поддерживал этот «образ» — образ московского царя, получившего божественную санкцию. Он убеждал Николая в том, что Бог, а не народ влияет на ход событий и что царь является избранником Божиим. Это поощрило Николая и дальше не обращать внимания на советы со стороны. Сипягин, пытаясь имитировать патриархальные обычаи и обряды Московского царства, носил платье XVII в. и во время визитов к царю старался соблюдать обряды московского двора. Он перестроил обеденный зал в неоклассическом здании своего министерства наподобие Грановитой палаты в Кремле, сделав на одной из стен роспись, изображающую Михаила Федоровича в 1613 г. Он мечтал принять царя по московскому обряду и с московским гостеприимством, и когда Николай принял его приглашение, распорядился, чтобы из Москвы были доставлены «русский обед» из многих блюд и цыганский хор. Самым зрелищным развлечением в старом московском стиле был костюмированный бал в феврале 1903 г. Николай рассматривал его не как обычный маскарад, но как первый шаг к восстановлению обрядов и костюмов московского двора. Придворные получили указание явиться на бал в одеждах XVII века. «Очень красиво выглядела зала, наполненная древними русскими людьми»,— записал Николай в своем дневнике. Но придворные рассматривали этот бал только как развлечение.
Начало XX столетия в жизни Российской церкви, светским главою которой он был по законам Российской империи, ознаменовалось движением за реформы в церковном управлении, значительная часть епископата и некоторые миряне выступали за созыв Всероссийского Поместного собора и возможное восстановление патриаршества в России. В церковных и околоцерковных кругах с 1910-х годов бытует легенда, что в марте — мае 1905 года на одной из встреч с синодалами Николай II предложил им восстановить патриаршество и одновременно рассмотреть его кандидатуру в патриархи — для чего он готов был отречься от престола (в пользу цесаревича Алексея, при регентстве брата Михаила) и уйти в монахи. Предложение было для иерархов настолько неожиданным, что они промолчали — фактически отказав царю. Эти сведения подвергались сомнению как до 1917 года, так и в последние годы. Так, в докладе Сергея Фирсова эта история названа «православным апокрифом», но и сегодня есть сторонники истинности такой версии событий; в 1905 году имели место попытки восстановить автокефалию Грузинской церкви (тогда Грузинский экзархат российского Святейшего синода). Николай II соглашался с мыслью о Соборе; но полагал его несвоевременным и в январе 1906 года учредил Предсоборное присутствие, а Высочайшим повелением от 28 февраля (12 марта) 1912 года — «при Святейшем Синоде постоянное, впредь до созыва собора, предсоборное совещание».
В начале XX веке политика по ликвидации самостоятельности Армянской Апостольской Церкви приобрела открытый характер. С подачи министра внутренних дел В. К. Плеве и наместника на Кавказе Г. С. Голицына, царское правительство 12 июня 1903 году приняло дискриминационный закон, посягавший на большую часть имущества Армянской Церкви, включая все пожертвования, которые в виде капиталов и недвижимого имущества поступали в пользу «национализированных» правительством церковных заведений. 4 мая 1904 года Плеве направил руководству губерний и областей на Кавказе секретный циркуляр, в котором давались конкретные указания в отношении армянских церквей.
1 (14) марта 1916 года повелел, «дабы на будущее время доклады обер-прокурора Его императорскому величеству по делам, касающимся внутреннего строя церковной жизни и существа церковного управления, совершались в присутствии первенствующего члена Св. Синода, в целях всестороннего канонического их освещения», что приветствовалось в консервативной печати как «великий акт царского доверия».
В его царствование было совершено беспрецедентно (для синодального периода) большое число канонизаций новых святых, причём на канонизации наиболее известного — Серафима Саровского (1903) — он настоял вопреки нежеланию обер-прокурора Синода Константина Победоносцева; были прославлены также Феодосий Черниговский (1896), Исидор Юрьевский (1898), Анна Кашинская (1909), Евфросиния Полоцкая (1910), Ефросин Синозерский (1911), Иосаф Белгородский (1911), патриарх Гермоген (1913), Питирим Тамбовский (1914), Иоанн Тобольский (1916).
Император встречался и имел продолжительные беседы с имевшими репутацию «народных святых» странниками. 20 июля 1903 года Николай II записал в своём дневнике: «В 10 / 2 приехали в Дивеевский женский монастырь. В домовой церкви настоятельницы матери Марии отслушали обедню. Затем все сели завтракать, а Аликс и я отправились к Прасковье Ивановне (блаженной). Любопытное было свидание с нею. Затем мы оба поели, а Мама с другими посетили её». Другая запись в дневнике Николая II за 14 января 1906 года сообщает: «В 4 часа к нам пришёл человек Божий Дмитрий из Козельска около Оптиной пустыни. Он принёс образ, написанный согласно видению, которое он недавно имел. Разговаривали с ним около полтора часа». Оценки подобных встреч современными историками не являются однозначными. По мнению доктора исторических наук Александра Боханова, человек XXI века должен отвлечься от современных представлений о «способе существования белковых тел» и увидеть в общении императора с невежественным юродивым «душевную радость, тот праздник, который давало верующему прикосновение к Божественному свету».
По мере нарастания в 1910-х годах вмешательства Григория Распутина (действовавшего через императрицу и лояльных ему иерархов) в синодальные дела, росло недовольство всею синодальною системой среди значительной части духовенства, которое, в большинстве, положительно отнеслось к падению монархии в марте 1917 года.

## Образ жизни, привычки, увлечения

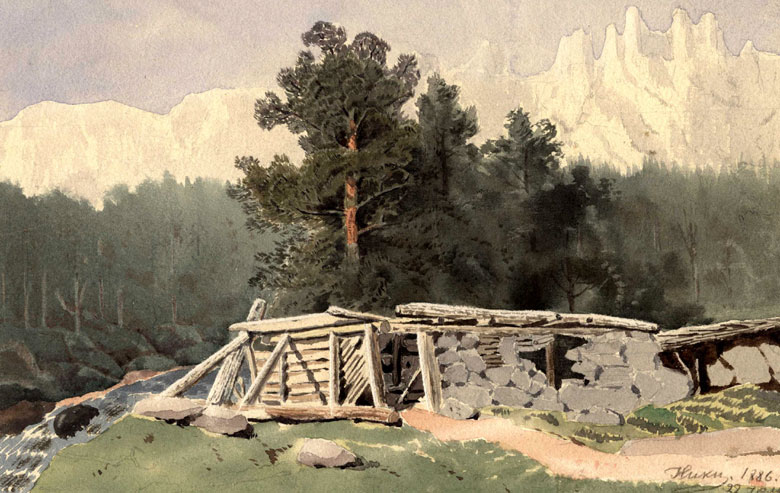
Цесаревич Николай Александрович Горный пейзаж. 1886 Бумага, акварель Подпись на рисунке: «Ники. 1886. 22 июля» Рисунок наклеен на паспарту

Большую часть времени Николай II жил с семьёй в Александровском дворце (Царское Село) или Петергофе. Летом отдыхал в Крыму в Ливадийском дворце. Для отдыха также ежегодно совершал двухнедельные поездки по Финскому заливу и Балтийскому морю на яхте «Штандарт». Читал как лёгкую развлекательную литературу, так и серьёзные научные труды, часто на исторические темы; русские и зарубежные газеты и журналы. Курил папиросы.

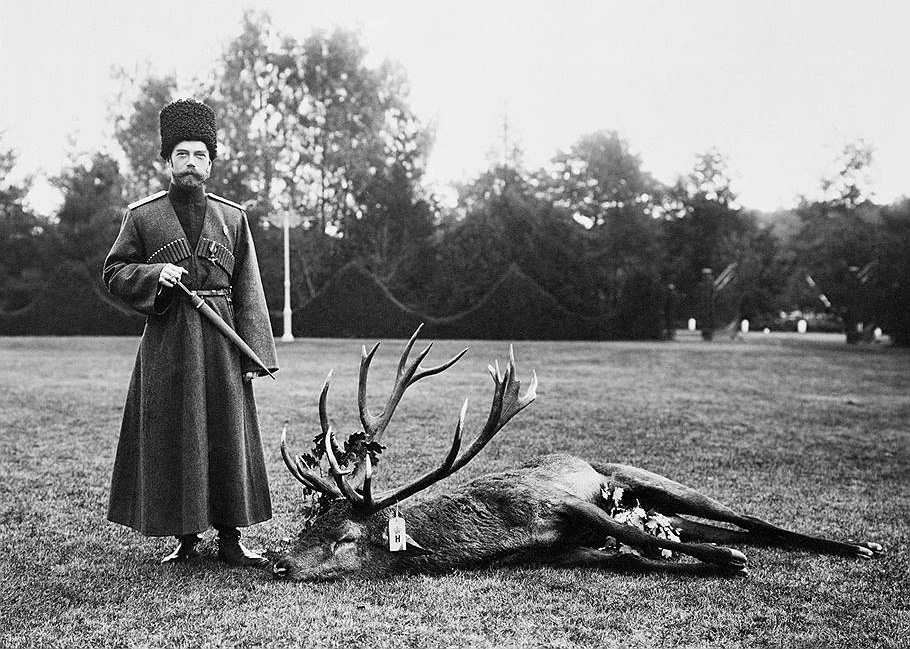
1912 год. На охоте в Спале

Увлекался фотографией, любил также смотреть кинофильмы; фотографировали также и все его дети. В 1900-е годы увлёкся новым тогда видом транспорта — автомобилями («у царя образовался один из самых обширных автомобильных парков в Европе».
Официальный правительственный орган печати в 1913 году в очерке о бытовой и семейной стороне жизни императора писал, в частности: «Государь не любит так называемых светских удовольствий. Любимым Его развлечением является наследственная страсть Русских Царей — охота. Устраивается она как в постоянных местах Царского пребывания, так и в особых для того приспособленных местах — в Спале, близ Скерневиц, в Беловежье».
В 9 лет начал вести дневник. В архиве хранятся 50 объёмистых тетрадей — подлинник дневника за 1882—1918 годы; часть их была опубликована.

Дневник императора Николая II за 1912—1913 годы

Существует дискуссия о том, что Николай II на охоте и на прогулках занимался отстрелом ворон, бездомных кошек и бродячих собак.

### Состояние
По оценкам, стоимость активов, находившихся в собственности Николая II в пересчёте к началу XXI века, составляла около 300 млрд долл. США
.

## Семья
Первая осознанная встреча цесаревича Николая с будущей супругой состоялась в январе 1889 года (второй приезд принцессы Алисы в Россию), когда и возникло взаимное влечение. В том же году Николай просил у отца разрешения на брак с нею, но получил отказ. В августе 1890 года, во время 3-го визита Алисы, родители Николая не позволили ему встретиться с ней; отрицательный результат имело и письмо в том же году великой княгине Елизавете Фёдоровне от английской королевы Виктории, в котором бабка потенциальной невесты зондировала перспективы брачного союза. Тем не менее, ввиду ухудшающегося здоровья Александра III и настойчивости цесаревича, ему было позволено отцом сделать официальное предложение принцессе Алисе и 2 (14) апреля 1894 Николай в сопровождении дядей отправился в Кобург, куда и прибыл 4 апреля. Сюда же приехали королева Виктория и германский император Вильгельм II. 5 апреля цесаревич сделал предложение принцессе Алисе, однако она колебалась из-за вопроса смены вероисповедания. Однако через три дня после семейного совета с родственниками (королева Виктория, сестра Елизавета Фёдоровна) принцесса дала своё согласие на брак и 8 (20) апреля 1894 года в Кобурге на свадьбе герцога Гессенского Эрнста-Людвига (брат Алисы) и принцессы Эдинбургской Виктории-Мелиты (дочь герцога Альфреда и Марии Александровны) состоялась их помолвка, объявленная в России простым газетным извещением. В дневнике Николай назвал этот день «Чудным и незабвенным в моей жизни».
14 (26) ноября 1894 года в дворцовой церкви Зимнего дворца состоялось бракосочетание Николая II с великой княжной Александрой Фёдоровной, принявшей это именование после миропомазания (совершено 21 октября (2 ноября) 1894 года в Ливадии на следующий день после смерти Александра III). Молодожёны первоначально поселились в Аничковом дворце рядом с императрицей Марией Фёдоровной, однако весной 1895 года переехали в Царское Село, а осенью — в Зимний дворец в свои покои.

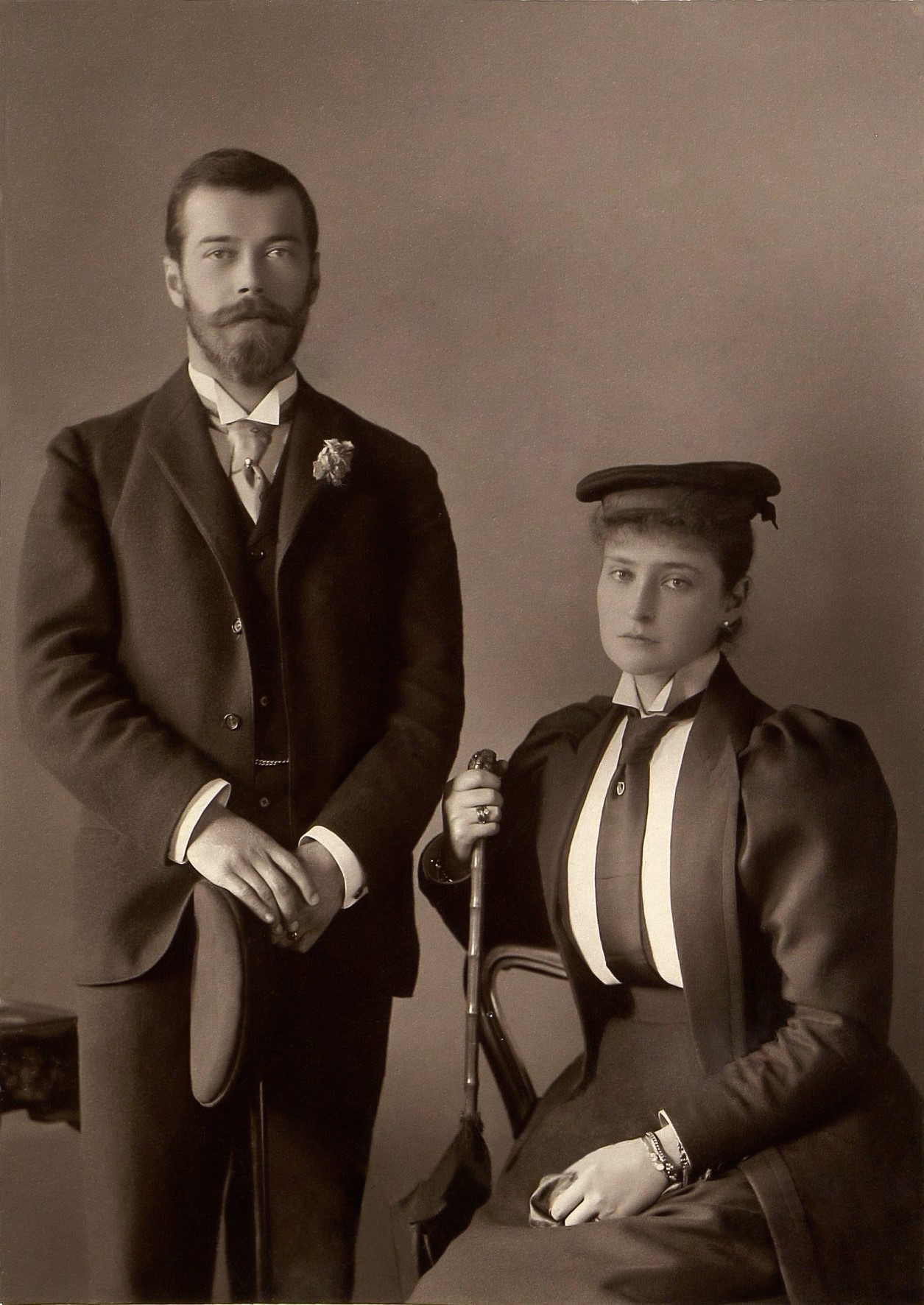
Николай Александрович с невестой Алисой после помолвки. 1894 г.

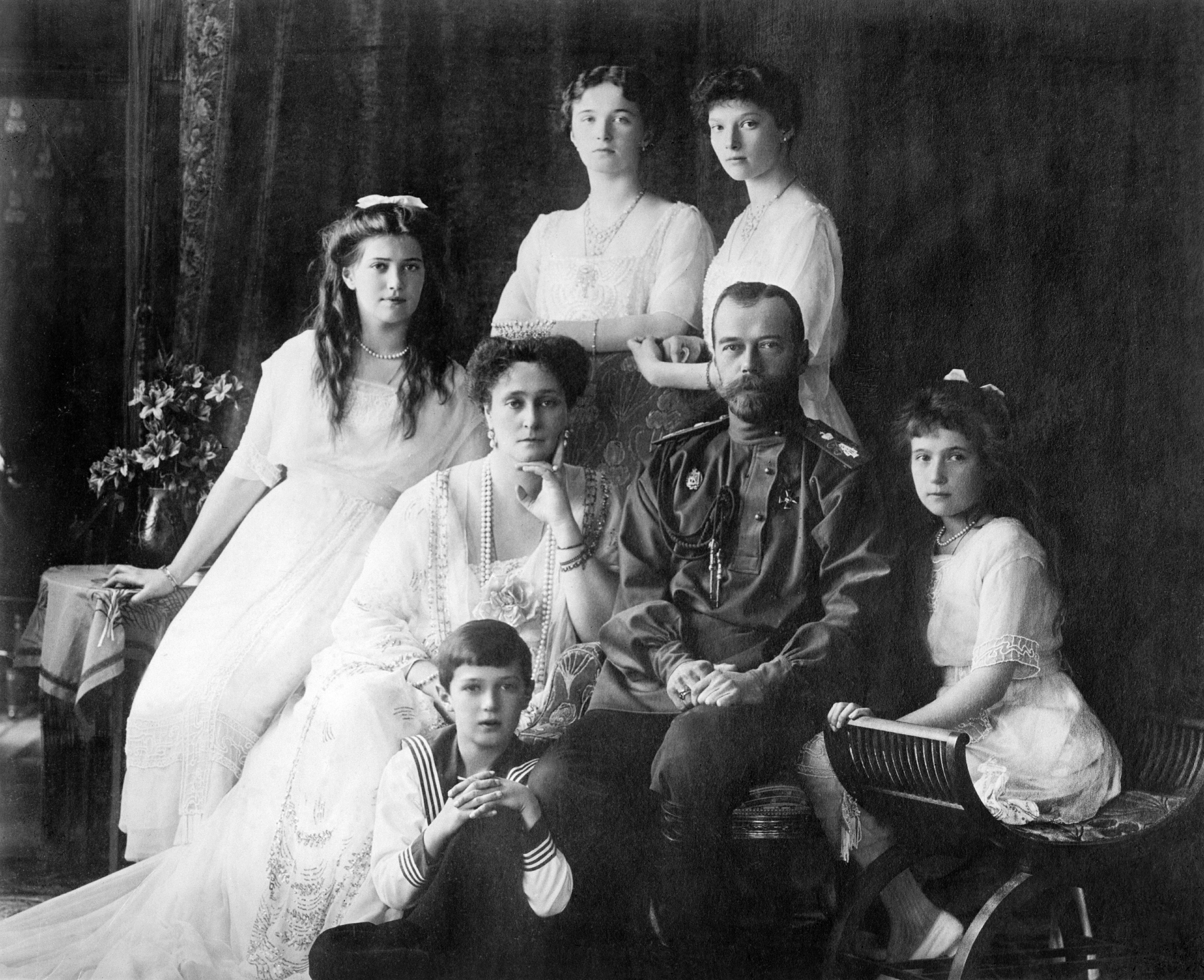
Царская семья в 1913 году

В июле-сентябре 1896 года, после коронации, Николай и Александра Фёдоровна совершили большое европейское турне в качестве царственной четы и посетили с визитами австрийского императора, германского кайзера, датского короля и британскую королеву. Завершилось путешествие визитом в Париж и отдыхом на родине императрицы в Дармштадте.
В последующие годы у царской четы родились четыре дочери — Ольга (3 (15) ноября 1895, Татьяна (29 мая (10 июня) 1897), Мария (14 (26) июня 1899) и Анастасия (5 (18) июня 1901). Великие княжны для обозначения самих себя в дневниках и переписке использовали аббревиатуру «ОТМА», составленную по первым буквам их имён, следующих в порядке рождения (Ольга — Татьяна — Мария — Анастасия).
30 июля (12 августа) 1904 года в Петергофе появился пятый ребёнок и единственный сын — цесаревич Алексей Николаевич.
Сохранилась вся переписка Александры Фёдоровны с Николаем II (на английском языке); утеряно лишь одно письмо Александры Фёдоровны, все её письма нумерованы самой императрицей; издана в Берлине в 1922 году.

## Личностные оценки знавших его современников
Бывший председателем Совета министров граф Сергей Витте в связи с критической ситуацией в преддверии издания манифеста 17 октября 1905 года, когда обсуждалась возможность введения в стране военной диктатуры, писал в записях-воспоминаниях:

Иначе я себе не могу объяснить, почему государь не решился на диктатуру, так как он, как слабый человек, более всего верит в физическую силу (других, конечно), то есть силу, его защищающую и уничтожающую всех его действительных и подозреваемых <…> врагов, причём, конечно, враги существующего неограниченного, самопроизвольного и крепостнического режима, по его убеждению, суть и его враги.
Генерал Александр Редигер (как военный министр в 1905—1909 годах дважды в неделю имел личный доклад государю) в воспоминаниях (1917—1918) писал о нём:

До начала доклада государь всегда говорил о чём-либо постороннем; если не было иной темы, то о погоде, о своей прогулке, о пробной порции, которая ему ежедневно подавалась перед докладами, то из Конвоя, то из Сводного полка. Он очень любил эти варки и однажды сказал мне, что только что пробовал перловый суп, какого не может добиться у себя: Кюба (его повар) говорит, что такого навара можно добиться только, готовя на сотню людей <…> О назначении старших начальников государь считал своим долгом знать. У него была удивительная память. Он знал массу лиц, служивших в Гвардии или почему-либо им виденных, помнил боевые подвиги отдельных лиц и войсковых частей, знал части, бунтовавшие и оставшиеся верными во время беспорядков, знал номер и название каждого полка, состав каждой дивизии и корпуса, места расположения многих частей… Он мне говорил, что в редких случаях бессонницы, он начинает перечислять в памяти полки по порядку номеров и обыкновенно засыпает, дойдя до резервных частей, которые знает не так твёрдо. <…> Чтобы знать жизнь в полках, он ежедневно читал приказы по Преображенскому полку и объяснил мне, что читает их ежедневно, так как стоит лишь пропустить несколько дней, как избалуешься и перестанешь их читать. <…> Он любил одеваться легко и говорил мне, что иначе потеет, особенно, когда нервен. Вначале он охотно носил дома белую тужурку морского фасона, а затем, когда стрелкам императорской фамилии вернули старую форму с малиновыми шёлковыми рубашками, он дома почти всегда носил её, притом в летнюю жару — прямо на голом теле. <…> Несмотря на выпадавшие на его долю тяжёлые дни, он никогда не терял самообладания, всегда оставался ровным и приветливым, одинаково усердным работником. Он мне говорил, что он оптимист, и действительно, он даже в трудные минуты сохранял веру в будущее, в мощь и величие России. Всегда доброжелательный и ласковый, он производил чарующее впечатление. Его неспособность отказать кому-либо в просьбе, особенно, если она шла от заслуженного лица и была сколько-нибудь исполнима, подчас мешала делу и ставила в трудное положение министра, которому приходилось быть строгим и обновлять командный состав армии, но вместе с тем увеличивала обаятельность его личности. Царствование его было неудачно и притом — по его собственной вине. Его недостатки на виду у всех, они видны и из настоящих моих воспоминаний. Достоинства же его легко забываются, так как они были видны только лицам, видевшим его вблизи, и я считаю своим долгом их отметить, тем более, что я и до сих пор вспоминаю о нём с самым тёплым чувством и искренним сожалением.

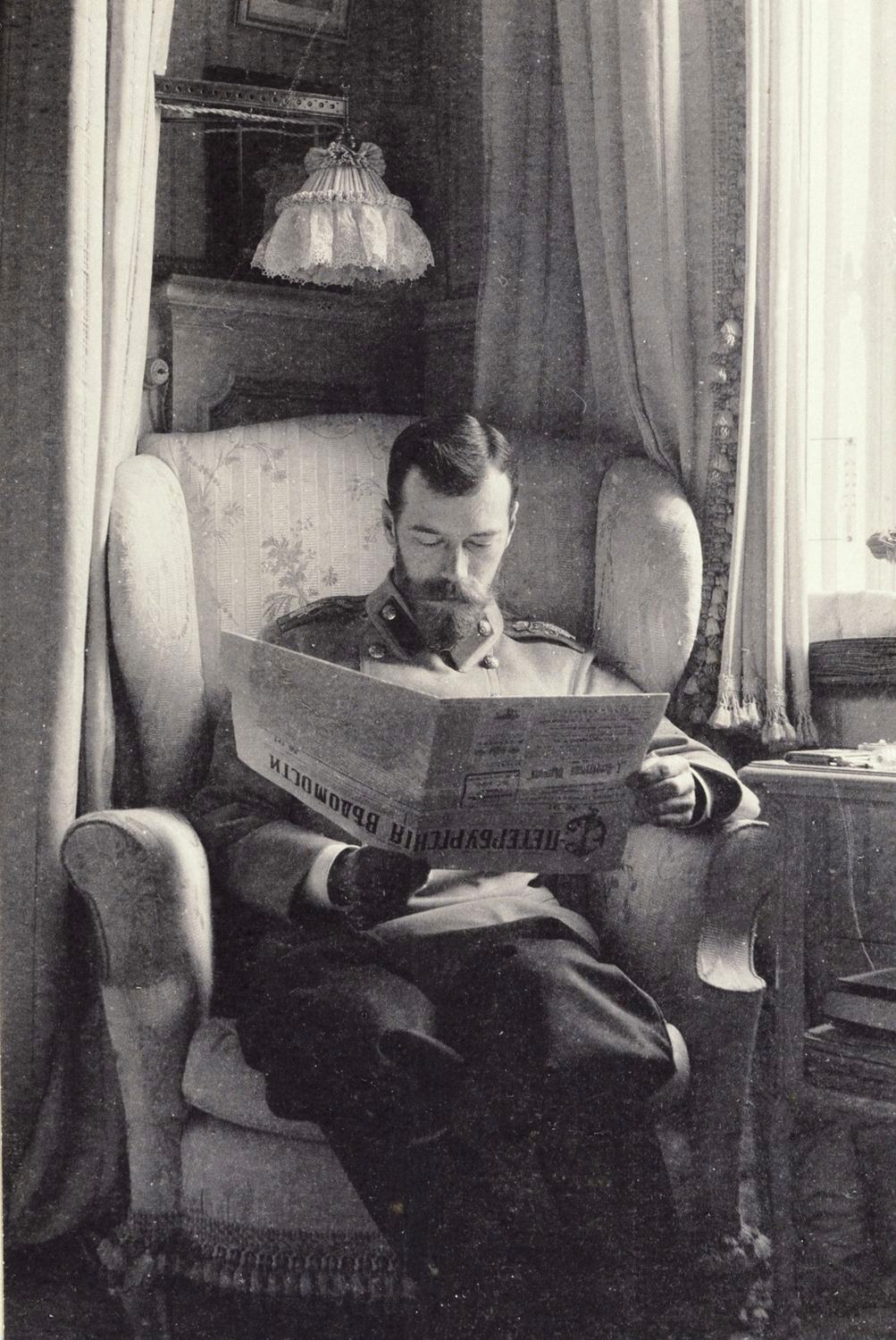
Николай читает газету «Санкт-Петербургские ведомости», Царское Село, фото 1902 года

Тесно общавшийся с царём в последние месяцы перед революцией протопресвитер военного и морского духовенства Георгий Шавельский в исследовании, написанном в эмиграции в 1930-е годы, писал о нём:

Узнавать же подлинную, без прикрас, жизнь царям вообще нелегко, ибо они отгорожены высокой стеной от людей и жизни. А император Николай II искусственной надстройкой ещё выше поднял эту стену. Это было самою характерною особенностью его душевного склада и его царственного действования. Это произошло помимо его воли, благодаря его манере обращения со своими подданными. <…> Однажды он сказал Министру иностранных дел С. Д. Сазонову: «Я стараюсь ни над чем серьёзно не задумываться, — иначе я давно был бы в гробу». <…> Своего собеседника он ставил в строго определённые рамки. Разговор начинался исключительно аполитичный. Государь проявлял большое внимание и интерес к личности собеседника: к этапам его службы, к подвигам и заслугам <…> Но стоило собеседнику выйти из этих рамок — коснуться каких-либо недугов текущей жизни, как государь тотчас менял или прямо прекращал разговор.
Сенатор Владимир Гурко писал в эмиграции:

Общественная среда, бывшая по сердцу Николаю II, где он, по собственному признанию, отдыхал душой, была среда гвардейских офицеров, вследствие чего он так охотно принимал приглашения в офицерские собрания наиболее знакомых ему по их личному составу гвардейских полков и, случалось, просиживал на них до утра. <…> Привлекали его офицерские собрания царствовавшей в них непринуждённостью, отсутствием тягостного придворного этикета <…> во многом Государь до пожилого возраста сохранил детские вкусы и наклонности.
Фрейлина, баронесса София Буксгевден:

Простой в обращении, без всякой аффектации, Он имел врождённое достоинство, которое никогда не позволяло забывать, кто Он. Вместе с тем Николай II имел слегка сентиментальное, очень совестливое и иногда очень простодушное мировоззрение старинного русского дворянина… Он мистически относился к Своему долгу, но и был снисходителен к человеческим слабостям и обладал врождённой симпатией к простым людям — в особенности к крестьянам. Зато Он никогда не прощал то, что называл «тёмными денежными делами».

### Различные мнения о силе воли Николая II и его доступности влияниям окружения

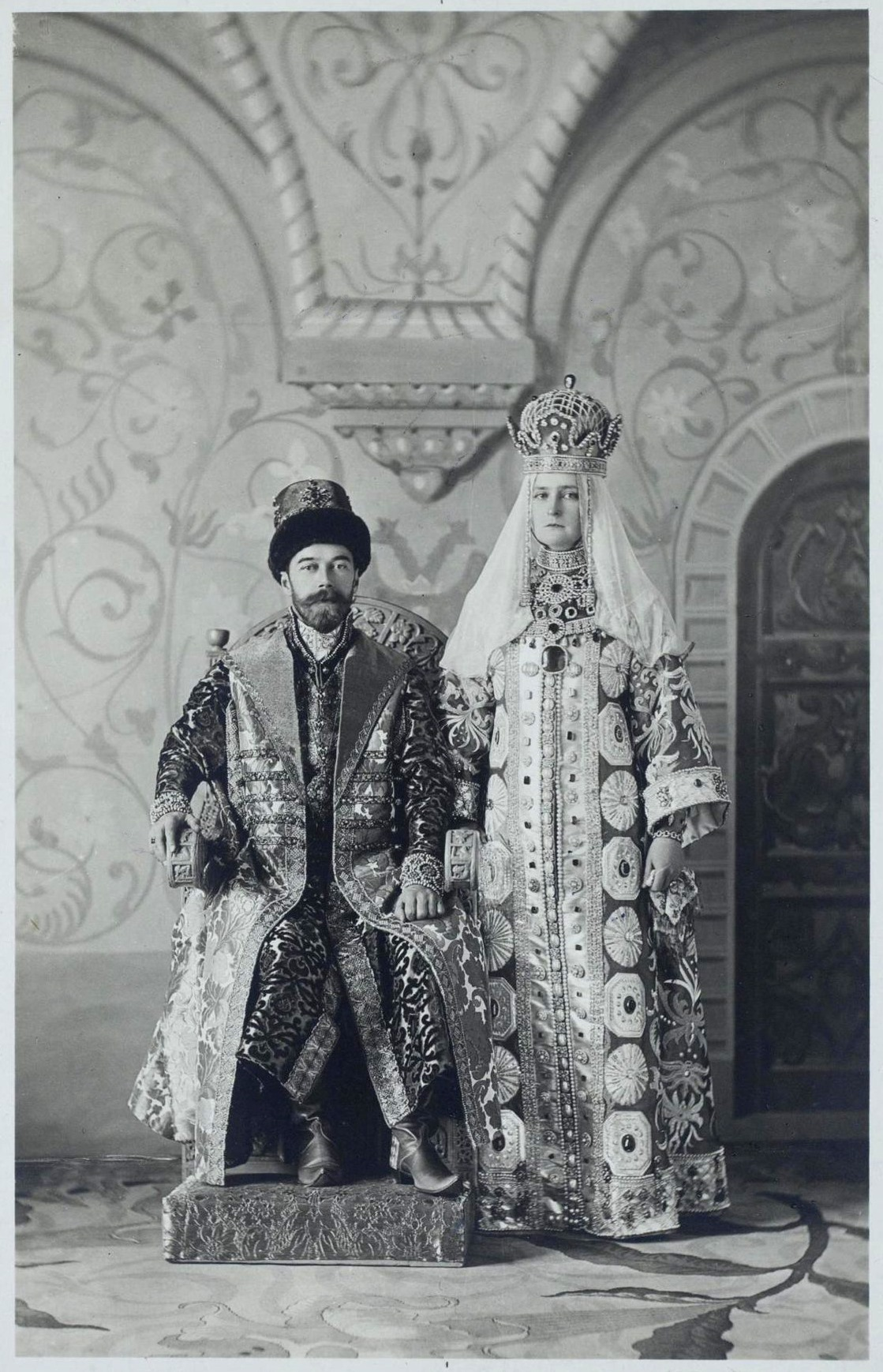
Николай II и императрица Александра Фёдоровна в костюмах царя Алексея Михайловича и царицы Марии Ильиничны. 1903 г.

Многие современники отмечали слабость характера Николая II, среди них были, например, С. Ю. Витте, А. П. Извольский, его жена, Александра Фёдоровна, которая в письмах нередко призывала его быть твёрдым, жёстким, волевым. Наставник цесаревича Алексея Пьер Жильяр, неотлучно находившийся при семье Романовых с конца 1905 по май 1918 года, говорил:

«Задача, которая выпала на его долю, была слишком тяжела, она превышала его силы. Он сам это чувствовал. Это и было причиной его слабости по отношению к государыне. Поэтому он в конце концов стал все более подчиняться её влиянию».
По утверждению С. С. Ольденбурга, в новогоднем номере венской газеты Neue Freie Pressa на 1910 год были помещены воспоминания бывшего президента Французской Республики Эмиля Лубэ, который следующим образом отзывался о Николае II:

«О русском Императоре говорят, что он доступен разным влияниям. Это глубоко неверно. Русский Император сам проводит свои идеи. Он защищает их с постоянством и большой силой… Под личиной робости, немного женственной, Царь имеет сильную душу и мужественное сердце, непоколебимо верное».
Сам С. С. Ольденбург в своей книге, написанной по поручению Высшего монархического совета, писал:

«Государь имел также упорную и неутомимую волю в осуществлении своих планов. Он не забывал их, постоянно к ним возвращался, и зачастую в конце концов добивался своего. Иное мнение было широко распространено потому, что у Государя, поверх железной руки, была бархатная перчатка»… «Мягкость обращения, приветливость, отсутствие или по крайней мере весьма редкое проявление резкости — та оболочка, которая скрывала волю Государя от взора непосвященных — создала ему в широких слоях страны репутацию благожелательного, но слабого правителя, легко поддающегося всевозможным, часто противоречивым, внушениям. … Между тем, такое представление было бесконечно далеко от истины; внешнюю оболочку принимали за сущность. Император Николай II, внимательно выслушивавший самые различные мнения, в конце концов поступал сообразно своему усмотрению, в соответствии с теми выводами, которые сложились в его уме, часто — прямо вразрез с дававшимися ему советами. … Но напрасно искали каких либо тайных вдохновителей решений Государя. Никто не скрывался „за кулисами“. Можно сказать, что Император Николай II сам был главным „закулисным влиянием“ своего царствования».

## Предки
Два прапрадеда Николая II были родными братьями: Фридрих Гессен-Кассельский и Карл Гессен-Кассельский, а две прапрабабушки — двоюродными сёстрами: Амалия Гессен-Дармштадтская и Луиза Гессен-Дармштадтская.
Среди предков Николая II по линиям немецких принцесс были русские, сербские, польские, чешские и поморские князья, а также князь Рюрик.

## Военные чины и звания

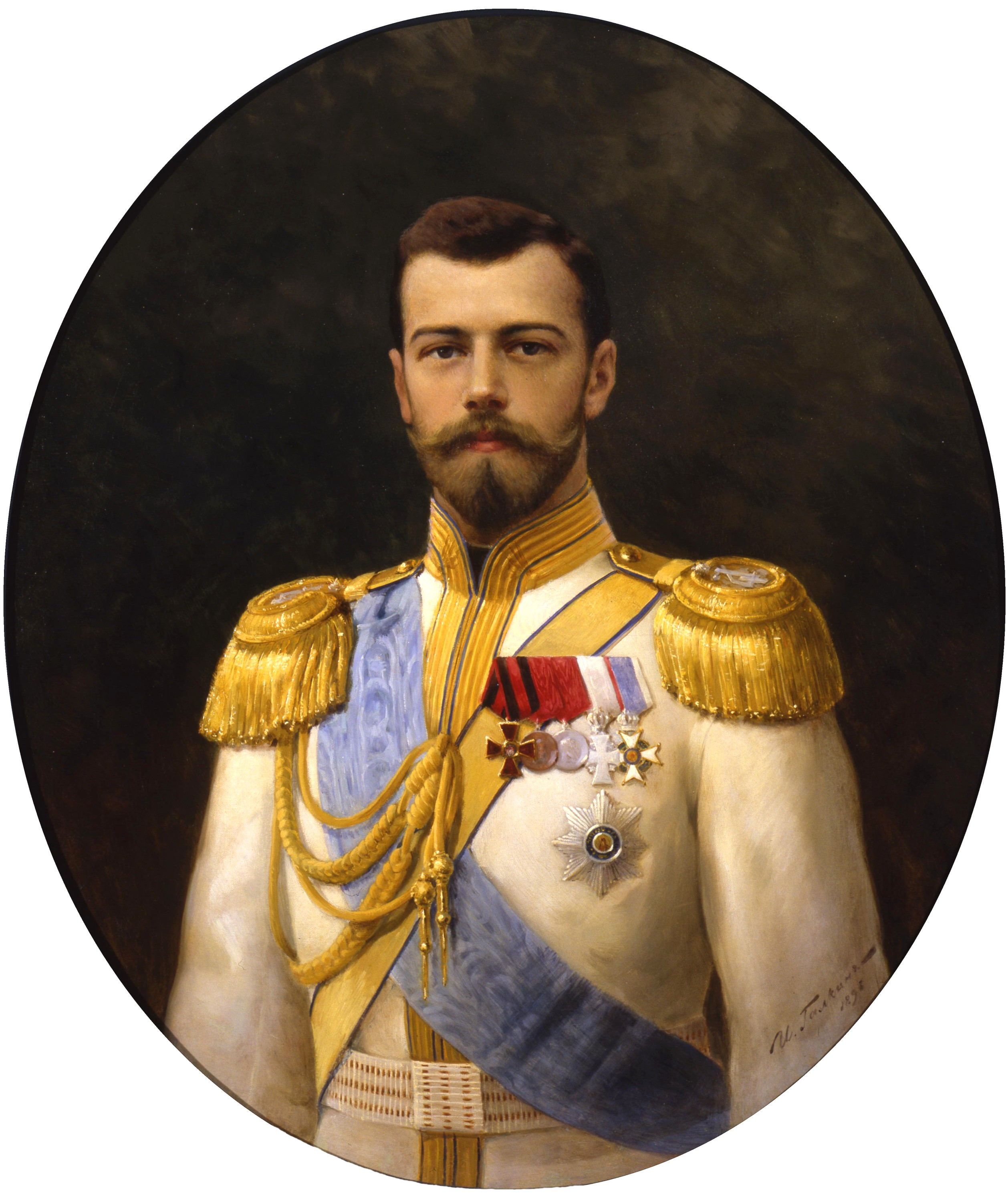
Портрет Николая II работы И.С. Галкина в мундире с эполетами полковника (1898)

- Прапорщик гвардии (Выс. пр. 6 (18) декабря 1875)
- Подпоручик гвардии (Выс. пр. 6 (18) мая 1880)
- Принял присягу, вступил на действительную службу (Выс. пр. 6 (18) мая 1884)
- Поручик гвардии (Выс. пр. 30 августа (11 сентября) 1884)
- Штабс-капитан гвардии (Выс. пр. 30 августа (11 сентября) 1887)
- Флигель-адъютант (Выс. пр. 6 (18) мая 1889)
- Капитан гвардии (Выс. пр. 21 апреля (3 мая) 1891)
- Полковник (Выс. пр. 6 (18) августа 1892)
- Адмирал британского флота (28 мая (10 июня) 1908)
- Фельдмаршал английской армии (18 (31) декабря 1915)

## Награды
- Орден Святого Андрея Первозванного (20 мая (1 июня) 1868)
- Орден Святого Александра Невского (20 мая (1 июня) 1868)
- Орден Белого орла (20 мая (1 июня) 1868)
- Орден Святой Анны 1-й ст. (20 мая (1 июня) 1868)
- Орден Святого Станислава 1 ст. (20 мая (1 июня) 1868)
- Орден Святого Владимира 4 ст. (30 августа (11 сентября) 1890)
- Орден Святого Георгия 4 ст. (25 октября (7 ноября) 1915)

Иностранные (высшие степени):
- Орден Вендской короны (Мекленбург-Шверин) (9 (21) января 1879)
- Орден Нидерландского льва (Нидерланды) (15 (27) марта 1881)
- Орден Заслуг герцога Петра-Фридриха-Людвига (Ольденбург) (15 (27) апреля 1881)
- Орден Восходящего солнца (Япония) (4 (16) сентября 1882)
- Высший орден Хризантемы (Япония)[205]
- Орден Верности (Баден) (15 (27) мая 1883)
- Орден Золотого руна (Испания) (15 (27) мая 1883)
- Орден Христа (Португалия) (15 (27) мая 1883)
- Орден Белого сокола (Саксен-Веймар) (15 (27) мая 1883)
- Орден Серафимов (Швеция) (19 (31) мая 1883)
- Орден Людвига (Гессен-Дармштадт) (2 (14) мая 1884)
- Королевский венгерский орден Святого Стефана (Австро-Венгрия) (6 (18) мая 1884)
- Орден Святого Губерта (Бавария) (6 (18) мая 1884)
- Орден Леопольда I (Бельгия) (6 (18) мая 1884)
- Орден «Святой Александр» (Болгария) (6 (18) мая 1884)
- Орден Вюртембергской короны (Вюртенберг) (6 (18) мая 1884)
- Орден Спасителя (Греция) (6 (18) мая 1884)
- Орден Слона (Дания) (6 (18) мая 1884)
- Высший орден Святого Благовещения (Италия) (6 (18) мая 1884)
- Орден Святых Маврикия и Лазаря (Италия) (6 (18) мая 1884)
- Орден Итальянской короны (Италия) (6 (18) мая 1884)
- Орден Чёрного орла (Пруссия) (6 (18) мая 1884)
- Орден Звезды Румынии (Румыния) (6 (18) мая 1884)
- Орден Святого Гроба Господнего Иерусалимского (Святой Престол) (6 (18) мая 1884)
- Орден Почётного легиона (Франция) (6 (18) мая 1884)
- Орден Османие (Османская империя) (28 июля (9 августа) 1884)
- Портрет персидского шаха (28 июля (9 августа) 1884)
- Орден Южного Креста (Бразилия) (19 сентября (1 октября) 1884)
- Орден Благородной Бухары (Бухарский эмират) (2 (14) ноября 1885)
- Алмазные знаки к ордену Благородной Бухары (Бухарский эмират) (27 февраля (11 марта) 1889)
- Орден Королевского дома Чакри (Сиам) (8 (20) марта 1891)
- Орден Короны государства Бухары с бриллиантовыми знаками (Бухарский эмират) (21 ноября (3 декабря) 1893)
- Орден Подвязки (Великобритания) (1893)
- Орден Данеброг (Дания) (1894)
- Орден Соломона (Эфиопия) (30 июня (12 июля) 1895)
- Орден Двойного дракона с бриллиантовыми знаками (Китай) (22 апреля (4 мая) 1896)
- Орден Искандер-Салис (Бухарский эмират) (18 (30) мая 1898)
- Королевский Викторианский орден (Великобритания) (1904)
- Королевская Викторианская цепь (Великобритания) (1904)
- Орден Кароля I (Румыния) (15 (28) июня 1906)
- Цепь к ордену Серафимов (Швеция) (12 (25) мая 1908)
- Орден «Святые Равноапостольные Кирилл и Мефодий» (Болгария) (10 (23) февраля 1910)[206]
- Орден Драгоценного жезла (Монголия) (1913)[207]
- Золотая медаль «За воинскую доблесть» (Италия) (1916)
- Военный крест с пальмовой ветвью (Франция)
- Орден Бани (Великобритания)
- Медаль Золотого юбилея королевы Виктории (Великобритания)
- Орден Святого Саввы (Сербия)
- Орден Князя Даниила I (Черногория)

## После смерти

### Оценка в русской эмиграции

Памятник Императору Николаю II в Белграде (1935; обновлён в 2009)

О неоднозначном отношении эмиграции к императору свидетельствует тот факт, что призыв Карловацкого собора в 1921 году к восстановлению дома Романовых на российском престоле привёл к расколу в Русской православной церкви.
В предисловии к своим мемуарам генерал А. А. Мосолов, бывший в течение ряда лет в близком окружении императора, писал в начале 1930-х годов: «Государь Николай II, Его семья и Его окружение являлись чуть ли не единственным объектом обвинения для многих кругов, представлявших русское общественное мнение дореволюционной эпохи.

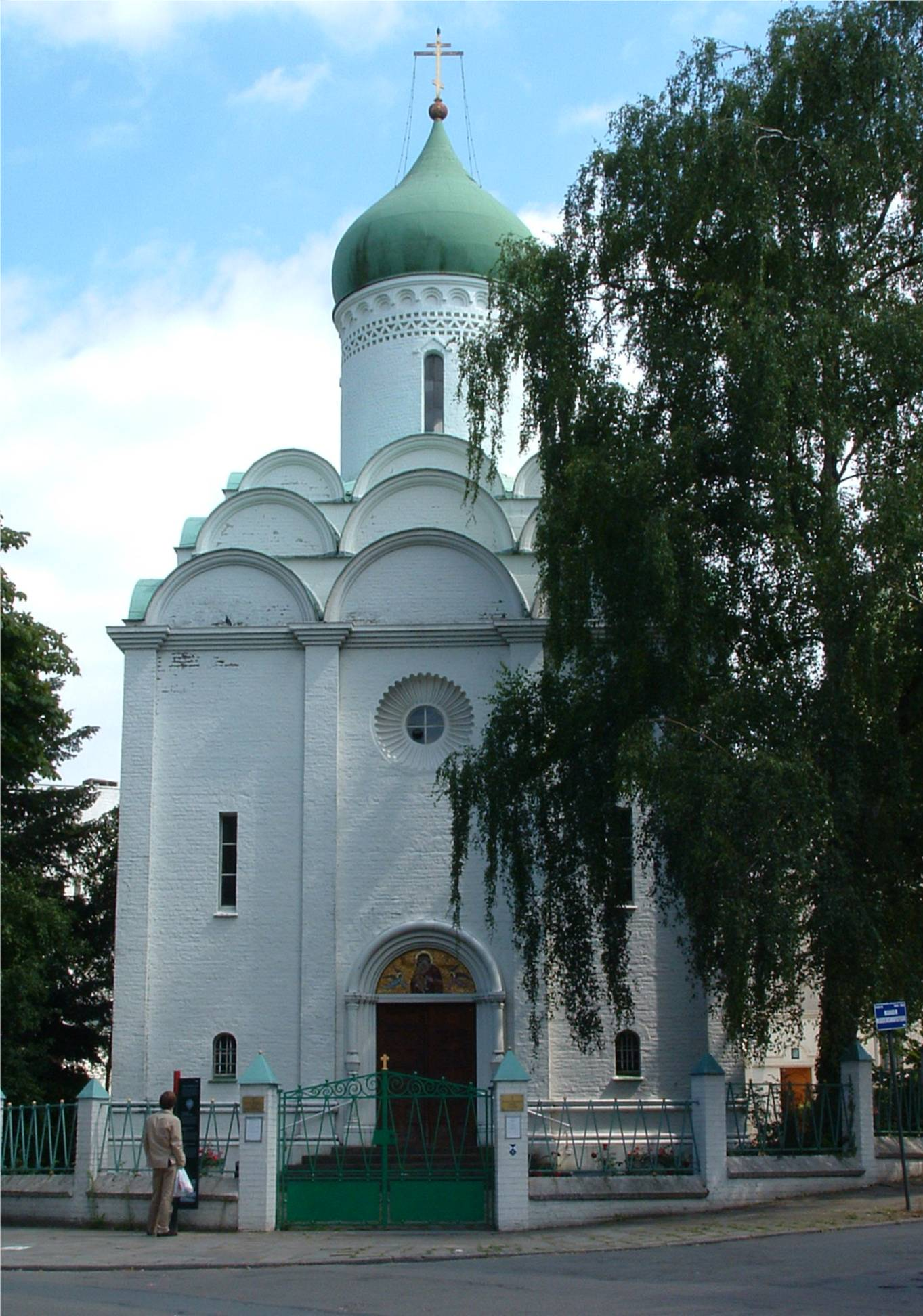
Храм-памятник „во имя праведного Иова Многострадального, в память Царя-Мученика Николая II и всех русских людей, богоборческой властию в смуте убиенных“ (1936—1950) в брюссельском районе Уккел. Освящён 1 октября 1950 г. первоиерархом РПЦЗ Анастасием (Грибановским)

После катастрофического развала нашего отечества обвинения сосредоточились почти исключительно на Государе». Мосолов отводил особую роль в отвращении общества от императорской семьи и от престола вообще — императрице Александре Фёдоровне: «рознь между обществом и двором <…> настолько обострилась, что и общество, вместо того, чтобы, по укоренившимся своим монархическим взглядам, поддерживать трон, от него отвернулось и с настоящим злорадством смотрело на его крушение».
С начала 1920-х годов монархически настроенными кругами русской эмиграции издавались сочинения о последнем царе, имевшие апологетический (позднее также и агиографический) характер и пропагандистскую направленность; наиболее известными среди таковых явилось исследование профессора С. С. Ольденбурга, вышедшее в двух томах в Белграде (1939)[≡] и Мюнхене (1949), соответственно. Один из заключительных выводов Ольденбурга гласил: «Самым трудным и самым забытым подвигом Императора Николая II-го было то, что Он, при невероятно тяжёлых условиях, довёл Россию до порога победы: Его противники не дали ей переступить через этот порог».
В подтверждение своих слов Ольденбург приводит мнение Уинстона Черчилля, военного министра Британии в годы Первой мировой войны:

«В марте Царь был на престоле; Российская империя и русская армия держались, фронт был обеспечен и победа бесспорна. <…> Согласно поверхностной моде нашего времени, Царский строй принято трактовать как слепую, прогнившую, ни на что не способную тиранию. Но разбор тридцати месяцев войны с Германией и Австрией должен бы исправить эти легковесные представления. Силу Российской империи мы можем измерить по ударам, которые она вытерпела, по бедствиям, которые она пережила, по неисчерпаемым силам, которые она развила, и по восстановлению сил, на которое она оказалась способна. <…> Почему отказывать Николаю II в этом суровом испытании? <…> Почему не воздать ему за это честь? Самоотверженный порыв русских армий, спасший Париж в 1914 году; преодоление мучительного бесснарядного отступления; медленное восстановление сил; брусиловские победы; вступление России в кампанию 1917 года непобедимой, более сильной, чем когда-либо; разве во всем этом не было его доли?»
Оригинальный текст (англ.)«In March the Czar was on his throne; the Russian Empire and people stood, the front was safe, and victory certain. It is the shallow fashion of these times to dismiss the Czarist regime as a purblind, corrupt, incompetent tyranny. But a survey of its thirty months’ war with Germany and Austria should correct these loose impressions and expose the dominant facts. We may measure the strength of the Russian Empire by the battering it had endured, by the disasters it had survived, by the inexhaustible forces it had developed, and by the recovery it had made. In the Government of States, when great events are afoot, the leader of the nation, whoever he be, is held accountable for failure and vindicated by success. No matter who wrought the toil, who planned the struggle, to the supreme responsible authority belongs the blame or credit for the result. Why should this stern test be denied to Nicholas II? He had made many mistakes, what ruler had not? He was neither a great captain nor a great prince. He was only a true, simple man of average ability, of merciful disposition, upheld in all his daily life by his faith in God. But the brunt of supreme decisions centred upon him. At the summit where all problems are reduced to Yea or Nay, where events transcend the faculties of men and where all is inscrutable, he had to give the answers. His was the function of the compass-needle. War or no war? Advance or retreat? Right or left? Democratize or hold firm? Quit or persevere? These were the battlefields of Nicholas II. Why should he reap no honour from them? The devoted onset of the Russian armies which saved Paris in 1914; the mastered agony of the munition-less retreat; the slowly regathered forces; the victories of Brusiloff; the Russian entry upon the campaign of 1917, unconquered, stronger than ever; has he no share in these?»

Не меньшую популярность снискала книга Бориса Бразоля «Царствование Императора Николая II в цифрах и фактах».

### Официальная оценка в СССР
Статья о Николае II в Большой советской энциклопедии (1-е издание, 1939) давала следующую характеристику бывшему российскому императору (цитируется с сохранением орфографии источника): «Николай II был так же ограничен и невежествен, как его отец. <…> Присущие Николаю II черты тупого, недалёкого, мнительного и самолюбивого деспота в период его пребывания на престоле получили особенно яркое выражение. <…> Умственное убожество и моральное разложение придворных кругов достигли крайних пределов. Режим гнил на корню <…> До последней минуты Николай II оставался тем, чем был — тупым самодержцем, неспособным понять ни окружающей обстановки ни даже своей выгоды. <…> Он готовился итти походом на Петроград, чтобы в крови потопить революционное движение и вместе с приближёнными к нему генералами обсуждал план измены».
В. И. Ленин в публичных выступлениях и статьях нигде не давал своей характеристики Николая II как личности, наиболее широко известна его политическая характеристика императора как «первого помещика».
Второй по влиянию вождь Октябрьской революции Л. Д. Троцкий, напротив, в 1913 году написал статью о Николае II.
Большинство позднейших (послевоенных) советских историографических публикаций, предназначенных для широкого круга, в описании истории России в период царствования Николая II стремились, насколько возможно, избегать упоминания о нём как о человеке и личности: так, «Пособие по истории СССР для подготовительных отделений вузов» (1979 год) на 82-х страницах текста (без иллюстраций), излагающих социально-экономическое и политическое развитие Российской империи в данный период, упоминает имя императора, стоявшего во главе государства в описываемое время, только однажды — при изложении событий его отречения в пользу брата (о его воцарении не говорится ничего; имя В. И. Ленина на тех же страницах упомянуто 121 раз).

### Церковное почитание

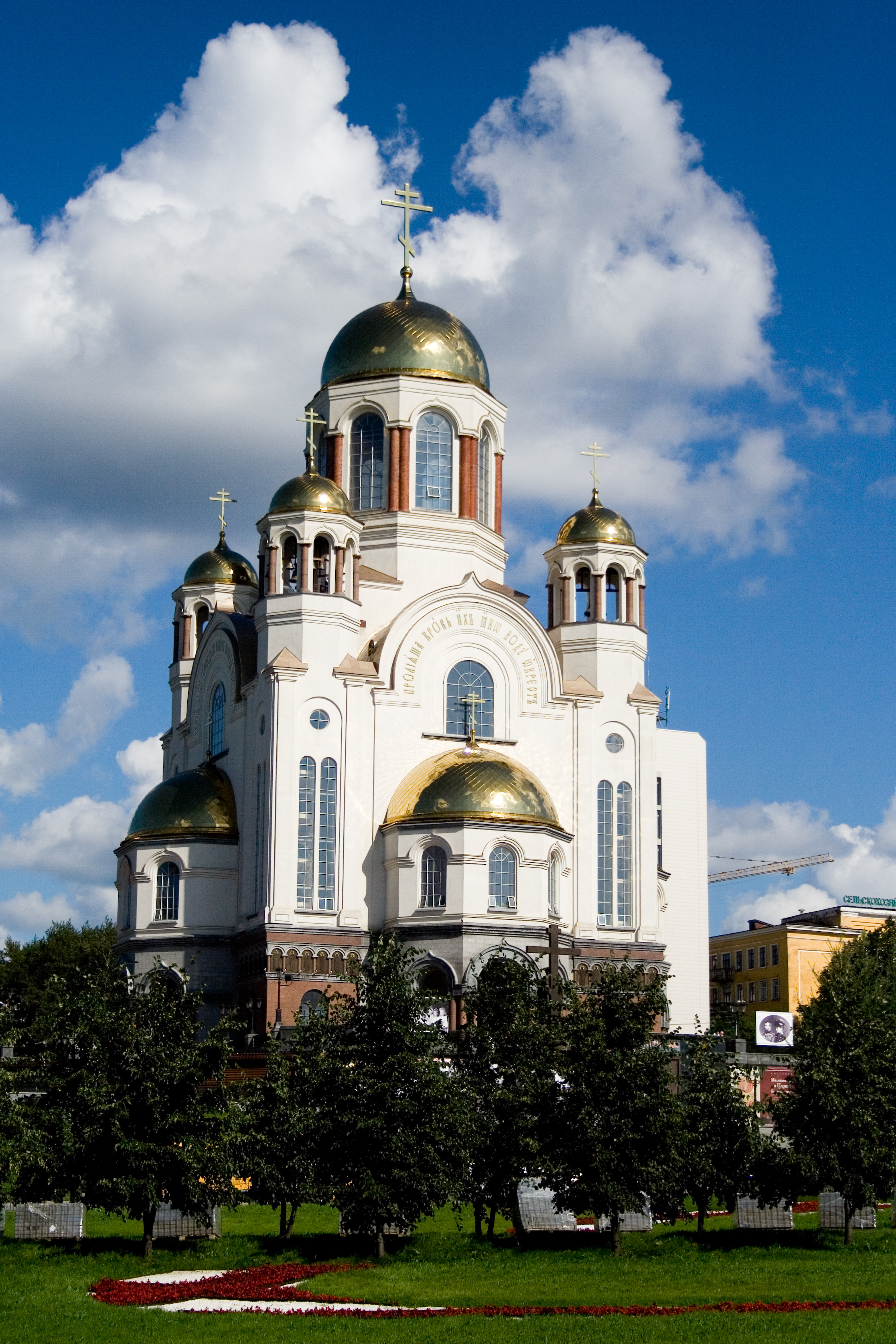
Храм на Крови в Екатеринбурге — построен на месте дома инженера Ипатьева, где 17 июля 1918 года был расстрелян Николай II и его семья

C 1920-х годов, в русском зарубежье по инициативе Союза ревнителей памяти императора Николая II, совершались регулярные заупокойные поминовения императора Николая II трижды в год (в день рождения, день тезоименитства и в годовщину убийства), но его почитание как святого начало распространяться по окончании Второй мировой войны.
19 октября (1 ноября) 1981 года император Николай и его семья были канонизированы Русской зарубежной церковью (РПЦЗ), тогда не имевшей церковного общения с Московским патриархатом в СССР.
Решение Архиерейского Собора Русской православной церкви от 14 августа 2000 года: «Прославить как страстотерпцев в сонме новомучеников и исповедников Российских царскую семью: императора Николая II, императрицу Александру, царевича Алексия, великих княжен Ольгу, Татиану, Марию и Анастасию» (их память — 4 июля по юлианскому календарю).
Акт канонизации был воспринят российским обществом неоднозначно: противники канонизации утверждают, что провозглашение Николая II святым носило политический характер. С другой стороны, в части православного сообщества циркулируют идеи о том, что прославления царя как страстотерпца недостаточно, и он является «царём-искупителем». Идеи осуждены Алексием II как кощунственные, так как «искупительный подвиг один — Господа нашего Иисуса Христа».
В 2003 году в Екатеринбурге, на месте снесённого дома инженера Н. Н. Ипатьева, где был расстрелян Николай II и его семья, был построен Храм на Крови́ во имя Всех святых, в земле Российской просиявших, перед входом в который установлен памятник семье Николая II. А первое открытое моление на месте Ипатьевского дома, в котором приняли участие порядка двух сотен человек, состоялось в День памяти царской семьи — 17 июля 1989 года. Спустя 30 лет, уже десятки тысяч паломников со всей России и других стран прибывают на Божественную литургию под открытым небом у Храма-на-Крови. В числе почётных гостей традиционно — вдова племянника императора Николая Второго, княгиня Ольга Куликовская-Романова. Ночью, 17 июля 2019 года, в Крестном ходе, прошедшем по центральным улицам Екатеринбурга и повторившем двадцатикилометровый маршрут, по которому везли тела членов царской семьи, приняли участие шестьдесят тысяч паломников.
Во многих городах началось строительство храмов в честь святых Царственных страстотерпцев.

### Реабилитация. Идентификация останков
В декабре 2005 года представитель главы «Российского Императорского Дома» Марии Владимировны Романовой направил в прокуратуру РФ заявление о реабилитации как жертв политических репрессий расстрелянного бывшего императора Николая II и членов его семьи. По заявлению, после ряда отказов в удовлетворении, 1 октября 2008 года Президиум Верховного суда РФ принял решение о реабилитации последнего российского императора Николая II и членов его семьи (несмотря на мнение генпрокуратуры РФ, заявлявшей в суде, что требования о реабилитации не соответствуют положениям законодательства ввиду того, что данные лица не были арестованы по политическим мотивам, а судебного решения о расстреле не принималось).
30 октября того же 2008 года сообщалось, что Генеральная прокуратура РФ приняла решение о реабилитации 52 человек из окружения императора Николая II и его семьи.

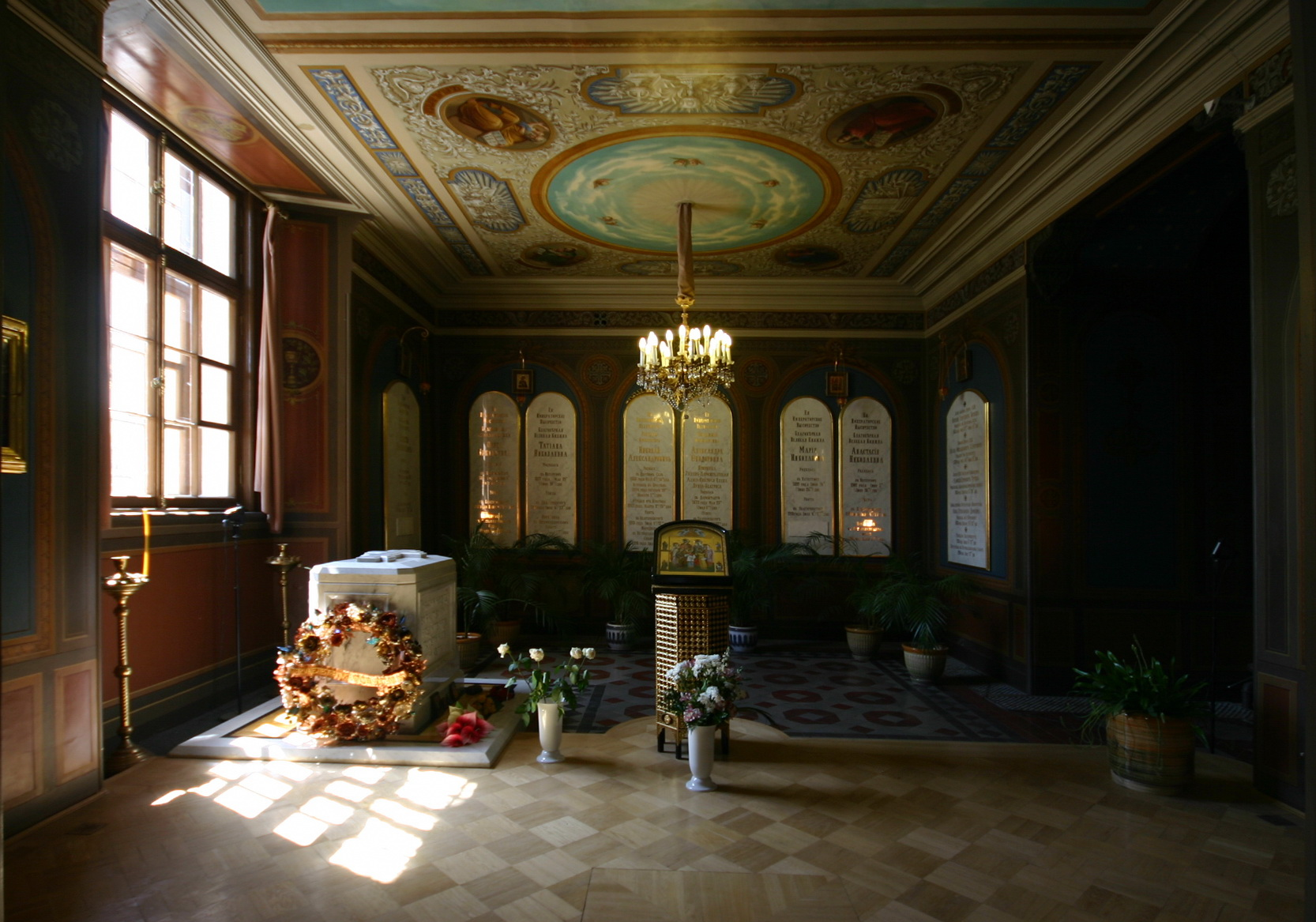
Захоронение (1998) предполагаемых останков Николая II, Александры Фёдоровны, великих княжон Анастасии, Татьяны, Ольги, а также их слуг в Екатерининском приделе Петропавловского собора (юго-западная часть собора)

В декабре 2008 года на научно-практической конференции, проведённой по инициативе Следственного комитета при прокуратуре РФ, с участием генетиков из России и США было заявлено, что останки, найденные в 1991 году под Екатеринбургом и преданные земле 17 июня 1998 года в Екатерининском приделе Петропавловского собора (Санкт-Петербург), принадлежат Николаю II. У Николая II были определены Y-хромосомная гаплогруппа R1b1a1a2a1a1-U106 (либо R1b - L21) и митохондриальная гаплогруппа T. Образцы мтДНК Николая II продемонстрировали редкую точковую С/Т-гетероплазмию в позиции 16169 (70 %C, 30 %T), что послужило дополнительным доказательством того, что обнаруженные под Екатеринбургом останки действительно являются останками Николая II, поскольку такая же гетероплазмия была обнаружена при анализе останков его младшего брата Георгия.
В январе 2009 года СКП завершил расследование уголовного дела по обстоятельствам гибели и захоронения семьи Николая II; расследование было прекращено «в связи с истечением сроков давности привлечения к уголовной ответственности и смертью лиц, совершивших умышленное убийство».
Представитель М. В. Романовой, именующей себя главой Российского императорского дома, в 2009 году заявлял, что «Мария Владимировна всецело разделяет в этом вопросе позицию Русской православной церкви, не нашедшей достаточных оснований для признания „екатеринбургских останков“, принадлежащими членам царской семьи». Другие представители Романовых во главе с Н. Р. Романовым заняли иную позицию: последний, в частности, принял участие в погребении останков в июле 1998 года, сказав: «Мы приехали закрыть эпоху».
23 сентября 2015 года останки Николая II и его супруги были эксгумированы для следственных действий в рамках установления личностей останков их детей — Алексея и Марии.

### Музей
Музей семьи императора Николая II в Тобольске (ул. Мира, 10).

### Памятники императору Николаю II
Ещё при жизни последнего императора в его честь было поставлено не менее двенадцати памятников, связанных с посещением им различных городов и военных лагерей. В основном эти памятники представляли собой колонны или обелиски с императорским вензелем и соответствующей надписью. Единственный памятник, представлявший собой бронзовый бюст императора на высоком гранитном постаменте, был установлен в Гельсингфорсе к 300-летнему юбилею Дома Романовых. Ни один из этих памятников не сохранился.
Первым памятником Николаю II стал установленный в 1924 году в Германии воевавшими с Россией немцами: офицеры одного из прусских полков, шефом которого был Николай II, «воздвигли ему на чрезвычайно почётном месте достойный памятник».
Памятники императору Николаю II установлены в следующих населённых пунктах и местах:
- Екатеринбург; Памятник Николаю II и его семье у Храма на Крови. Открыт 16 июля 2003 года, скульпторы К. В. Грюнберг и А. Г. Мазаев.
- Урочище Ганина Яма под Екатеринбургом; Памятник Николаю II в монастыре Святых Царственных Страстотерпцев. Открыт 19 мая 2008 года.
- Волгодонск; бронзовый бюст на кирпичном постаменте, облицованном гранитными плитами. Открыт 17 июля 2016 г. близ Троицкой церкви. Скульптор Виктор Иванович Грищенко, житель города Калач Воронежской обл.
- Посёлок Вырица Гатчинского района Ленинградской области; на территории особняка С. В. Васильева. Бронзовая фигура на высоком постаменте. Открыт в 2007 году.
- Калуга; в городском парке культуры отдыха, рядом со смотровой площадкой на район Правобережья, где император побывал 20 мая 1904 года. Бюст Николаю II, на постаменте указана ошибочная дата его визита — 19 мая 1904 года. Установлен 31 июля 2016 года[248].
- Курск; рядом с храмом святых Веры, Надежды, Любови и матери их Софии. Бронзовый бюст на постаменте. Открыт 24 сентября 2003 года, скульптор В. М. Клыков.
- Посёлок Крайск Логойского района Минской области; рядом с Никольской церковью. Бронзовый бюст на постаменте. Открыт 17 июля 2012 года, скульптор Вл. Зелянко.
- Москва; на Ваганьковском кладбище, рядом с храмом Воскресения Словущего. Мраморный поклонный крест и четыре гранитные плиты с высеченными надписями. Открыт 19 мая 1991 года, скульптор Н. Павлов. 19 июля 1997 года мемориал пострадал в результате взрыва, впоследствии был восстановлен, однако в ноябре 2003 года вновь был повреждён.
- Новосибирск. Памятник в составе скульптурной композиции у храма Александра Невского в Новосибирске.
- Посёлок Новый Свет (Крым). Парный памятник — бронзовые фигуры императора и Льва Голицына. Открыт 28 сентября 2012 года, скульптор Борис Чак.
- Павловск, пригород Санкт-Петербурга; рядом с Никольской церковью. Бронзовый бюст на постаменте. Открыт 20 ноября 2011 года, скульптор С. Ю. Алипов.
- Подольск Московской области; на территории усадьбы В. П. Мелихова, рядом с храмом Святых Царственных Страстотерпцев. Первый гипсовый памятник работы скульптора В. М. Клыкова, представлявший собой статую императора в полный рост, был открыт 28 июля 1998 года, однако 1 ноября 1998 года был взорван. Новый, на этот раз бронзовый, памятник по этой же модели был вновь открыт 16 января 1999 года.
- Пушкин; рядом с Феодоровским Государевым собором. Бронзовый бюст на постаменте. Открыт 17 июля 1993 года, скульптор В. В. Зайко.
- Ростов-на-Дону; у входа во Второй Донской Императора Николая II кадетский корпус. Памятник, представляющий собой бронзовый бюст на мраморном постаменте. Открыт 19 мая 2016 года, скульптор А. А. Аполлонов.
- Санкт-Петербург; за алтарём Крестовоздвиженской церкви (Лиговский проспект, 128). Бронзовый бюст на постаменте. Открыт 19 мая 2002 года, скульптор С. Ю. Алипов.
- Санкт-Петербург; рядом с храмом Воскресения Христова (набережная Обводного канала, 116). Парный памятник (скульптор М. В. Переяславец) — бронзовые фигуры Императора Николая II и Императрицы Александры Феодоровны на постаменте. Открыт 12 мая 2013 года[249].
- Санкт-Петербург; на территории Военного института физической культуры (Большой Сампсониевский пр., 63). Памятник представляет собой бронзовый бюст на высоком гранитном постаменте. Открыт 19 мая 2024 года.
- Сочи; на территории Михаило-Архангельского собора. Бронзовый бюст на постаменте. Открыт 21 ноября 2008 года, скульптор В. Зеленко.
- Село Сыростан, близ Миасса Челябинской области; рядом с Крестовоздвиженской церковью. Бронзовый бюст на постаменте. Открыт в июле 1996 года, скульптор П. Е. Лёвочкин.
- Село Тайнинское, близ города Мытищи Московской области. Фигура на высоком постаменте. Открыт 26 мая 1996 года, скульптор В. М. Клыков. 1 апреля 1997 года памятник был взорван, однако спустя три года восстановлен по этой же модели и вновь открыт 20 августа 2000 года.
- Посёлок Шушенское Красноярского края; рядом с заводской проходной ООО «Шушенская марка» (Пионерская улица, 10). Бронзовый бюст на постаменте. Открыт 24 декабря 2010 года, скульптор К. М. Зинич.
- Евпатория (Крым); на набережной В. Терешковой. Памятник, представляющий собой бронзовый бюст на гранитном постаменте. Открыт 16 мая 2016 года, скульптор А. А. Аполлонов.
- Ливадия (Крым); у главного входа в Ливадийский дворец. Памятник-бюст, изготовлен по модели скульптора А. А. Аполлонова из искусственного камня и бронзирован. Постамент из мрамора. Открыт 19 мая 2015 года.
- Бийск; скульптурный ансамбль «Царская семья» — единственный в России памятник царской семьи в полный рост; установлен в апреле 2018 года в Александровском парке; автор — скульптор Сергей Исаков[250].
- Ленинск-Кузнецкий; Бронзовая фигура на гранитном постаменте, скульптор Евгений Потехин, архитектор Павел Тиманов. Открыт 26 августа 2017 г. на площади перед зданием ДК им. Ярославского.
- Вилючинск; Парная бронзовая скульптурная композиция, представляющая собой фигуры императора Николаю II и Цесаревича Алексия, стоящих перед моделью подлодки. Скульптор Сергей Исаков. Открыт 19 марта 2006 г. в Доме Офицеров Флота.
- Село Авдотьино Московской области; на территории Николо-Берлюковского мужского монастыря. Бронзовый бюст. Открыт 24 июля 2014 года, скульптор А. А. Аполлонов.
- Село Санино Владимирской области — памятник возле храма Черниговской иконы Божией Матери (2021)[251].
- Монументальная бронзовая композиция, состоящая из фигур императора и членов его семьи, стоящих перед палачами в подвале Ипатьевского дома, и изображающая последние минуты их жизни. Представлена в 2007 году в Москве, в Российской академии художеств, скульптор З. К. Церетели[252]. Ни один город пока не выразил желания установить у себя этот памятник.
- Баня-Лука (Республика Сербская). Бюст Николая II. Установлен 21 июня 2014 года.
- Белград (Сербия); на Новом кладбище. Памятник императору Николаю II и мемориал Русской славы, на котором написано: «Вечная память императору Николаю II и 2 000 000 русских воинов Великой войны». Открыт в 1935 году, обновлён в 2009 году[253].
- Белград (Сербия); в сквере напротив мэрии города и вблизи Российского центра науки и культуры «Русский дом». Памятник Николаю II, подарок Российской Федерации Белграду. Установлен 13 октября 2014 года, открыт 16 ноября 2014 года, скульпторы А. Н. Ковальчук и Г. Правоторов[254][255].
- Брюссель (Бельгия). Храм-памятник, выстроен по проекту архитектора Н. И. Исцеленова. Заложен 2 февраля 1936 года, освящён 1 октября 1950 года митрополитом Анастасием (Грибановским). Находится в юрисдикции РПЦЗ.
- Таормина (Сицилия, Италия); в городском парке. Бюст Николая II. Открыт 8 июня 2012 года, освящён по православному обряду[256].
- Харбин (Китай). Часовня-памятник Императору Николаю II и югославскому королю Александру I. Воздвигнута в 1936 году.
- Кулебаки (Нижегородская область) — конный памятник возле храма священномученика Михаила (Гусева) (2021)[257].
- 31 июля 2017 года, в канун празднования дня памяти преподобного Серафима Саровского, на Соборной площади Свято-Троицкого Серафимо-Дивеевского женского монастыря, состоялось торжественное открытие памятника семье последнего российского императора Николая II[258][259][260].

### Улицы
- Имя Николая II носит улица во французском городе Мезон-Лаффит (avenue Nicolas II).
- Avenue Nicolas II в Ницце — улица, ведущая к Собору Святого Николая.
- Улица Цара Николаjа II в Белграде.
- Проспект Николая II на территории военной базы El Empecinado, в Сантовения-де-Писуэрга, в 5-6 км от Вальядолида[261]. В начале XX века там квартировался Фарнезский уланский полк армии Испании, шефом которого был Николай II.
- Набережная Цесаревича во Владивостоке[262].
- До 1917 года Гражданский проспект в Белгороде назывался улицей Императора Николая II.
- После посещения Николаем II города Брянска, улицу Мценскую в Бежицком районе, стали именовать «Царская улица».
- Проект проспекта Николая II в Санкт-Петербурге по направлению к новому вокзалу Северо-Западной железной дороги. Проект не был реализован из-за начавшейся Первой мировой войны.

### Учреждения
- Московский государственный университет путей сообщения (ныне Российский университет транспорта) в 2015—2017 годах носил имя Николая II.
- Кадетская школа «Второй Донской императора Николая II кадетский корпус» Донского государственного технического университета в Ростове-на-Дону[263].
- Русский кадетский корпус-лицей имени императора Николая II (Версальский кадетский корпус).
- Международный аэропорт Мурманск имени Николая II.
- Николаевский цех — корпус бывшего Брянского завода, получивший своё название после посещения Николаем II, тогдашнего города Бежица в Брянске в 1915 году.

## В советской литературе
В 1972—1973 годах в журнале «Звезда» была опубликована посвящённая царствованию Николая, его заключению и расстрелу книга М. К. Касвинова «Двадцать три ступени вниз» (23 — число лет царствования Николая II и одновременно число ступенек лестницы в доме Ипатьева, по которой Николай II прошёл перед расстрелом). В дальнейшем книга была несколько раз переиздана. Книга изображала Николая жестоким, подлым, хитрым и в то же время ограниченным. Вместе с тем книга представляет интерес своей внушительной библиографией: автор использовал материалы закрытых архивов (в том числе имел доступ к «Записке» Юровского), многочисленные малоизвестные публикации.

## Фильмография
О Николае II и его семье снято несколько художественных фильмов, среди которых можно выделить «Агонию» (1981), английско-американский фильм «Николай и Александра» (Nicholas and Alexandra, 1971) и два российских фильма «Цареубийца» (1991) и «Романовы. Венценосная семья» (2000). Голливуд снял несколько кинофильмов о якобы спасшейся дочери царя Анастасии «Анастасия» (Anastasia, 1956) и «Анастасия: Загадка Анны» (Anastasia: The Mystery of Anna, США, 1986), а также мультфильм «Анастасия» (Anastasia, США, 1997).
Киновоплощения
- Альфред Хикмен[англ.] («Падение Романовых», США, 1917)
- Хейнц Ханус («Die Brandstifter Europas», Германия, 1926)
- Владимир Колчин (Пролог, 1956, «Две жизни», 1961)
- Виктор Тарасов («Крушение империи», 1970)
- Майкл Джейстон («Николай и Александра», 1971)
- Борислав Брондуков («Семья Коцюбинских», 1972)
- Чарлз Кей («Падение орлов» Fall of Eagles, Англия, 1974)
- Анатолий Ромашин («Агония», 1974/1981)
- Юрий Демич («Доверие», 1975)
- Юрий Цветов («Хождение по мукам», 1977)
- Омар Шариф («Анастасия: Загадка Анны», США, 1986)
- Александр Галибин («Жизнь Клима Самгина» 1987, «Романовы. Венценосная семья», 2000)
- Андрей Ростоцкий («Свой крест», 1989, «Мать», 1989, «Раскол», 1993, «Сны», 1993, «Жизнь и смерть Петра Столыпина», 2001)
- Юрий Соломин («…И аз воздам», 1990)
- Олег Янковский («Цареубийца», 1991)
- Геннадий Глаголев («Конь белый», 1993)
- Иэн Маккеллен («Распутин», США, 1996)
- Владимир Баранов («Русский ковчег», 2002)
- Андрей Харитонов («Грехи отцов», 2004)
- Андрей Невраев («Гибель империи», 2005)
- Евгений Стычкин («Счастье ты моё», 2005)
- Михаил Елисеев («Столыпин… Невыученные уроки», 2006, «Троцкий», 2017, «Крылья империи» 2019)
- Ярослав Иванов («Заговор», 2007)
- Николай Бурляев («Адмиралъ», 2008)
- Владимир Машков («Распутин», 2011)
- Евгений Миронов («Глаз Божий», 2012)
- Валерий Дегтярь («Григорий Р.», 2014)
- Ларс Айдингер («Матильда», 2017)
- Роберт Джек («Последние цари», 2019)
- Антон Стреляев («Безсоновъ», 2019)
- Том Холландер («King’s Man: Начало», 2021)
- Никита Ефремов («Хроники русской революции», 2024)

## На монетах и почтовых марках

Монеты и почтовые марки
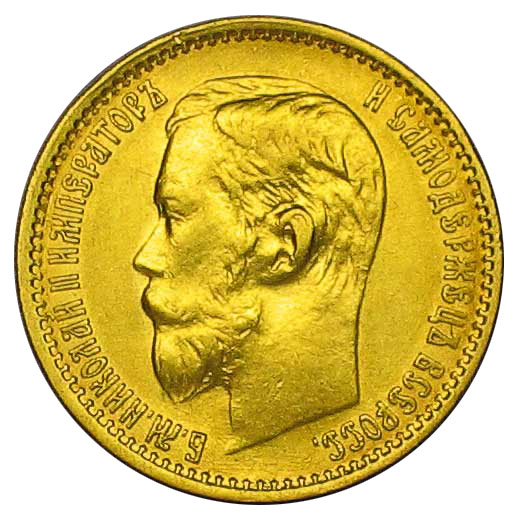
На золотой пятирублёвой монете (1899)
На серебряном полтиннике (1896)
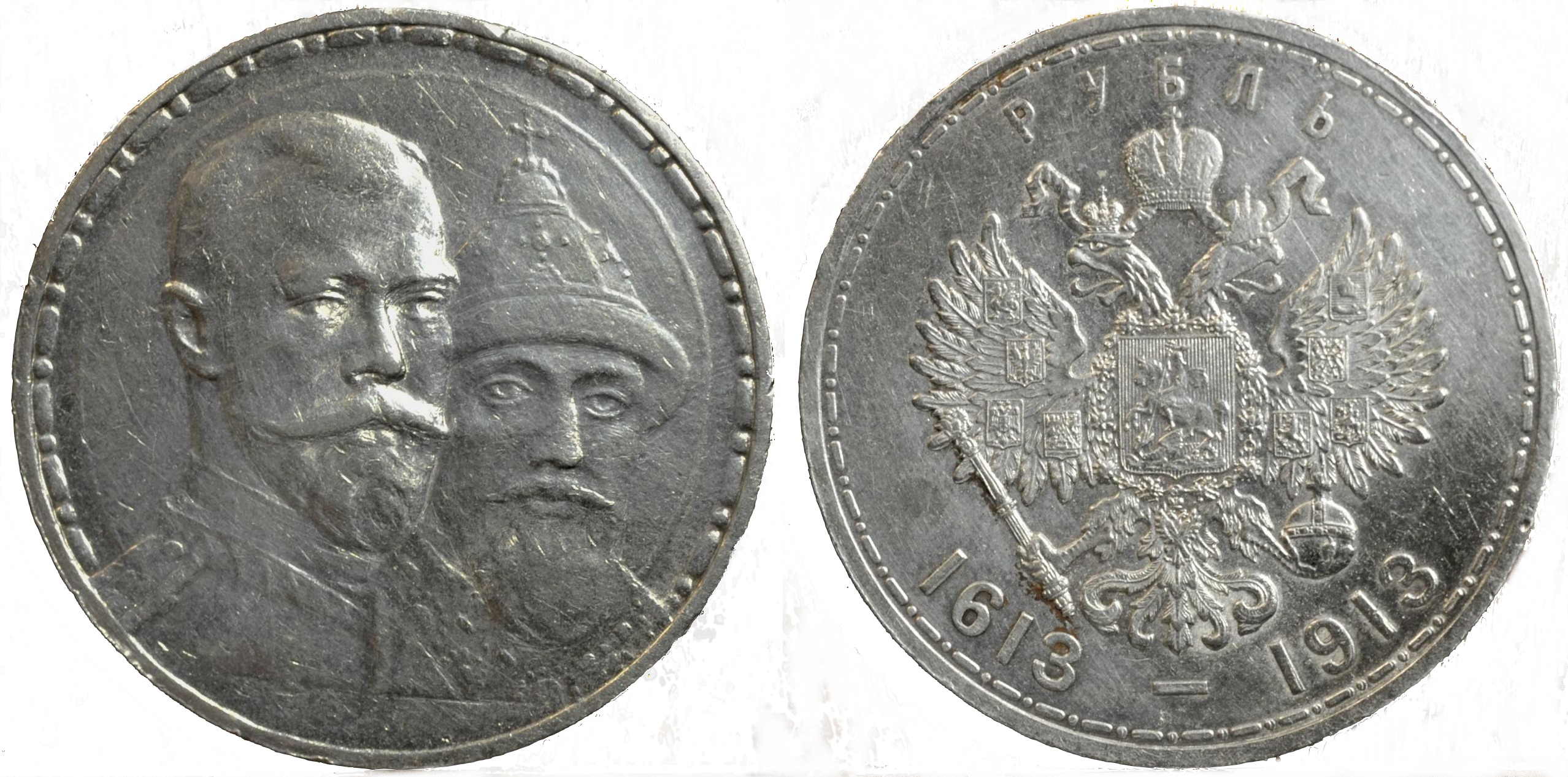
На серебряном рубле: 300-летие дома Романовых (1913)
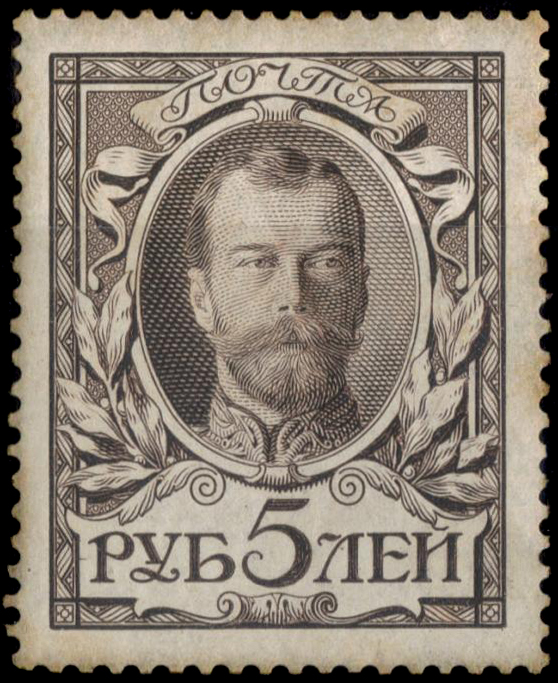
Почтовая марка Российской империи (1913)
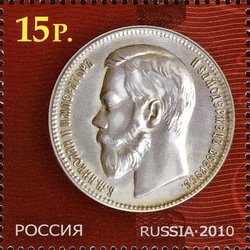
Почтовая марка России (2010)
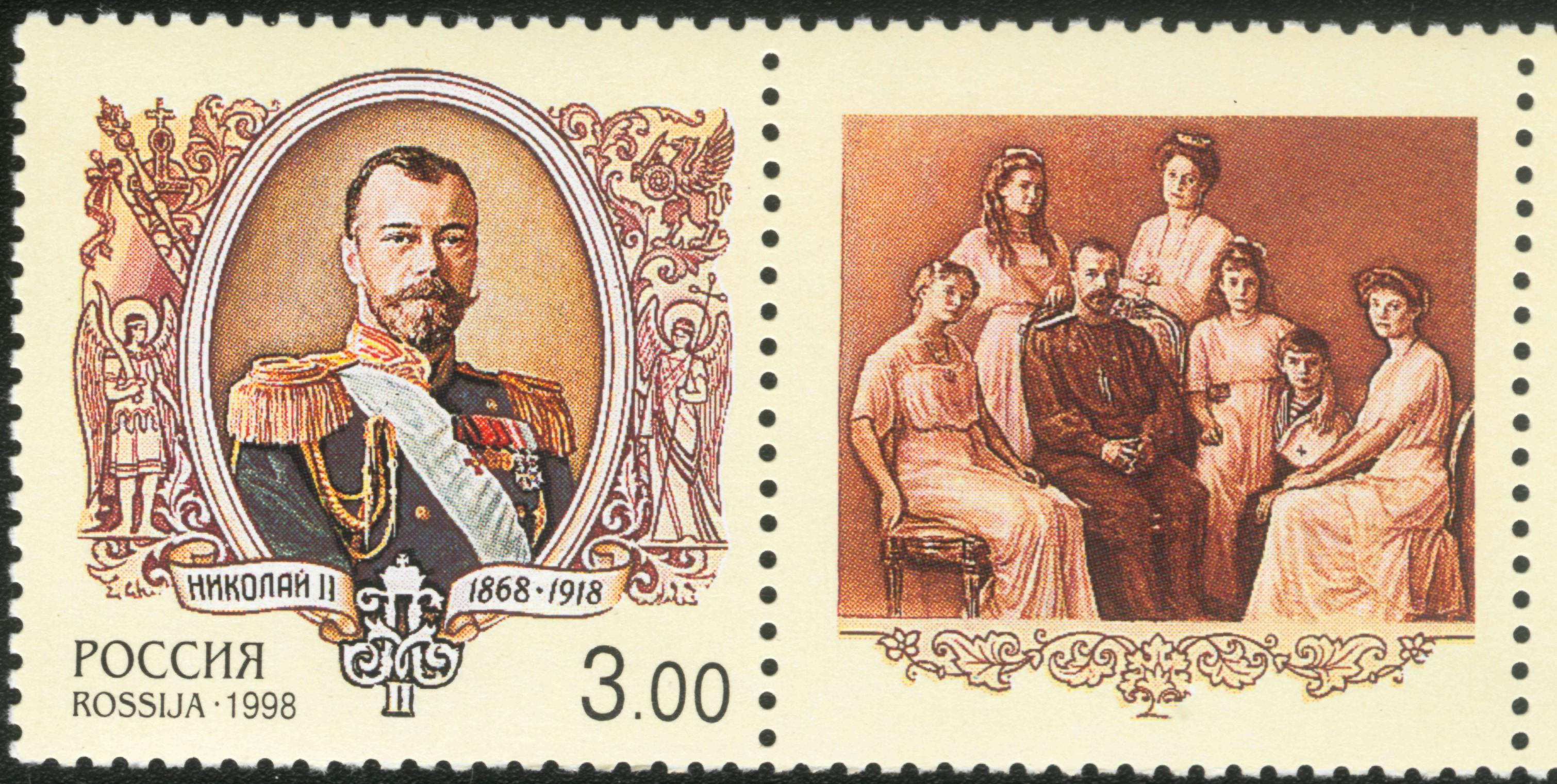
Почтовая марка России, посвящённая 80-летию расстрела в Екатеринбурге, 1998, 3 рубля (ЦФА [АО «Марка»] #446; Sc #6460)
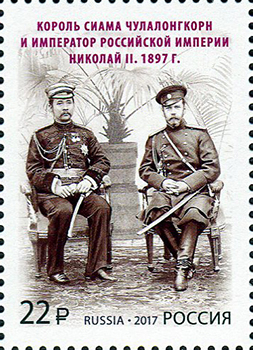
Марка Почты России (2017) Совместный выпуск Российской Федерации и Королевства Таиланд. Государственные деятели Дипломатические отношения между Россией и Таиландом (Сиамом) были установлены официально во время визита короля Чулалонгкорна (Рамы V) в Российскую империю в июле 1897 года.